# Camino de Matías
El camino de Matías (Matthiasweg en idioma alemán) es una ruta de senderismo de larga distancia que, desde Aquisgrán hasta Tréveris, a lo largo de ca. 240 km, discurre en las regiones alemanas de Renania del Norte-Westfalia y Renania-Palatinado.
Su trazado recorre el extremo occidental en la parte alemana de la región natural de Eifel, junto a la frontera con Bélgica y Luxemburgo. Este es un territorio caracterizado por sus montañas de mediana altura con origen volcánico. Lo bordean por el este y el sur los ríos Rin y Mosela mientras que por el oeste se extiende hasta la región franco-belga de las Ardenas. Tiene una densidad baja de población y en el siglo XIX fue conocido como la «Siberia prusiana». 
La ruta fue desarrollada en 1898 por el denominado «club de Eifel» (Eifelverein), una agrupación de asociaciones locales surgida para emprender acciones en favor de la región durante una época en que la fuerte emigración amenazaba con despoblarla. Esta asociación —que se mantiene hasta la actualidad— se ocupa de un buen número de rutas que recorren su área geográfica tanto de norte a sur como de este a oeste.
El nombre de «camino de Matías» deviene del apóstol, cuyos restos la tradición cristiana sitúa en la abadía benedictina de San Matías en Tréveris, gracias a su traslado en el siglo IV por orden de Helena de Constantinopla, quien las había traído previamente de Jerusalén. La ciudad sufrió varios asedios y cambios de manos durante el convulso periodo de las invasiones bárbaras y la caída del Imperio romano de Occidente. En el siglo IX fue saqueada y completamente destruida por los vikingos. Finalmente, en el siglo XII, se anunció el descubrimiento de los restos del apóstol durante unas obras en la abadía, lo que dio origen a peregrinaciones a la misma. Estos viajes han seguido (y siguen en la actualidad) varios itinerarios diferentes en función del lugar de partida.
El terreno que atraviesa el camino es bastante homogéneo durante todo su itinerario: bosques, prados para el ganado y tierras de cultivo. Debido a la orografía, son constantes los tramos de subida y bajada. Las poblaciones por las que pasa son de muy pequeña entidad (la mayor es Simmerath de poco más de 15 000 habitantes). Salvo algunos casos, no existen albergues, por lo que el alojamiento se realiza en hoteles, pensiones o, principalmente, en los típicos Gaststätte que, a modo de modernas posadas, son restaurantes que ofrecen también habitaciones para dormir.

## Matías el Apóstol

### Informaciones sobre su vida y obra

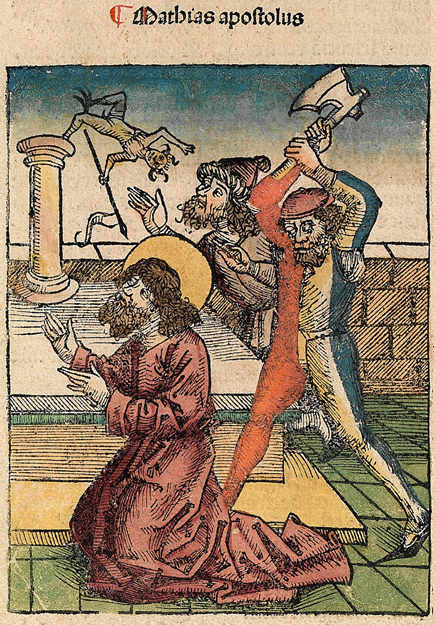
El martirio del apóstol Matías en una representación medieval.

Son escasas las informaciones que han llegado a nosotros sobre Matías el Apóstol. Se supone que nació en Belén y pertenecía a la tribu de Judá. La tradición cristiana indica también que, inicialmente, fue uno de los denominados setenta discípulos. Según el evangelio de Lucas, estos fueron elegidos por Jesucristo y enviados de dos en dos como emisarios a los lugares donde Él había de ir.(Lucas 10:1-24)
De acuerdo a los Hechos de los Apóstoles,(Hechos 1:21-22) fue un seguidor de Jesucristo desde su bautizo por  Juan el Bautista hasta el momento de su Ascensión. La misma obra indica que poco después de este momento, Pedro reunió una asamblea de 120 fieles con el objetivo de elegir al que debía sustituir a Judas Iscariote en su apostolado. Dos miembros de la comunidad fueron unánimemente designados como candidatos: José Barsabás, también llamado «el Justo», y Matías.(Hechos 1:23) Tras rezar una oración para que el Señor manifestase su voluntad, se dejó al procedimiento de las suertes la designación del elegido, que recayó en el segundo. (Hechos 1:24-26)
Sobre su labor apostólica la tradición cristiana ha dejado diferentes versiones: una de ellas afirma que marchó a Etiopía, donde se dedicó a su actividad predicadora, y actualmente se le considera como el patrón de los cristianos en ese territorio. Posteriormente habría viajado a Sebastópolis, donde falleció y fue enterrado junto al templo dedicado al Sol. Otra tradición, en cambio, sitúa su labor en Macedonia, desde donde se trasladó a Amasea, en la costa del Mar Negro para predicar posteriormente junto a su compañero Andrés en Edesa y Sebastópolis. Según este relato, volvió finalmente a Jerusalén, donde fue matado por orden de Ananías ben Ananías, el sumo sacerdote del Templo.

### Enterramiento en Tréveris

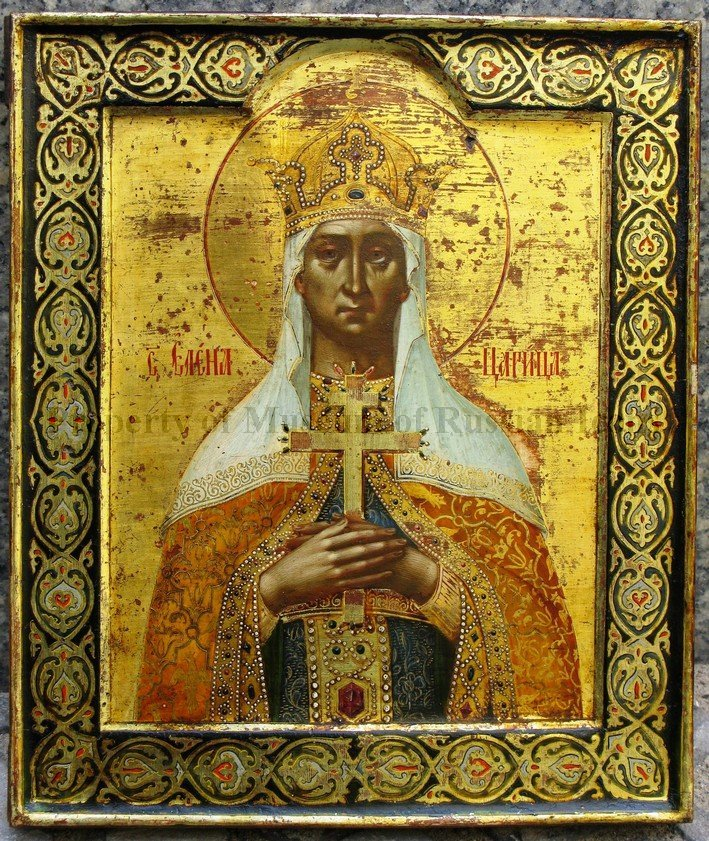
Helena de Constantinopla. De acuerdo con la tradición cristiana, hizo enviar los restos del apóstol Matías a Tréveris.

La tumba de Matías en Tréveris es la única de un apóstol que la tradición cristiana sitúa al norte de los Alpes. La localización de sus reliquias en esta, en principio, apartada ciudad, se debe a Agricio, quien fue su obispo durante las primeras décadas del siglo IV. De acuerdo con la tradición, Agricio era el patriarca de Antioquía hasta que Helena de Constantinopla pidió al Papa Silvestre I que lo nombrase obispo de Tréveris. Agricio desarrolló durante su mandato una decidida labor para hacer de su sede episcopal una «segunda Roma», tarea para la que contó con apoyo de la madre del emperador Constantino, quien había residido anteriormente en la ciudad. El obispo mejoró notablemente las escuelas dentro de su diócesis y fundó el convento de San Maximino. Sobre el palacio imperial que le había donado Helena comenzó la construcción de una monumental iglesia doble —antecesora de la actual catedral— y adicionalmente, de la misma emperatriz, recibió la Santa Túnica y los restos de Matías el Apóstol, reliquias que habían sido traídas por ella a Roma desde Tierra Santa.
No se ha encontrado hasta ahora constancia escrita anterior al siglo IX del traslado de los restos de Matías de Roma a Tréveris. Cuando las tribus bárbaras cruzaron el Rin en el año 406, la prefectura romana en las Galias fue trasladada a Arlés, y la ciudad sufrió varias veces el pillaje de los francos entre 410 y 435. En 451 fue violentamente saqueada por los hunos de Atila, posteriormente volvió a ser tomada por los francos y sobre el 480 estuvo controlada algunos años por los restos de tropas romanas en la zona al mando del comes Arbogasto el joven. Finalmente, hacia 485, cayó definitivamente en posesión de los francos. Tras este convulso periodo quedó poco de la otrora importante ciudad —llegó a ser residencia imperial durante varios periodos del siglo IV— y su población descendió drásticamente. Tréveris consiguió recuperarse paulatinamente, pero varios siglos más tarde, en 882, fue saqueada durante varios días por los vikingos, quienes destruyeron e incendiaron completamente la localidad.
La abadía benedictina de San Eucario se situaba extramuros junto a un antiguo cementerio romano. Esta abadía tenía sus raíces en una comunidad cristiana que se asentó en el siglo IV junto a la tumba de este santo, considerado el creador de la diócesis de Tréveris. En 1127, se realizaron trabajos de demolición de la antigua abadía con el fin de construir la que actualmente existe. Durante estas obras se descubrieron finalmente los restos de Matías, cuya existencia ya era recogida por la tradición de los monjes desde 1050.

### Peregrinaciones a su tumba

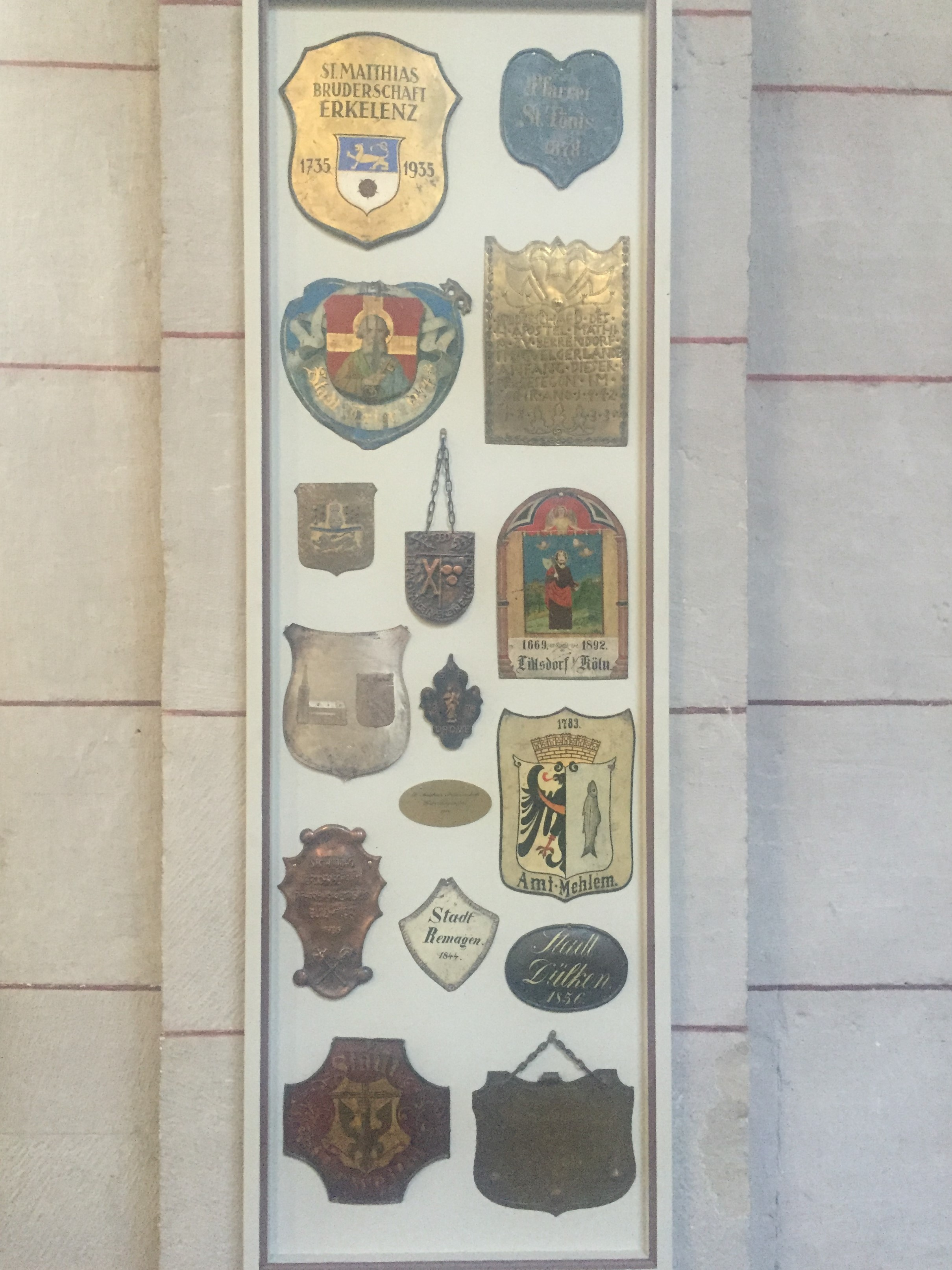
Insignias de varias «hermandades de Matías» (Matthiasbruderschaften) junto a la tumba del apóstol.

La noticia del descubrimiento de los restos del apóstol se difundió rápidamente y pronto comenzaron a llegar peregrinos procedentes del ámbito franco y germano. La abadía empezó a ser conocida popularmente, no con su nombre, sino como «San Matías», por lo que finalmente se cambió la denominación, manteniéndola hasta la actualidad. En 1148 el papa Eugenio III pasó varios meses en la ciudad, donde santificó la nueva abadía y dio reconocimiento papal para el culto a San Matías, lo que dio un notable impulso a su comunidad.
Se considera que los primeros peregrinos llegaron procedentes del área de la abadía de San Vito en la actual Mönchengladbach. La peregrinación a la tumba de este apóstol gozó de amplia popularidad en la Edad Media y comenzaron a fundarse en los siglos siguientes las Matthiasbruderschaften (hermandades de Matías) que agrupaban a peregrinos de localidades situadas dentro de las regiones vecinas.

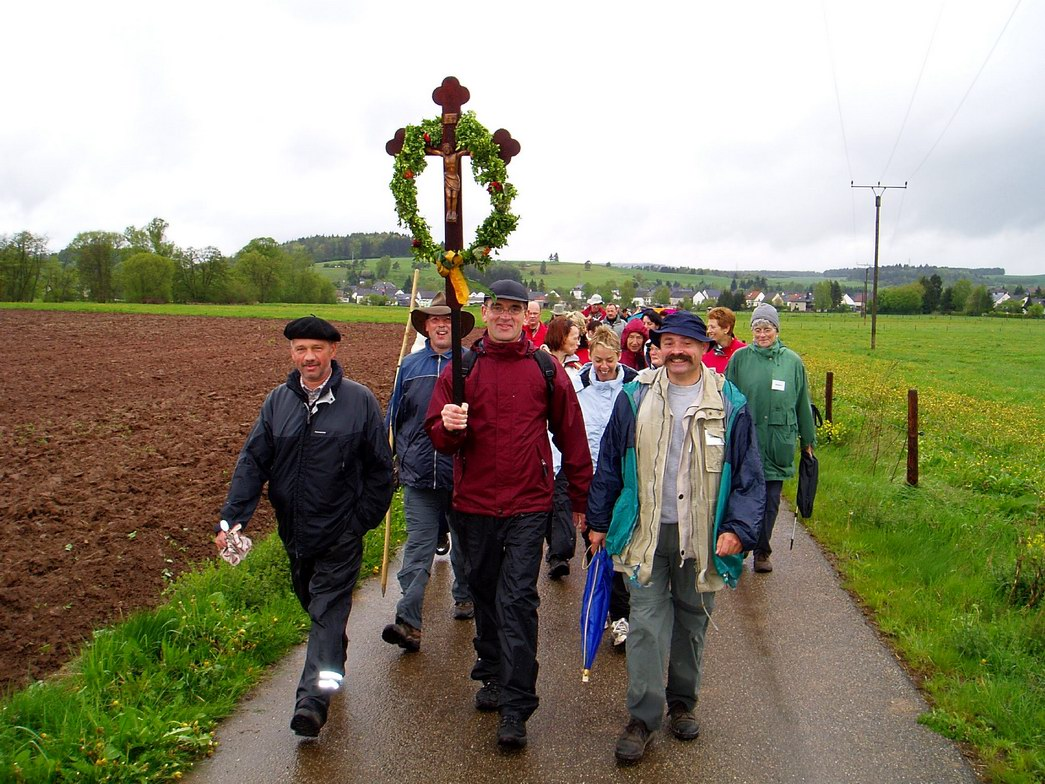
Una «hermandad de Matías» (Matthiasbruderschaft) en peregrinación a Tréveris.

Un buen número de estas hermandades —unas 160— subsisten hoy en día localizadas en los obispados de Colonia, Tréveris y Aquisgrán. Estos grupos organizan peregrinaciones anuales a la tumba del Apóstol —normalmente de entre cuatro y nueve días de duración— para las que siguen diversas rutas en función de su localidad de partida.
Por otro lado, la visita a la sepultura de Matías ha sido parte de algunas rutas jacobeas que, procedentes del ámbito germano, atravesaban Tréveris en dirección a Vezelay, donde conectaban con la importante Via Lemovicensis. En la ciudad existía un hospital para los peregrinos y se fundó una hermandad de Santiago (Jakobsbruderschaft) citada ya en 1239 dentro de una carta de privilegio por parte del papa Gregorio IX.
En la actualidad, la abadía de San Matías en Tréveris es punto de unión de varias rutas jacobeas, siendo la principal la que viene desde el importante cruce de caminos que es Colonia. También existen el denominado Mosel-Camino que, desde Coblenza discurre junto al río Mosela, el Hunsrück-Camino que procede de Bingen y el  Eifel-Camino que llega desde Andernach.

## La región de Eifel

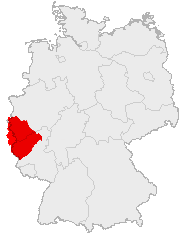
La región de Eifel se sitúa en el oeste de Alemania junto a Bélgica y Luxemburgo.

La región de Eifel abarca la parte alemana al oeste del Rin y al norte del Mosela de un sistema montañoso de altura media (Mittelgebirge en idioma alemán) denominado Rheinische Schiefergebirge (montaña esquistosa renana). Este sistema montañoso tiene una pequeña continuación por Luxemburgo, Bélgica y Francia, en la región conocida como Ardenas. Geológicamente tiene un origen volcánico y se estima que la última actividad tuvo lugar en un momento tan reciente (en términos de geología) como hace 10 000 años. Está recorrida por bastantes ríos y arroyos que desembocan en el Rin y el Mosa (no confundir con el Mosela). El clima es de tipo atlántico con altas precipitaciones tanto de lluvia como de nieve. Los inviernos son moderadamente fríos, mientras que los veranos son frescos y con buenos niveles de humedad ambiente. Algunos valores climáticos medios para el distrito de Ahrweiler —situado en el área central— son los siguientes:
| Parámetros climáticos promedio de la Eifel-Wetterstation Nürburg-Barweiler | Parámetros climáticos promedio de la Eifel-Wetterstation Nürburg-Barweiler | Parámetros climáticos promedio de la Eifel-Wetterstation Nürburg-Barweiler | Parámetros climáticos promedio de la Eifel-Wetterstation Nürburg-Barweiler | Parámetros climáticos promedio de la Eifel-Wetterstation Nürburg-Barweiler | Parámetros climáticos promedio de la Eifel-Wetterstation Nürburg-Barweiler | Parámetros climáticos promedio de la Eifel-Wetterstation Nürburg-Barweiler | Parámetros climáticos promedio de la Eifel-Wetterstation Nürburg-Barweiler | Parámetros climáticos promedio de la Eifel-Wetterstation Nürburg-Barweiler | Parámetros climáticos promedio de la Eifel-Wetterstation Nürburg-Barweiler | Parámetros climáticos promedio de la Eifel-Wetterstation Nürburg-Barweiler | Parámetros climáticos promedio de la Eifel-Wetterstation Nürburg-Barweiler | Parámetros climáticos promedio de la Eifel-Wetterstation Nürburg-Barweiler | Parámetros climáticos promedio de la Eifel-Wetterstation Nürburg-Barweiler |
| Mes                                                                        | Ene.                                                                       | Feb.                                                                       | Mar.                                                                       | Abr.                                                                       | May.                                                                       | Jun.                                                                       | Jul.                                                                       | Ago.                                                                       | Sep.                                                                       | Oct.                                                                       | Nov.                                                                       | Dic.                                                                       | Anual                                                                      |
| -------------------------------------------------------------------------- | -------------------------------------------------------------------------- | -------------------------------------------------------------------------- | -------------------------------------------------------------------------- | -------------------------------------------------------------------------- | -------------------------------------------------------------------------- | -------------------------------------------------------------------------- | -------------------------------------------------------------------------- | -------------------------------------------------------------------------- | -------------------------------------------------------------------------- | -------------------------------------------------------------------------- | -------------------------------------------------------------------------- | -------------------------------------------------------------------------- | -------------------------------------------------------------------------- |
| Temp. máx. media (°C)                                                      | 1                                                                          | 2                                                                          | 5                                                                          | 9                                                                          | 14                                                                         | 17                                                                         | 19                                                                         | 19                                                                         | 16                                                                         | 11                                                                         | 5                                                                          | 2                                                                          | 10                                                                         |
| Temp. mín. media (°C)                                                      | −3                                                                         | −3                                                                         | −1                                                                         | 2                                                                          | 6                                                                          | 9                                                                          | 11                                                                         | 11                                                                         | 9                                                                          | 5                                                                          | 1                                                                          | −2                                                                         | 3.8                                                                        |
| Lluvias (mm)                                                               | 72                                                                         | 60                                                                         | 70                                                                         | 64                                                                         | 74                                                                         | 79                                                                         | 81                                                                         | 83                                                                         | 64                                                                         | 66                                                                         | 78                                                                         | 80                                                                         | 871                                                                        |
| Días de lluvias (≥ 1.0 mm)                                                 | 20                                                                         | 19                                                                         | 18                                                                         | 17                                                                         | 17                                                                         | 16                                                                         | 16                                                                         | 17                                                                         | 14                                                                         | 16                                                                         | 20                                                                         | 20                                                                         | 210                                                                        |
| Fuente: Wetterkontor (valores para el periodo 1961 a 1990)                 |                                                                            |                                                                            |                                                                            |                                                                            |                                                                            |                                                                            |                                                                            |                                                                            |                                                                            |                                                                            |                                                                            |                                                                            |                                                                            |

La región fue ocupada por los francos durante la época final del Imperio romano de Occidente. Este pueblo tendía más por la actividad ganadera que por la agrícola, a la vez que concentraba su población en pueblos y aldeas en lugar de las villas romanas preexistentes. Durante la época merovingia de estos, París adquirió un papel central y la zona de Eifel quedó situada en un área periférica. En cambio, con las conquistas orientales de los posteriores carolingios y el surgimiento de Aquisgrán como una importante ciudad, se situó en el área central de sus dominios. La región se benefició de las posibilidades comerciales que ofrecía su situación; en 721 se fundó la abadía de Prüm —la primera creada en el interior de la región— a la que siguieron otras similares con donaciones de tierras por parte de los reyes.

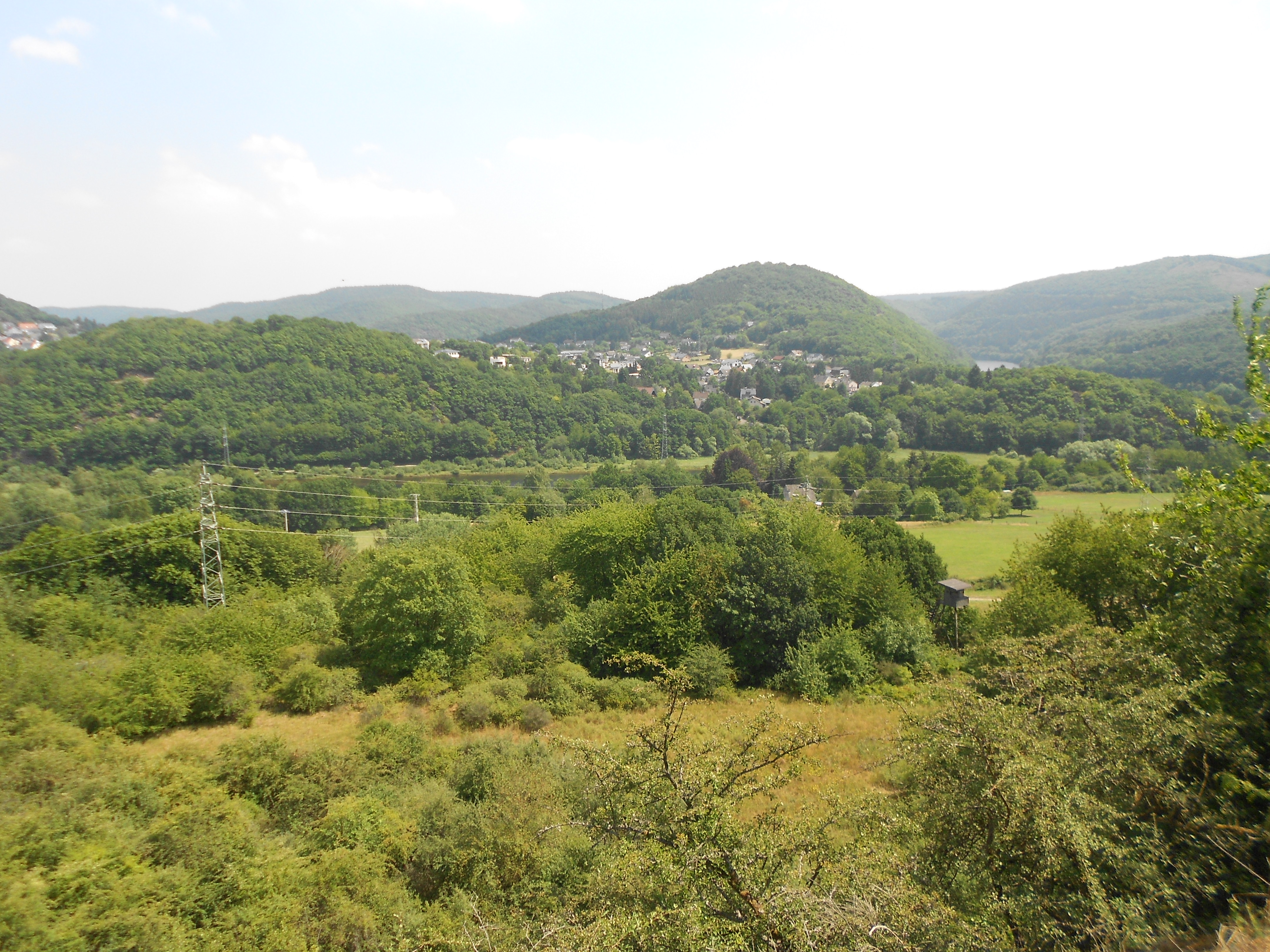
Típico paisaje en la región de Eifel: montañas de media altura, bosques y terrenos de cultivo.

Con la partición del imperio carolingio en 843, la región se situó inicialmente en la Lotaringia y finalmente en lo que sería el Sacro Imperio Romano Germánico. Los siglos X y XI fueron una época de prosperidad que permitió que se duplicase la población con aumento de la superficie cultivable y creación de nuevas localidades. Posteriormente, también la minería de hierro y plomo, así como el aprovechamiento de los arroyos de agua como fuente de energía, posibilitaron la aparición de establecimientos industriales. La peste negra del siglo XIV y las guerras de religión del siglo XVII significaron, en cambio, una drástica reducción de la población.
Tras la revolución francesa, Eifel fue conquistado por las tropas de este país, cuya frontera se desplazó hacia el este hasta la orilla de Rin. La zona fue anexada a Francia, lo que supuso el desmantelamiento de la mayoría de conventos y establecimientos religiosos, así como la adopción de la legislación napoleónica, de la cual, su «Código Napoleón» permaneció vigente hasta 1900; de hecho, en la actualidad el ejercicio de la profesión de notario tiene todavía una diferente regulación que en el resto de Alemania. Además de estos cambios, la apertura del mercado francés supuso una importante mejora de la economía regional durante este periodo.
Por los acuerdos del congreso de Viena, Prusia tomó posesión de Renania, lo que se significó para Eifel el acceso al mercado de este importante Estado. Prusia invirtió sumas considerables en el territorio por encontrarse este menos desarrollado que el resto del país. Se pusieron entonces en cultivo amplias áreas de pastos a la vez que se mejoró la red de comunicaciones por carretera. Con todo, la pérdida de los mercados francés, belga y holandés causó una reducción de su tejido industrial que se agravó por el traslado de industrias a ciudades como Colonia favorecidas por la red de ferrocarriles. Este factor, junto al aumento de población experimentado durante el siglo XIX, empujó a buena parte de sus habitantes a emigrar hacia la más industrializada cuenca del Ruhr o al continente americano.

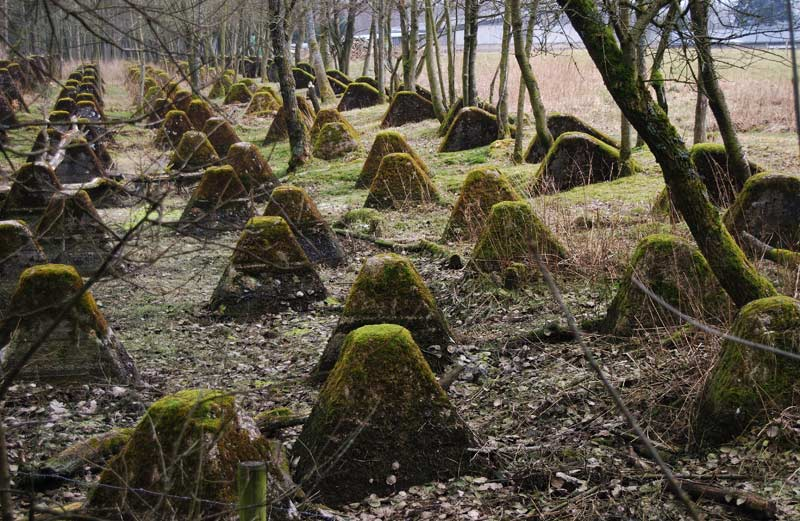
Restos de la línea Sigfrido que atravesaba la región.

Durante la I Guerra Mundial, el área no sufrió combates ni destrucción, ya que Alemania se rindió antes de que llegaran las tropas aliadas. Tras la contienda quedó ocupada hasta 1930 y perdió parte del territorio a favor de Bélgica. El posterior conflicto sí que causó bastante daño en estas comarcas, puesto que se dieron encarnizados combates que destruyeron buena parte de las localidades.
Actualmente Eifel se encuentra muy poco industrializada; la agricultura se concentra en valles y áreas de baja altura, mientras que en las zonas altas se dan las actividades forestales y de producción láctea. Son renombrados sus manantiales de agua y aquí se encuentran dos de las más importantes embotelladoras alemanas: Gerolsteiner y Apollinaris , al igual que una de las mayores cerveceras: Bitburger. El turismo se ha convertido en un sector cada vez más importante, fomentado por la creación de parques naturales, la existencia de lagos o los deportes de invierno en algunas comarcas altas.
Otro sector que ha experimentado una notable expansión ha sido el de la producción de electricidad mediante aerogeneradores.  Estas instalaciones han supuesto una importante fuente de ingresos para las localidades donde se localizan; sin embargo, también generan críticas por considerarse que destruyen el paisaje natural donde se instalan.

## El Club de Eifel (Eifelverein)

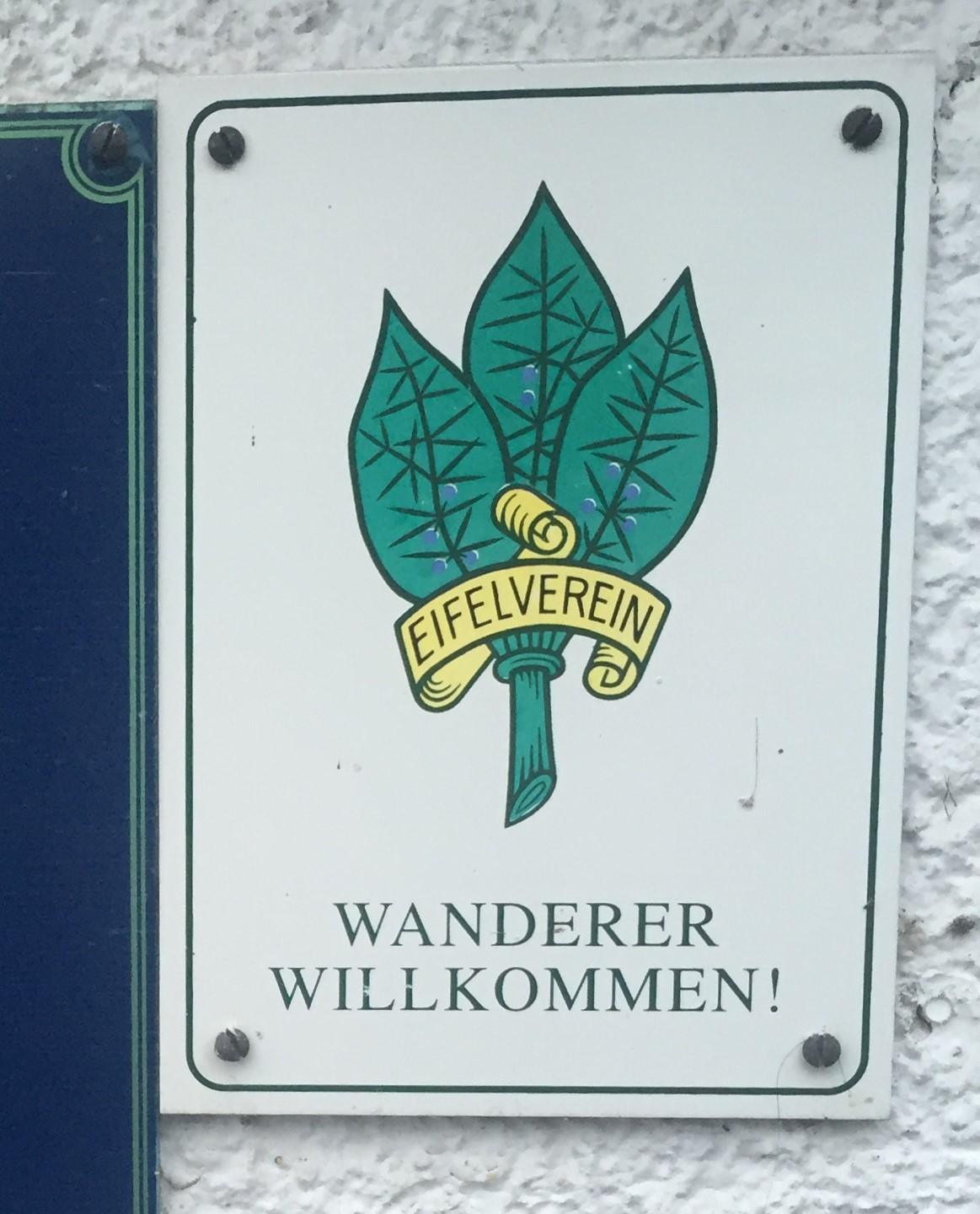
«Wanderer willkommen!» (los excursionistas son bien recibidos aquí). Cartel con la insignia del Eifelverein en una Gaststätte (típica posada alemana).

El denominado Eifelverein (que se puede traducir por «club de Eifel») es una asociación nacida en 1888, cuya primera asamblea se celebró en la localidad de Bad Bertrich, formando la unión de 24 grupos locales con un total de 1500 miembros. Actualmente esta asociación —cuya oficina central se halla en la localidad de Düren—  cuenta con casi 150 grupos locales que suman un total de 28 000 integrantes.
Se creó a iniciativa de varias personalidades preocupadas por la situación de la región durante las décadas finales del siglo XIX en la que llegó a ser conocida como la «Siberia prusiana». El tejido industrial y la agricultura se encontraban en franco retroceso, las condiciones económicas eran malas y la fuerte emigración amenazaba con despoblar el territorio. El objetivo de sus fundadores fue colaborar mediante iniciativas a que esa situación mejorase.

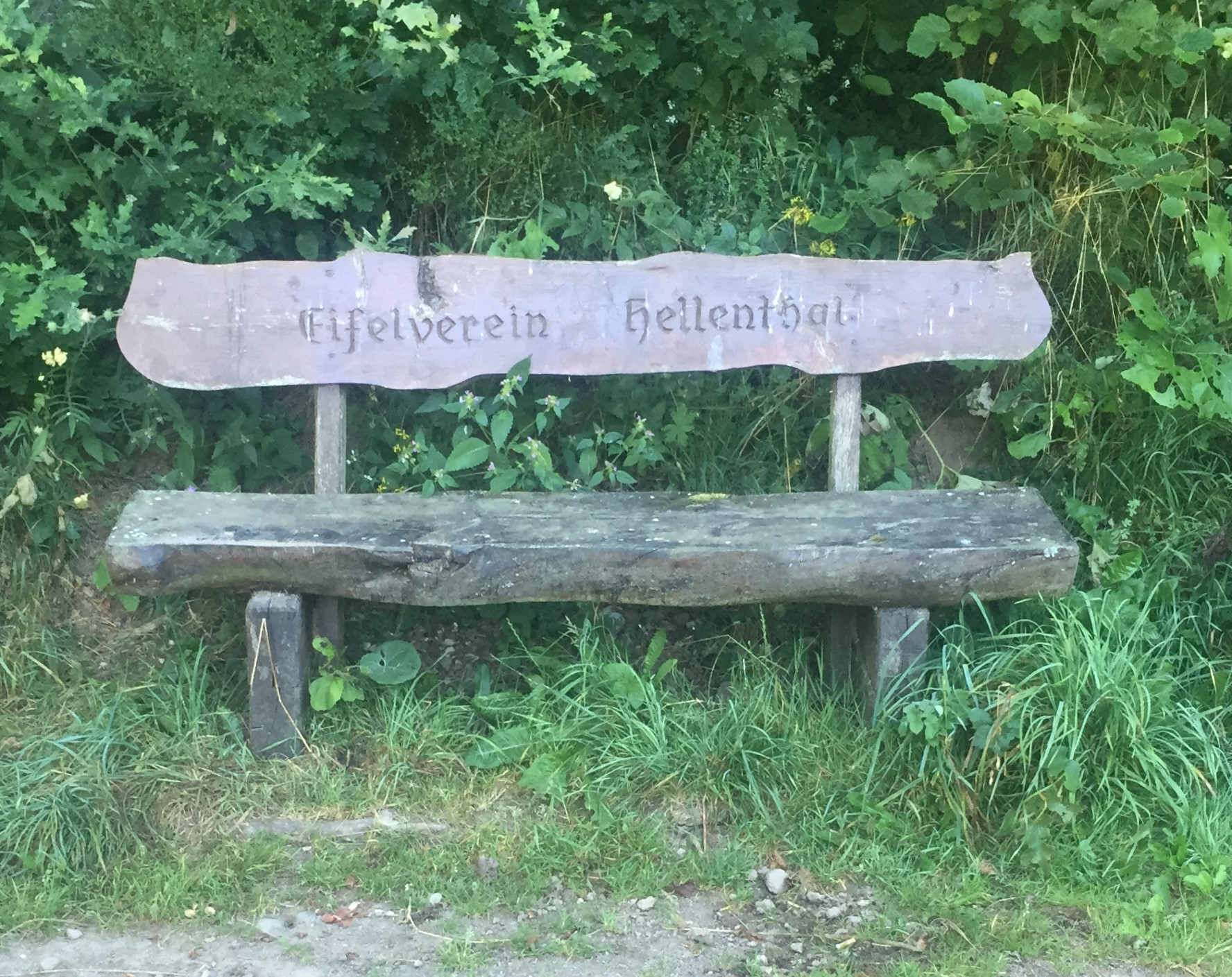
Banco junto al camino de Matías instalado por la agrupación en Hellenthal del Eifelverein.

Su actividad actual se centra en el marcado y mantenimiento de rutas de senderismo en la región: 4 interregionales de larga distancia que atraviesan Eifel; 14 regionales, igualmente de larga distancia, denominadas Hauptwanderwege y 4 regionales más cortas. Estas rutas suman un total de ca. 3400 km a los que hay que añadir ca. 6000 km de pequeños circuitos locales mantenidos individualmente por los grupos de la asociación en sus poblaciones. En una fecha tan temprana como 1898 se estableció la red de caminos Hauptwanderwege con el trazado de seis rutas norte-sur marcadas con un triángulo negro inclinado que todavía utiliza el Matthiasweg y siete con dirección este-oeste marcadas con un ángulo.
Aparte realizan otras acciones: seminarios de diferente temática para la juventud; más de 7000 excursiones anuales guiadas por los cerca de 1500 guías especializados que cuenta la asociación; defensa de la naturaleza para lo que Eifelverein está reconocido como interlocutor necesario ante las administraciones en cualquier acción que afecte a esta área; cuidado de elementos religiosos como cruces, pequeños altares y capillas situados junto a los caminos, así como la edición de libros y mapas de senderismo.

## El camino de Matías (Matthiasweg)

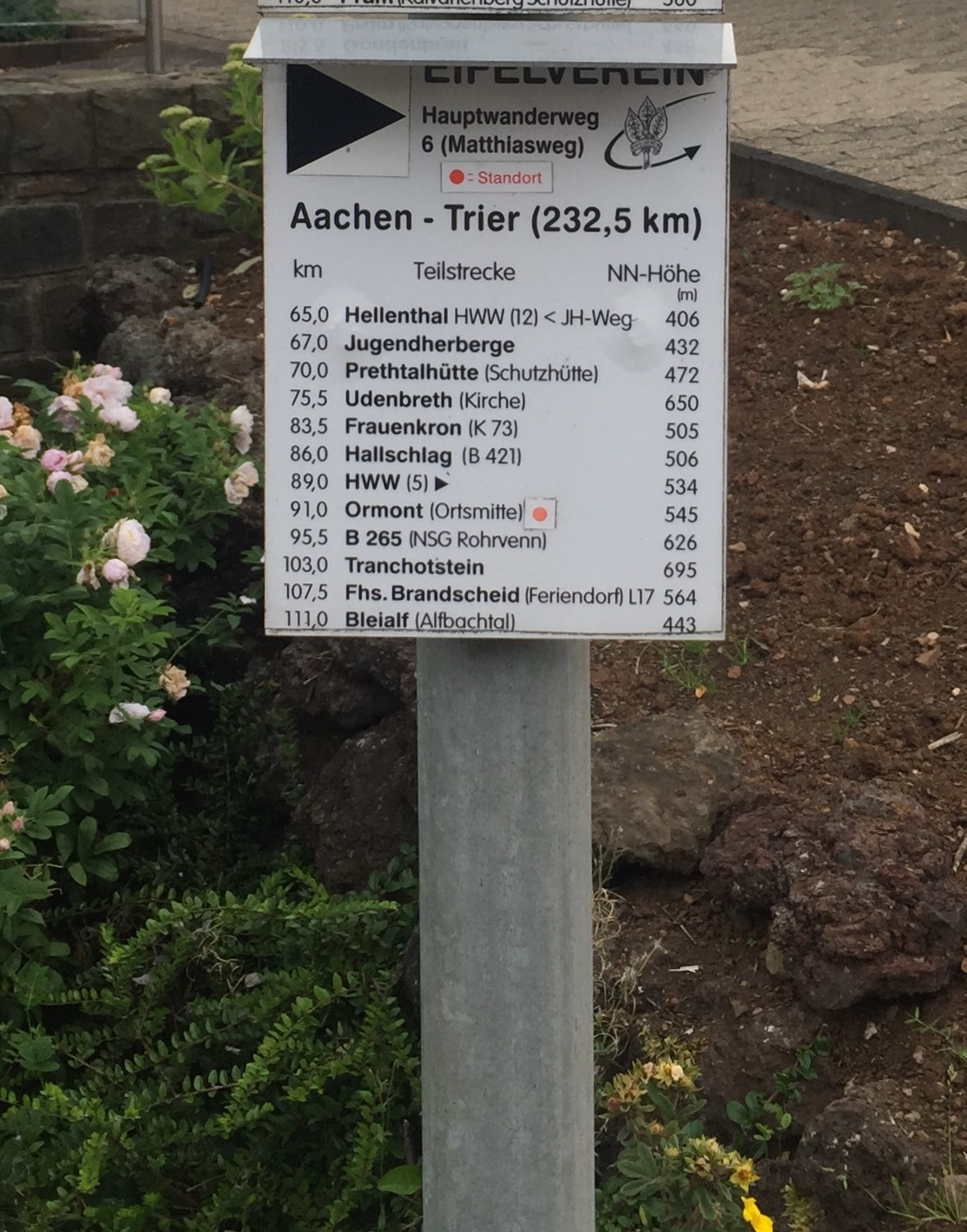
Cartel señalizador del camino de Matías en la aldea de Ormont.

El “camino de Matías” —o Matthiasweg en idioma alemán— es la ruta de senderismo más occidental de las que Eifelverein tiene trazadas en dirección norte-sur. Dichas rutas norte-sur están numeradas de la n.º 1 a la n.º  6 correspondiendo el n.º 1 a la más oriental y el n.º 6 (el camino de Matías) a la más occidental.
Fue trazada en 1898 bajo la supervisión de un general del ejército llamado Karl von Vogt, quien, a la sazón, era presidente del Eifelverein. Originalmente, tenía un recorrido algo diferente en algunos puntos y su distancia total llegaba a los 208 km, un poco menos que en la actualidad. La denominación de «camino de Matías» la recibió con posterioridad debido a este apóstol, cuyos restos la tradición cristiana sitúa en Tréveris, el punto final de la ruta.

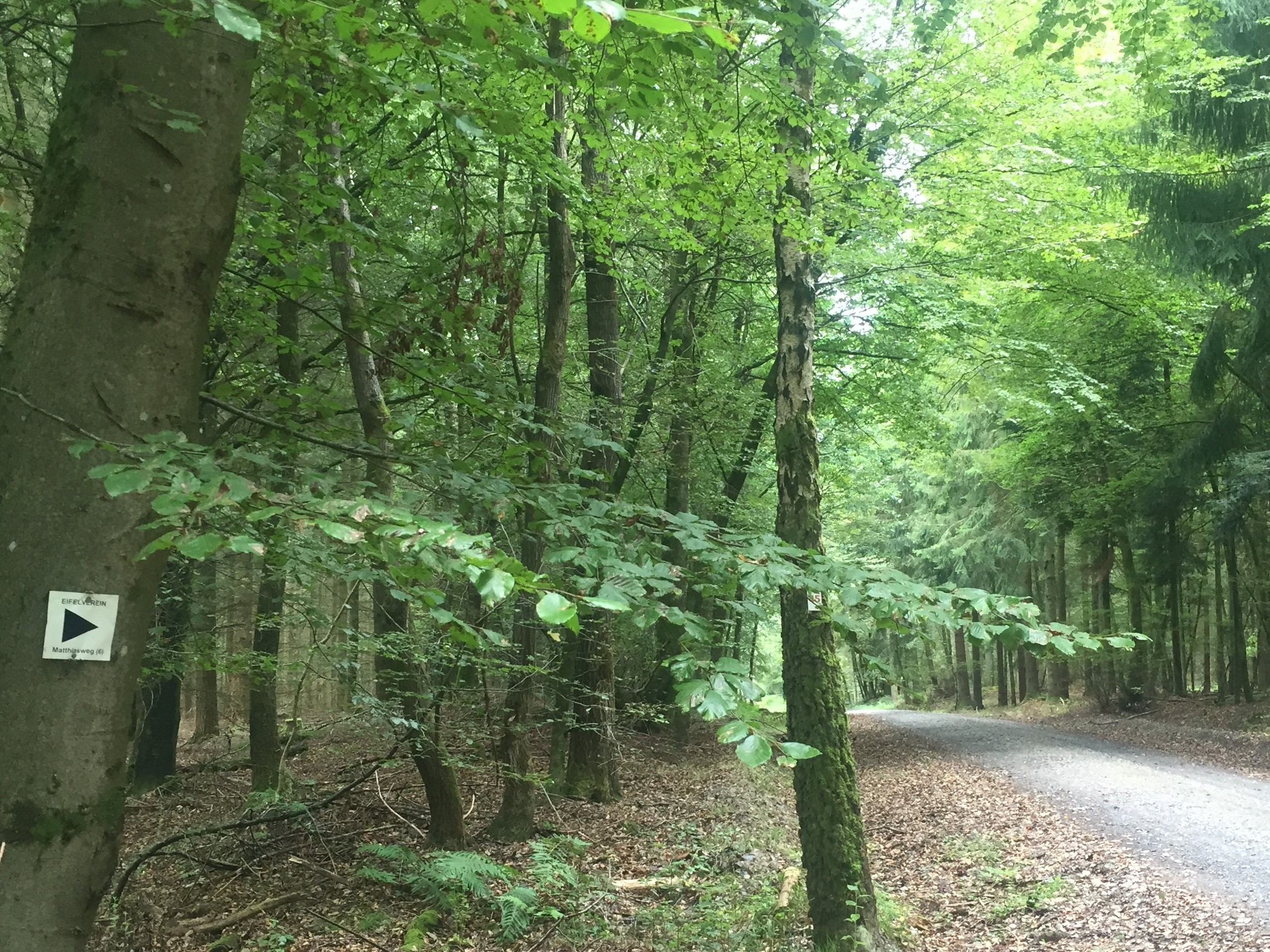
El camino de Matías atravesando un bosque cerca de Bollendorf.

Su trayecto discurre cercano a la frontera alemana con Bélgica y Luxemburgo. Comienza en la ciudad de Aquisgrán, atraviesa el parque natural de Eifel y llega a la comarca de Schneifel. Desde ahí continúa por terreno elevado hasta descender al valle del río Our que abandona para alcanzar, a través de la meseta de Ferschweiler, el valle del río Sûre. Posteriormente atraviesa las montañas que bordean el río Mosela para llegar finalmente a Tréveris.
Su punto de inicio es el Jugendherberge (albergue juvenil) en Aquisgrán y su final la abadía de San Matías en la citada Tréveris. Tanto la longitud del itinerario como la división en etapas varían levemente según la fuente que se consulte. Eifelverein indica en su página web una longitud de 243 km divididos en 12 etapas, aunque su cartel final situado en la abadía de San Matías señala 228 km y carteles intermedios (como el de la imagen) indican 232,5 km. La plataforma en internet «Outdooractive» calcula 234,7 km hasta el puente Kaiser-Wilhem que, sumados a los 4 km dentro de la ciudad necesarios para llegar a la abadía, dan un total de 239 km; en cuanto a etapas, lo divide en 10. Por otra parte, Willi Schwoll, autor de una de las pocas guías publicadas, utiliza las distancias de «Outdooractive» y divide la ruta en 11 etapas.
El trazado presenta un perfil quebrado de acuerdo a la orografía de la región; los tramos de ascenso suponen una subida acumulada de 5582 m y los de descenso una bajada de 5672 m. Su lugar más alto se sitúa a 694 m s. n. m. y el más bajo a 136 m s. n. m..
La ruta pasa por pequeñas localidades y no es muy transitada, por lo que son inusuales los encuentros con otros caminantes que realicen el trayecto completo. Lo habitual es cruzarse con excursionistas que hacen pequeños recorridos de un día cerca de alguna localidad. Es conveniente caminar provisto de agua y comida, ya que, por el tamaño de los pueblos que se atraviesan, son escasos los establecimientos donde pueden adquirirse.
En cuanto al alojamiento, solo existen actualmente (año 2016) cuatro albergues juveniles (Jugendherberge) situados en Aquisgrán, Hellenthal, Bollendorf y Tréveris. Debido a esto, lo habitual en el camino es utilizar las típicas Gaststätte alemanas que, a modo de modernas posadas, son dirigidas por una familia y ofrecen junto a un restaurante, habitaciones para dormir.

## Trazado del Camino de Matías

### Región de Renania del Norte-Westfalia

#### Aquisgrán – Rott
| Etapa 1ª del Camino de Matías      |           |             |                             |
| País:                              | Alemania  | Región:     | Renania del Norte-Westfalia |
| Inicio:                            | Aquisgrán | Final:      | Rott                        |
| Longitud:                          | 18,5 km   | Dificultad: | Media                       |
| Subida:                            | 358 m     | Bajada:     | 254 m                       |
| Aquisgrán 0 km ca. 220 km Tréveris |           |             |                             |
| Mapa de la etapa                   |           |             |                             |
|                                    |           |             |                             |

Esta primera etapa de la ruta tiene su punto oficial de inicio en el albergue juvenil de Aquisgrán situado al sur de la ciudad. Tras cruzar la vía del tren, el itinerario bordea la ciudad por el sur mientras atraviesa el bosque denominado Aachener Wald y se dirige en dirección este. Alcanza la pequeña aldea de Hitfeld, donde se une a una ruta jacobea y cruza la autopista A44. Continúa por terreno de pastos y pasa junto a una pequeña capilla dedicada al apóstol Santiago que fue erigida en el 2002 por una familia que vive junto a ella.

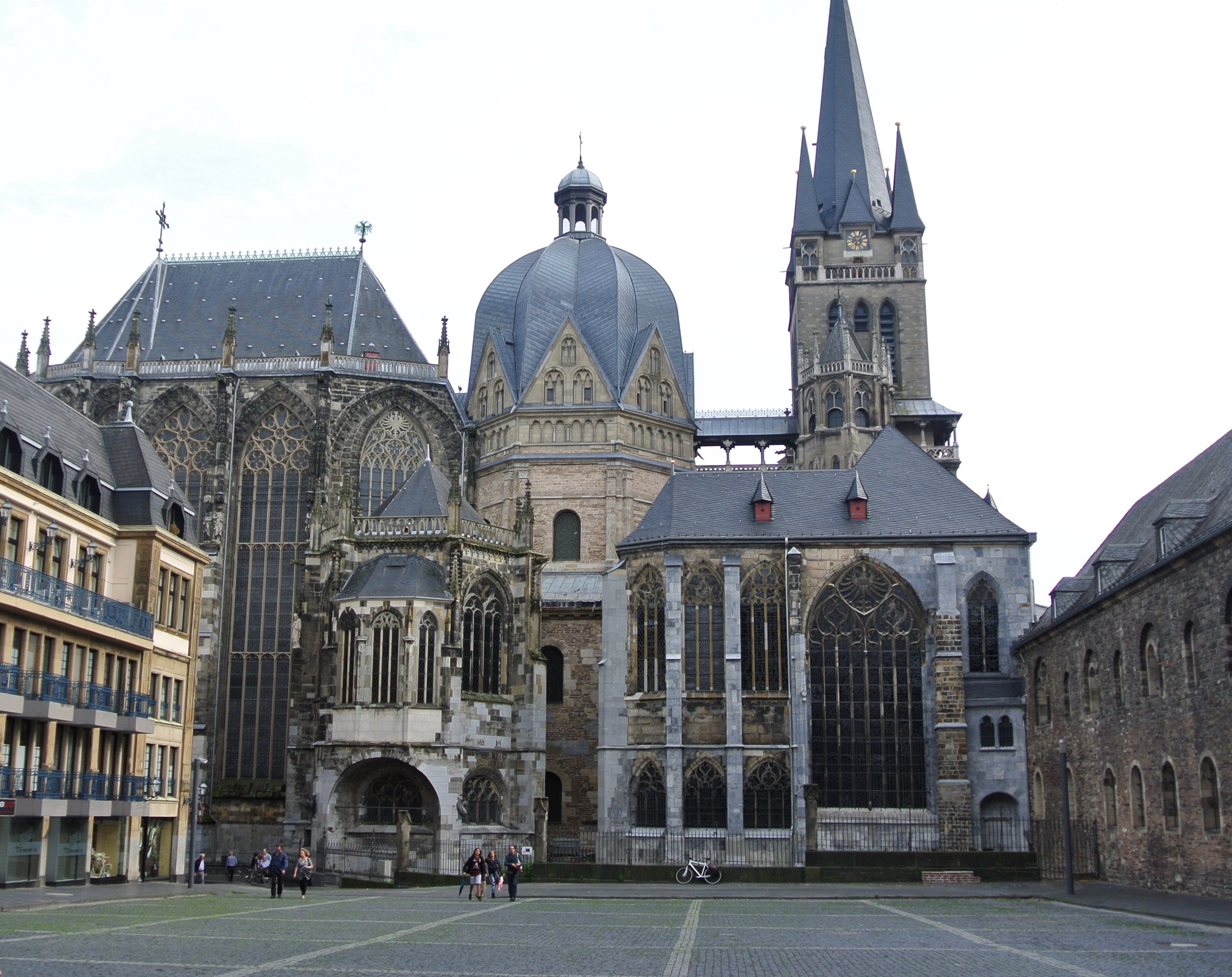
Catedral de Aquisgrán. Patrimonio de la Humanidad.

Pocos km después llega a Kornelimünster tras haber recorrido 10 km desde el inicio. Esta es una bella población de 3700 habitantes. La antigua estación del desaparecido ferrocarril —hoy reconvertido en sendero asfaltado para ciclistas— es actualmente un restaurante y zona de ocio. La localidad fue una de las pocas en la comarca que no sufrió destrucción durante la última guerra. Está atravesada por el río Inde (afluente del Rur) y es conocida por su abadía benedictina, cuya fundación se remonta a Luis el piadoso. Esta institución ha sufrido bastantes cambios hasta su estado actual. La iglesia remanente, dedicada a san Cornelio, es notable y alberga unas reliquias que han sido objeto de peregrinación desde la Edad Media.
El camino gira paulatinamente hacia el sur y discurre por campos de cultivo cerca de la mencionada vía de tren, hoy desaparecida. Mientras cruza varias veces el río Inde, atraviesa la pequeña localidad de Hahn, transita junto a Walheim de 7100 hab. y pasa por la pequeña Friesenrath. En esta aldea la ruta gira a la izquierda y posteriormente a la derecha mientras transita por un bosque, en cuyo interior se encuentra Rott que marca el final de la etapa. Rott es un pequeño pueblo, donde las posibilidades de encontrar alojamiento y comida son reducidas. Depende de su vecina Roetgen de 8500 habitantes.

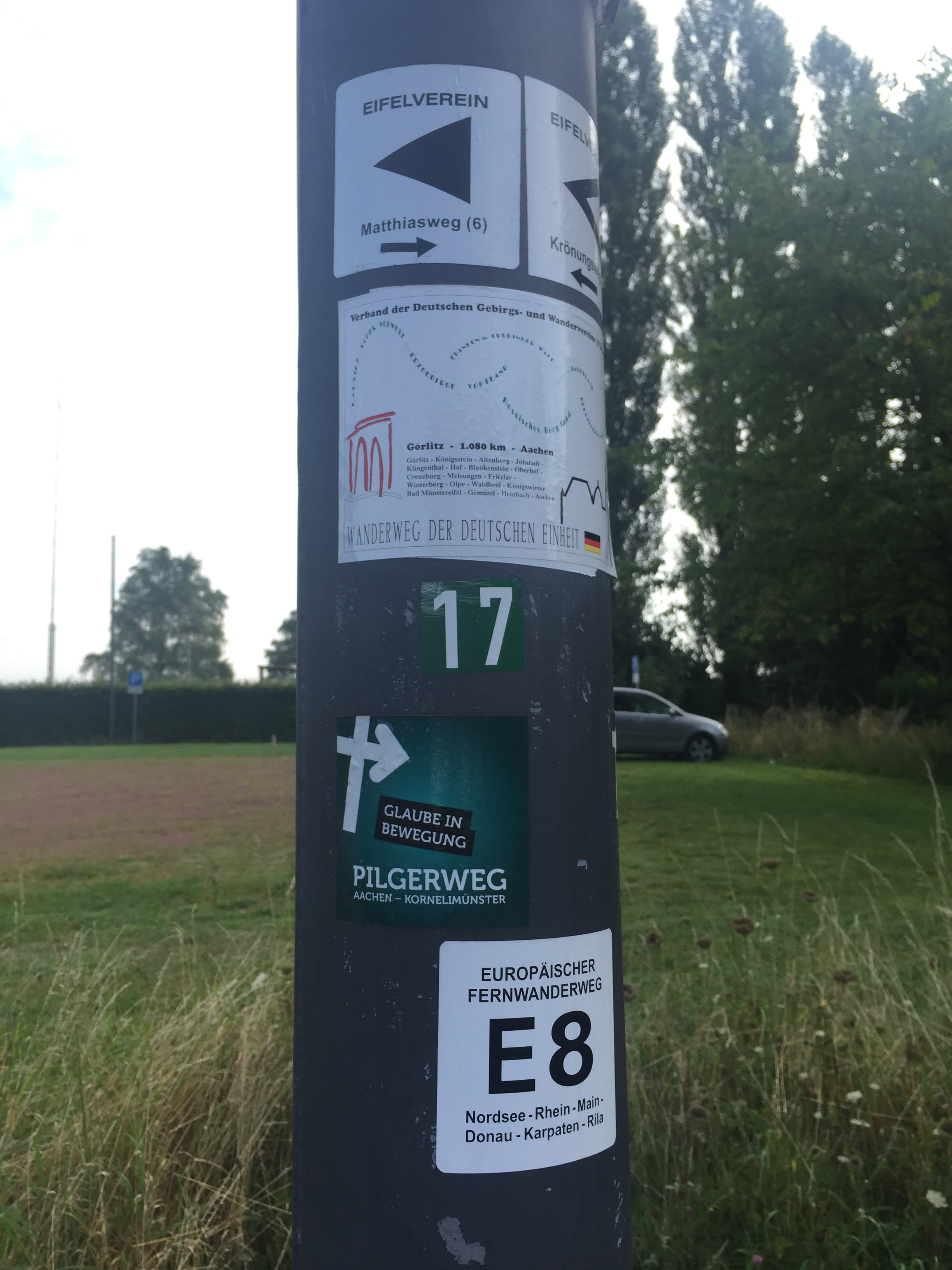
Señalización del camino de Matías.
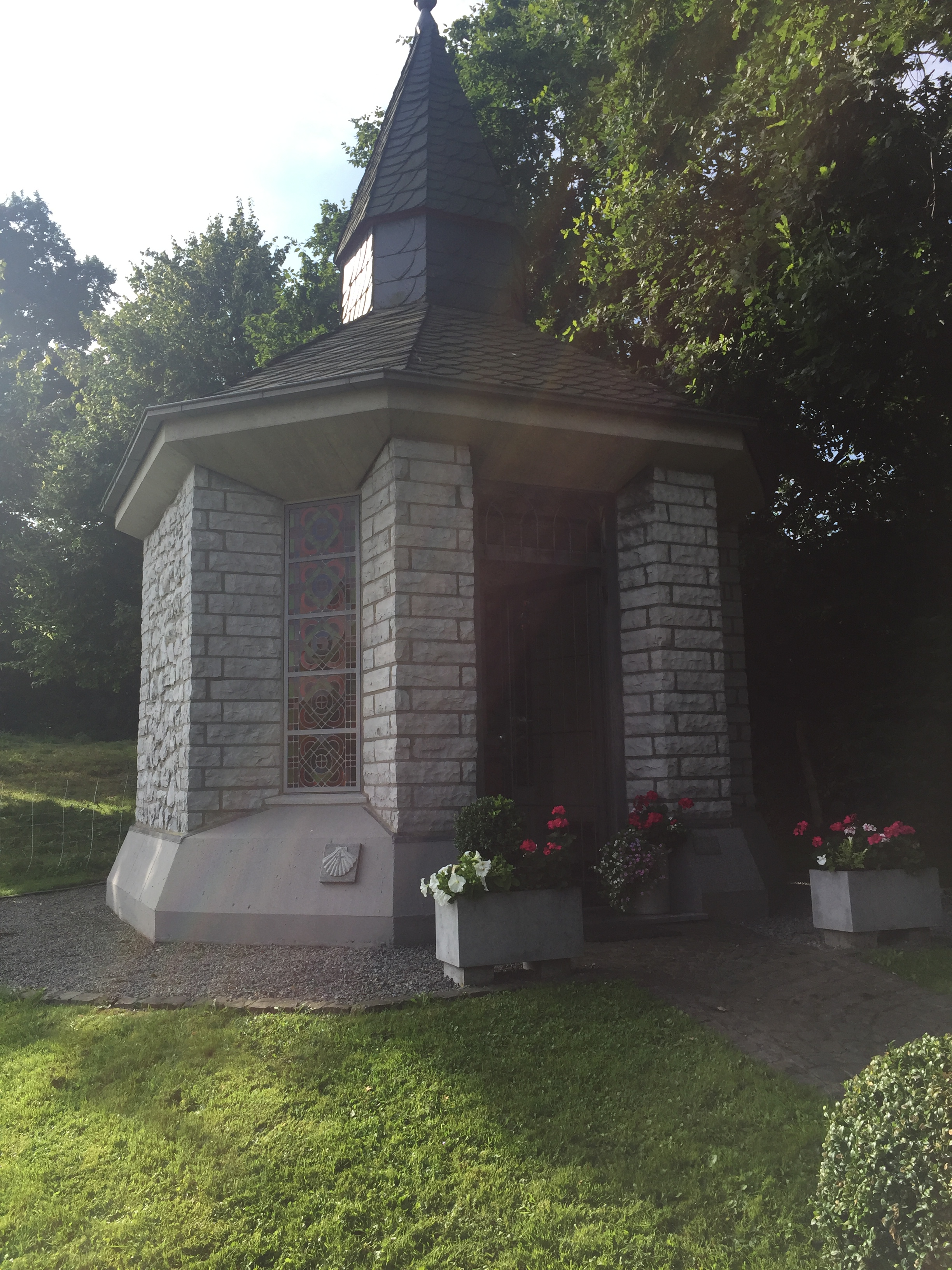
Capilla junto al camino dedicada al apóstol Santiago.
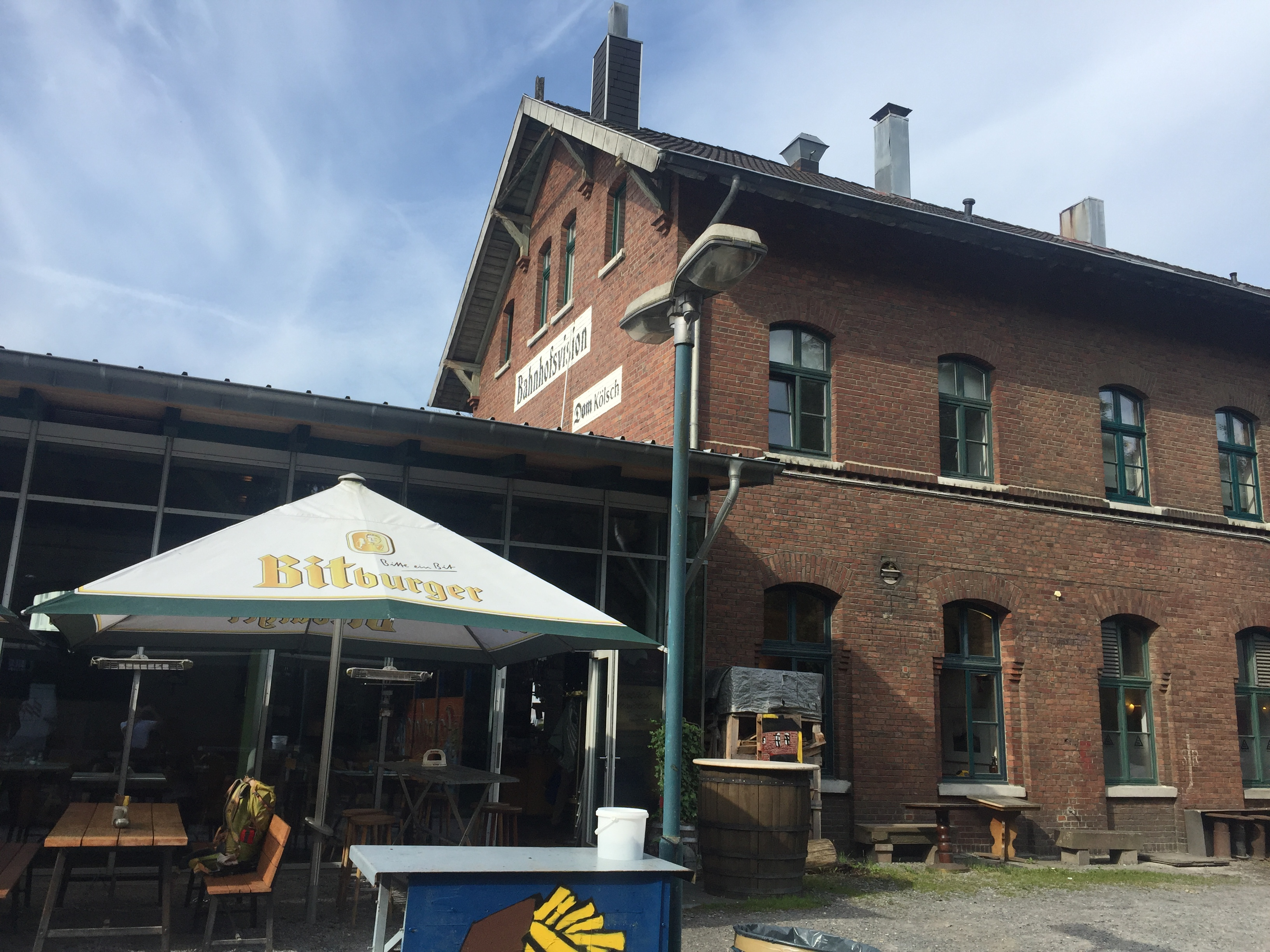
Antigua estación de tren en Kornelimünster.
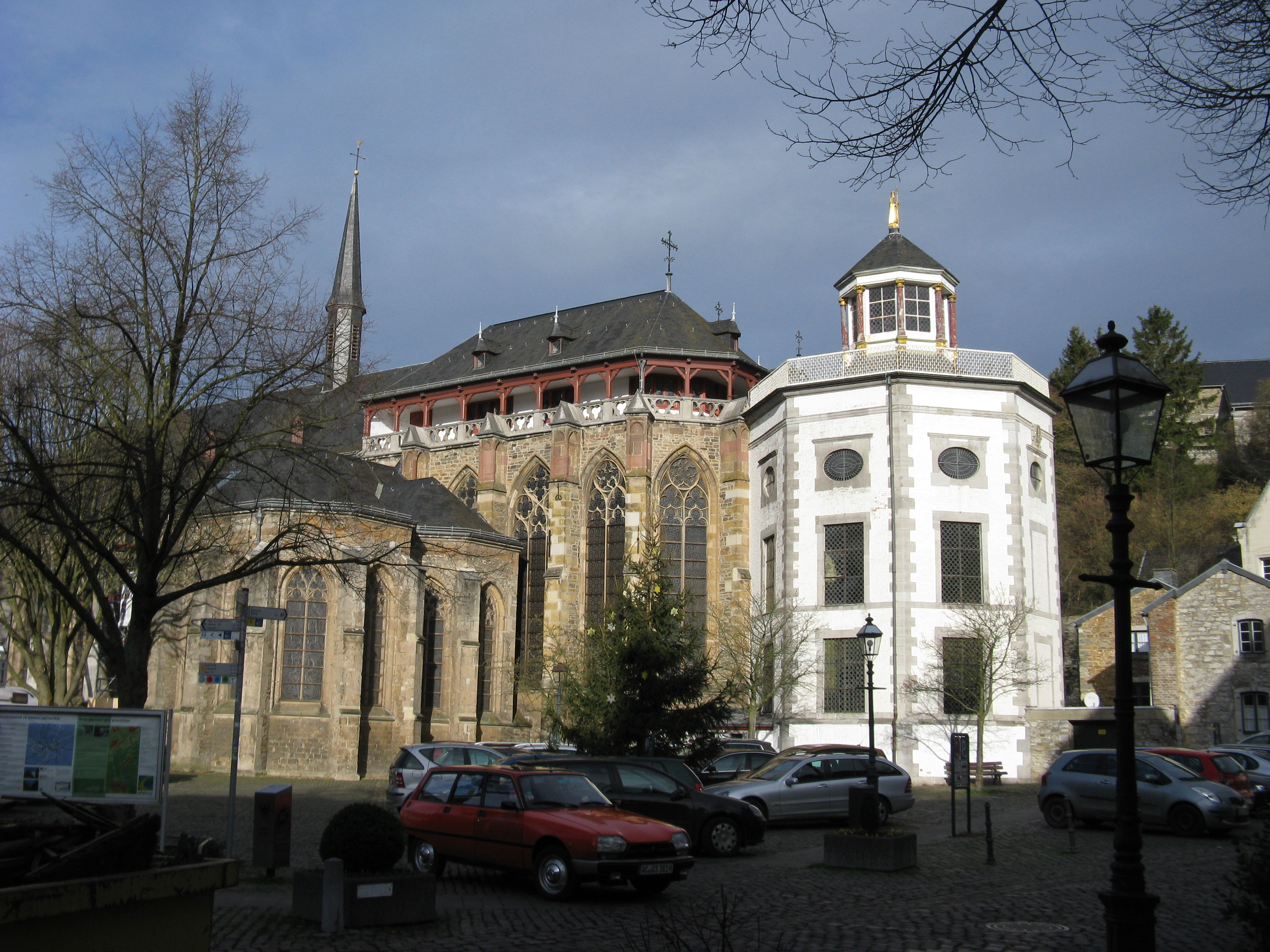
Iglesia de la abadía de Kornelimünster.
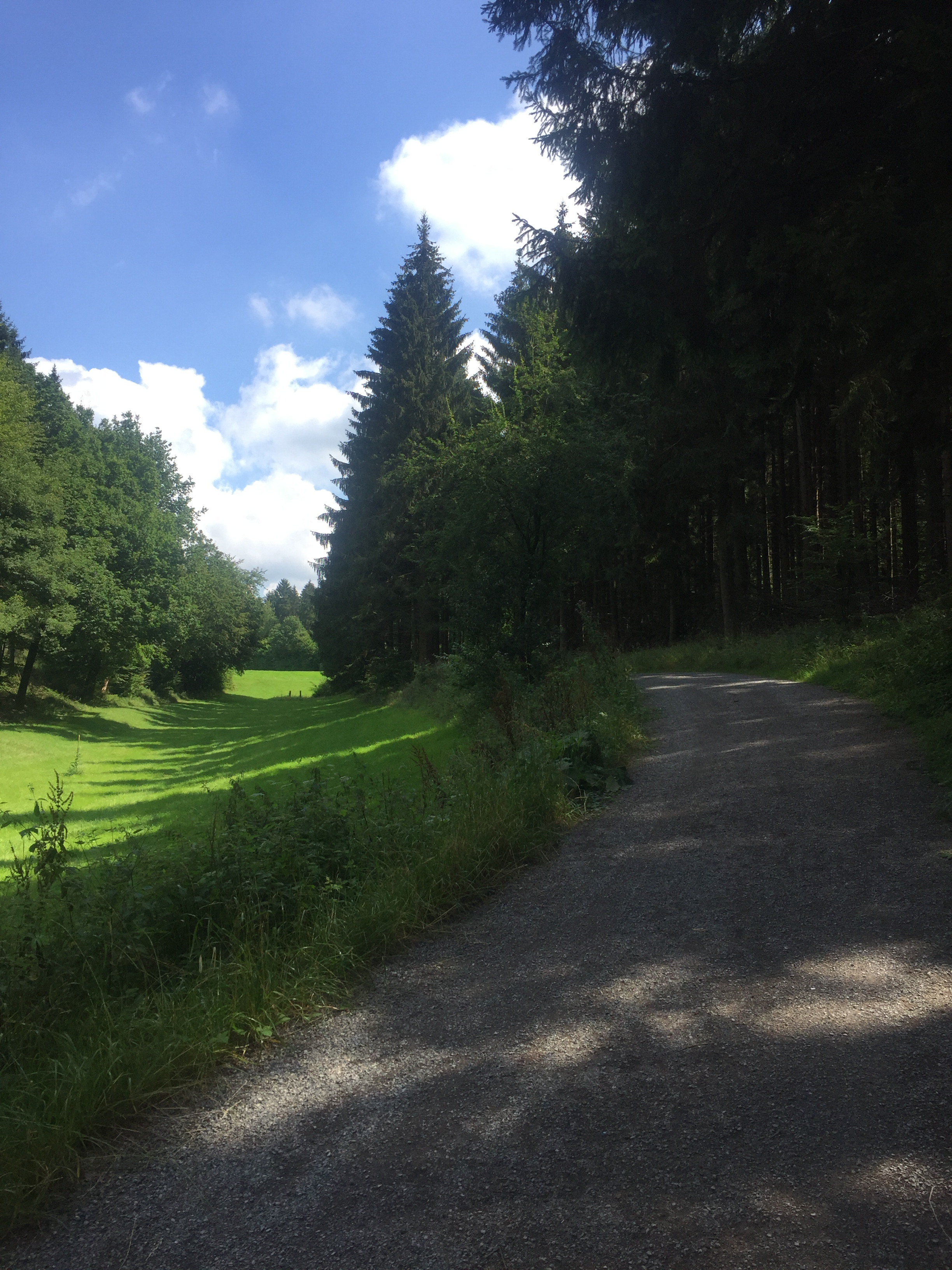
El camino de Matías cerca de Rott.

#### Rott - Einruhr
| Etapa 2ª del Camino de Matías           |          |             |                             |
| País:                                   | Alemania | Región:     | Renania del Norte-Westfalia |
| Inicio:                                 | Rott     | Final:      | Einruhr                     |
| Longitud:                               | 21,9 km  | Dificultad: | Media                       |
| Subida:                                 | 465 m    | Bajada:     | 514 m                       |
| Aquisgrán ca. 19 km ca. 198 km Tréveris |          |             |                             |
| Mapa de la etapa                        |          |             |                             |
|                                         |          |             |                             |

El camino parte de Rott, ascendiendo por un sendero poco visible pero bien señalizado, que posteriormente se ensancha al cruzar la carretera entre Rott y Roetgen. La ruta transita dentro de un bosque llamado Rotterwald, pasa por el área natural protegida Struffelt y por una pequeña presa construida en 1919 para utilizar el agua del río Dreilägerbach como suministro potable de Aquisgrán. El entorno en este punto es de una belleza destacada.

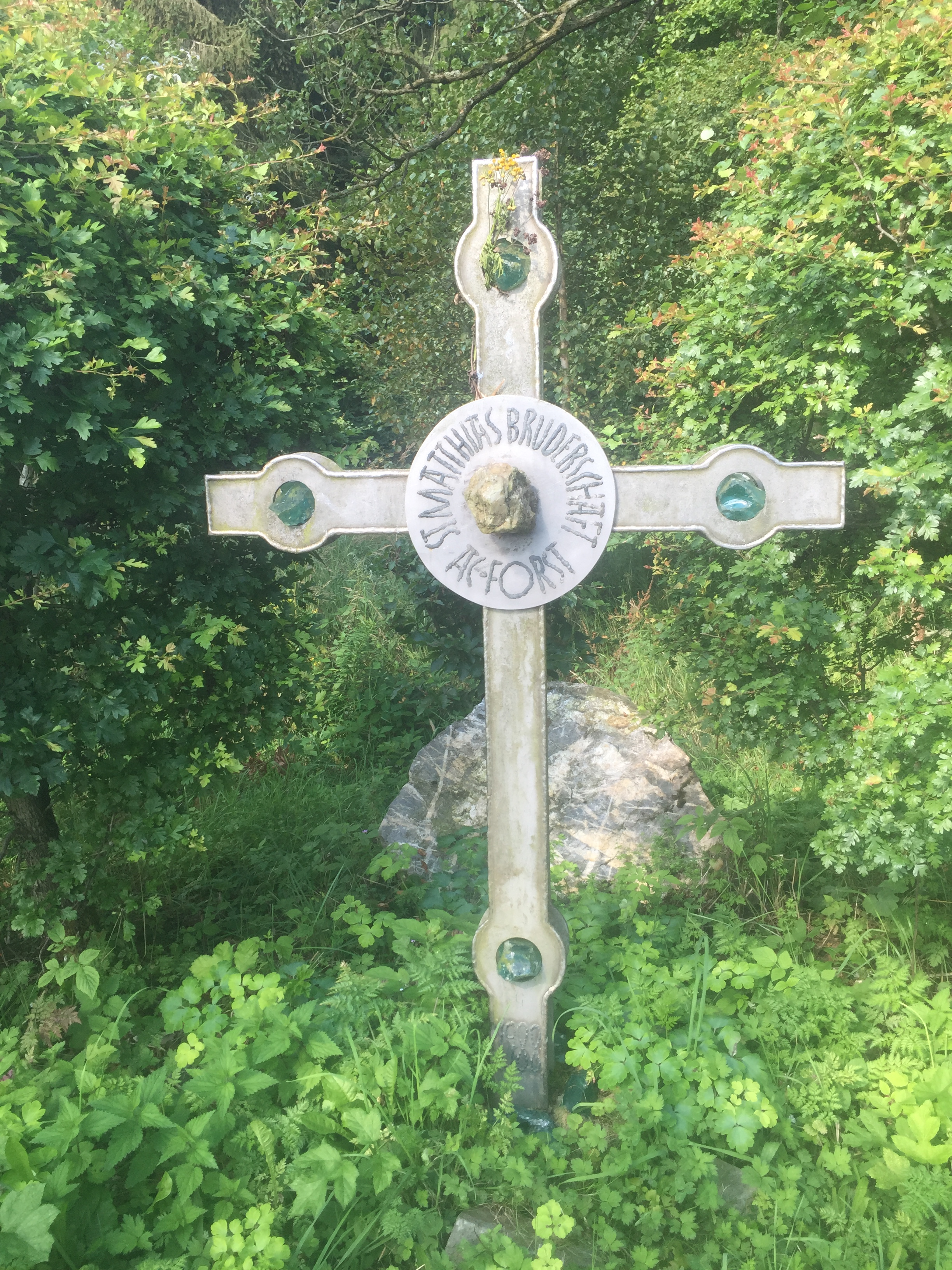
Cruz erigida por una hermandad de Matías.

Tras el pequeño pantano, el itinerario gira hacia el sur, pasa por otras dos áreas naturales protegidas —Dreilägerbach y Wollerscheiderwald—  para llegar al final del bosque, donde una hermandad de Matías tiene colocado un crucifijo. El camino continúa entonces entre campos de cultivo y circunvala las poblaciones de Lammersdorf (2456 hab.) y Paustenbach (338 hab.). Cerca de esta pequeña aldea es posible observar restos del Westwall, también conocido como «la línea Sigfrido».
A poca distancia, el itinerario alcanza Simmerath (15 000 hab.), cabeza de una comarca que cuenta con 20 pequeñas poblaciones. Esta localidad quedó muy destruida durante la pasada guerra, y uno de los pocos remanentes de las construcciones anteriores es la pequeña capilla llamada Johanniskapelle datada en 1685.
Después de abandonar la población, la ruta gira a la izquierda y se adentra en el valle del arroyo Tiefenbach para recorrer un tramo destacable por su belleza. Durante este trecho es fácil perderse debido a la multitud de rutas de senderismo que existen en esta región. El arroyo Tiefenbach desemboca en el río Rur (no confundir con el Ruhr) que, a su vez, alimenta un pantano —el Rurtalsperre— en cuyo inicio se encuentra Einruhr, el final de la etapa y al que se accede tras cruzar un puente sobre el citado río. Este es un pequeño pueblo de 600 hab. que no fue destruido en la guerra, lo que le ha facilitado convertirse en un punto turístico destacado en la región con la consecuente existencia de varios hoteles, donde es posible encontrar alojamiento.

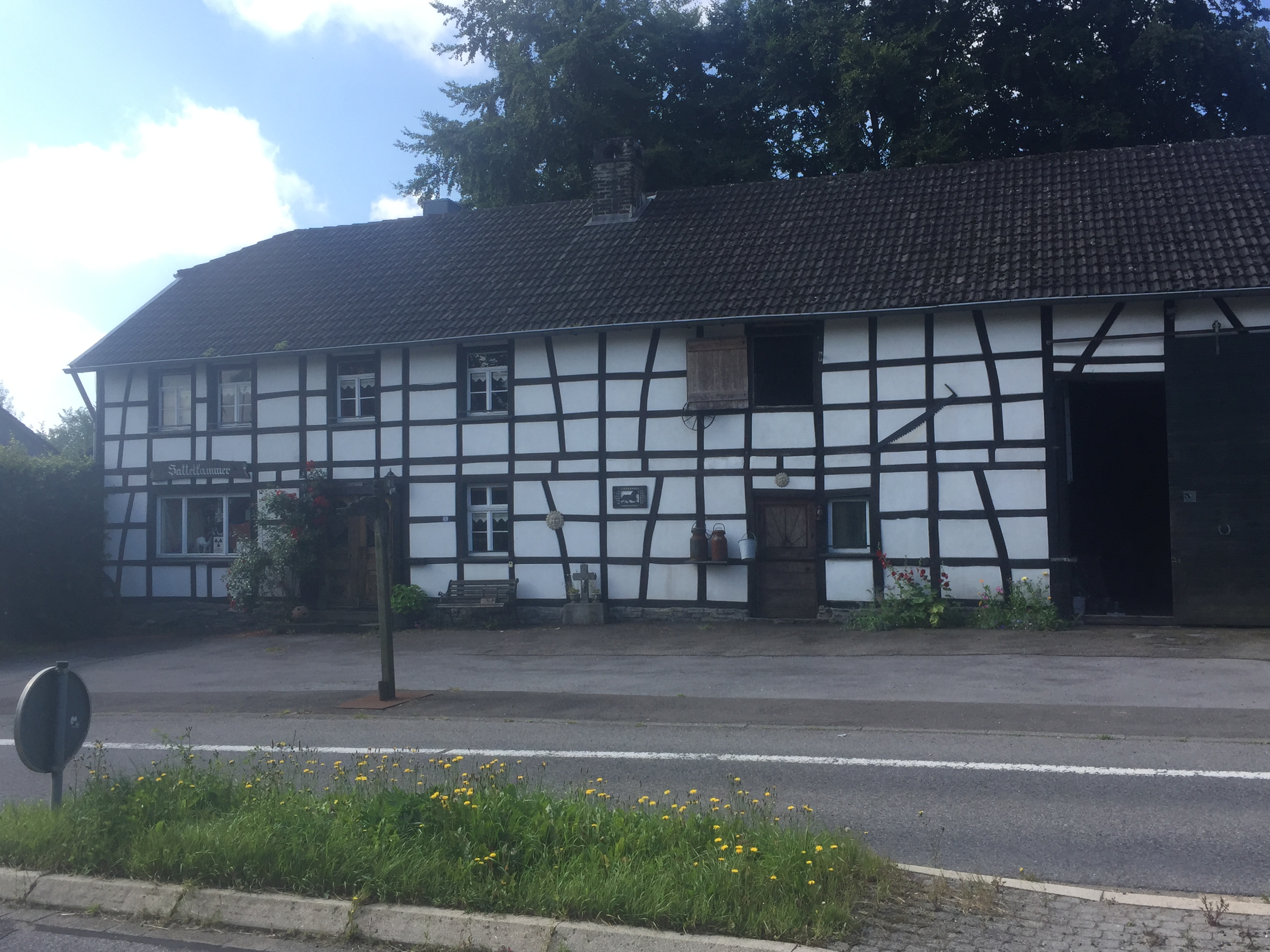
Casa en Paustenbach.
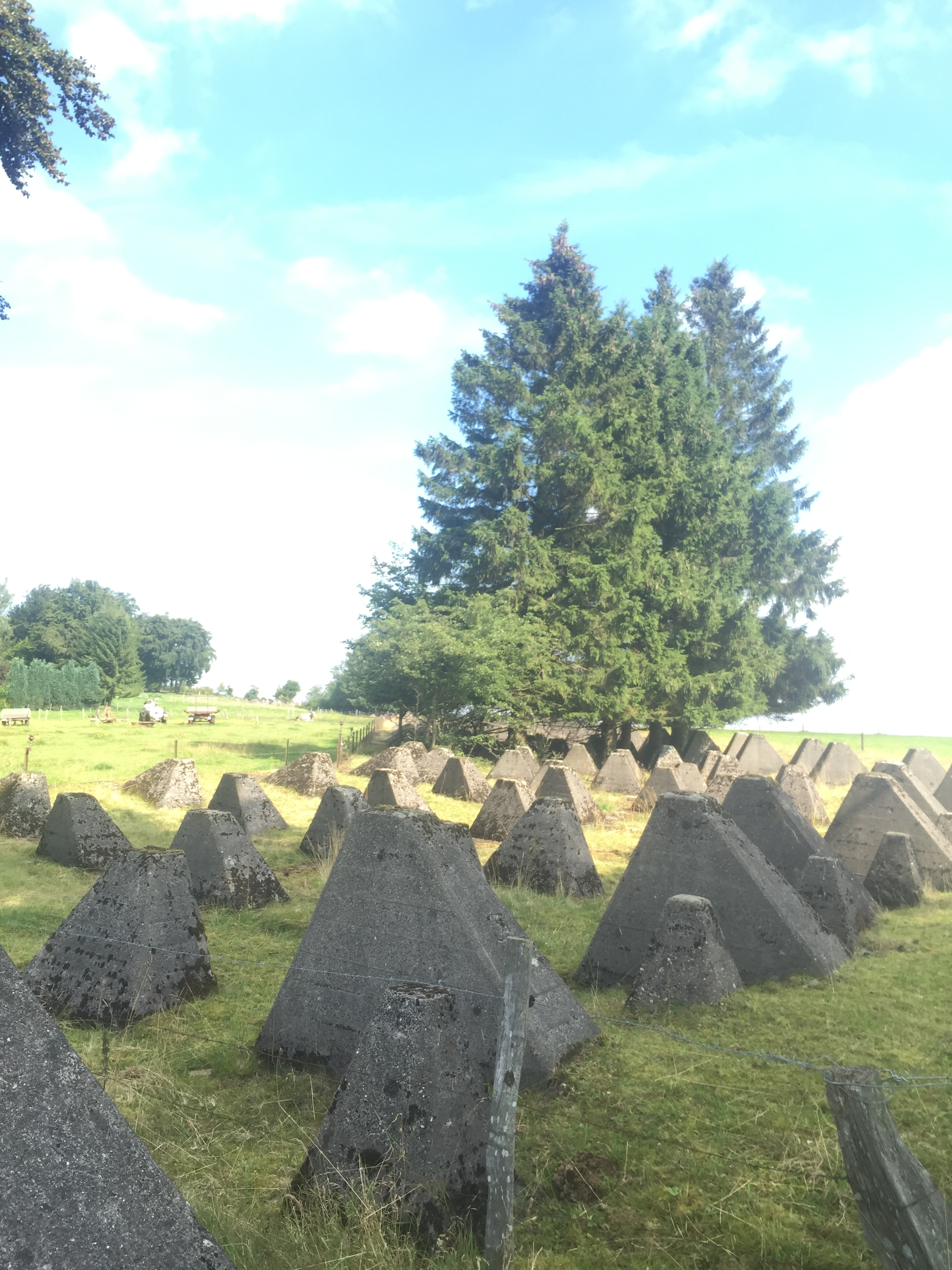
Restos junto al camino del Westwall (línea Sigfrido).
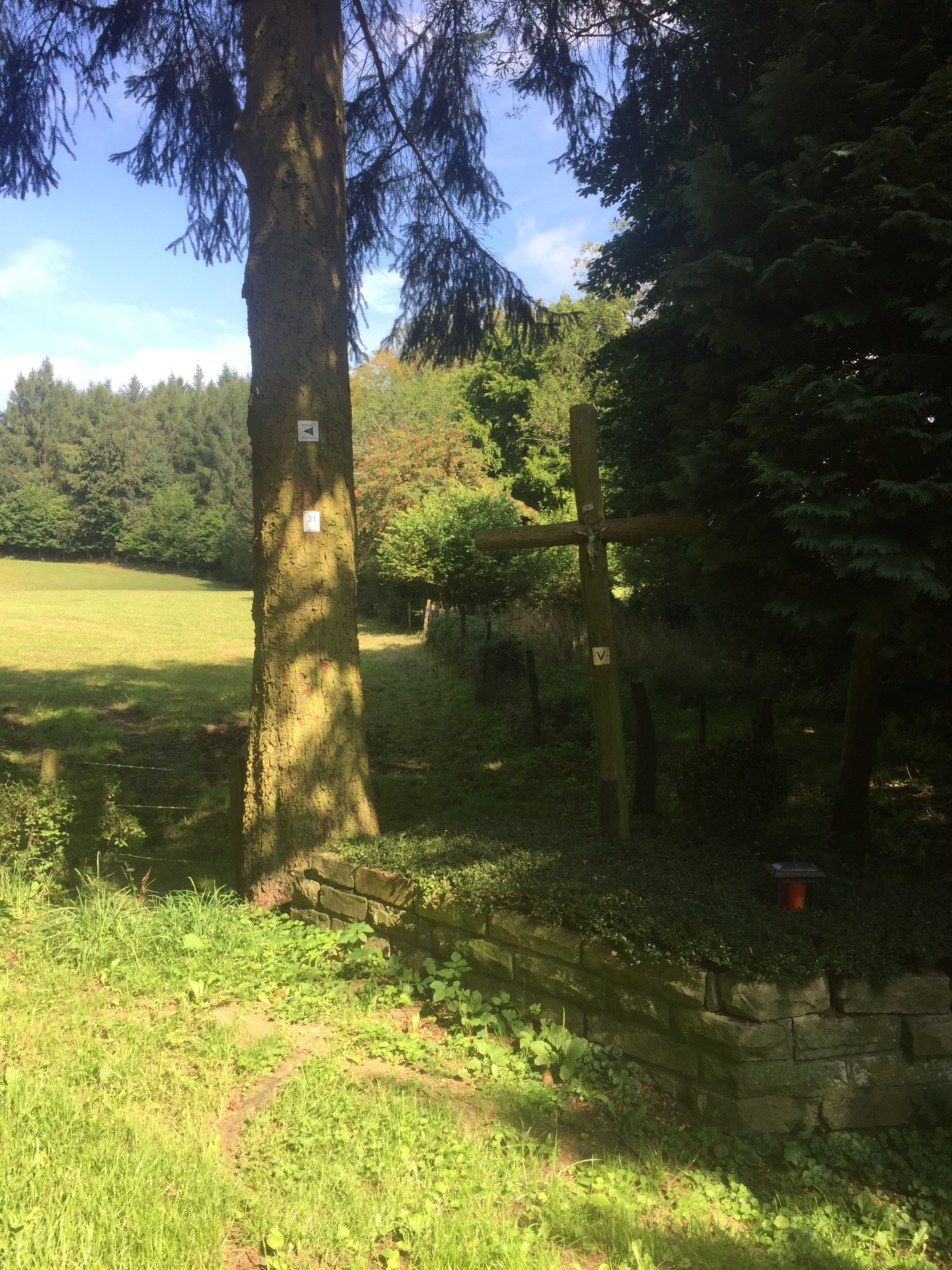
Señalización y crucifijo.
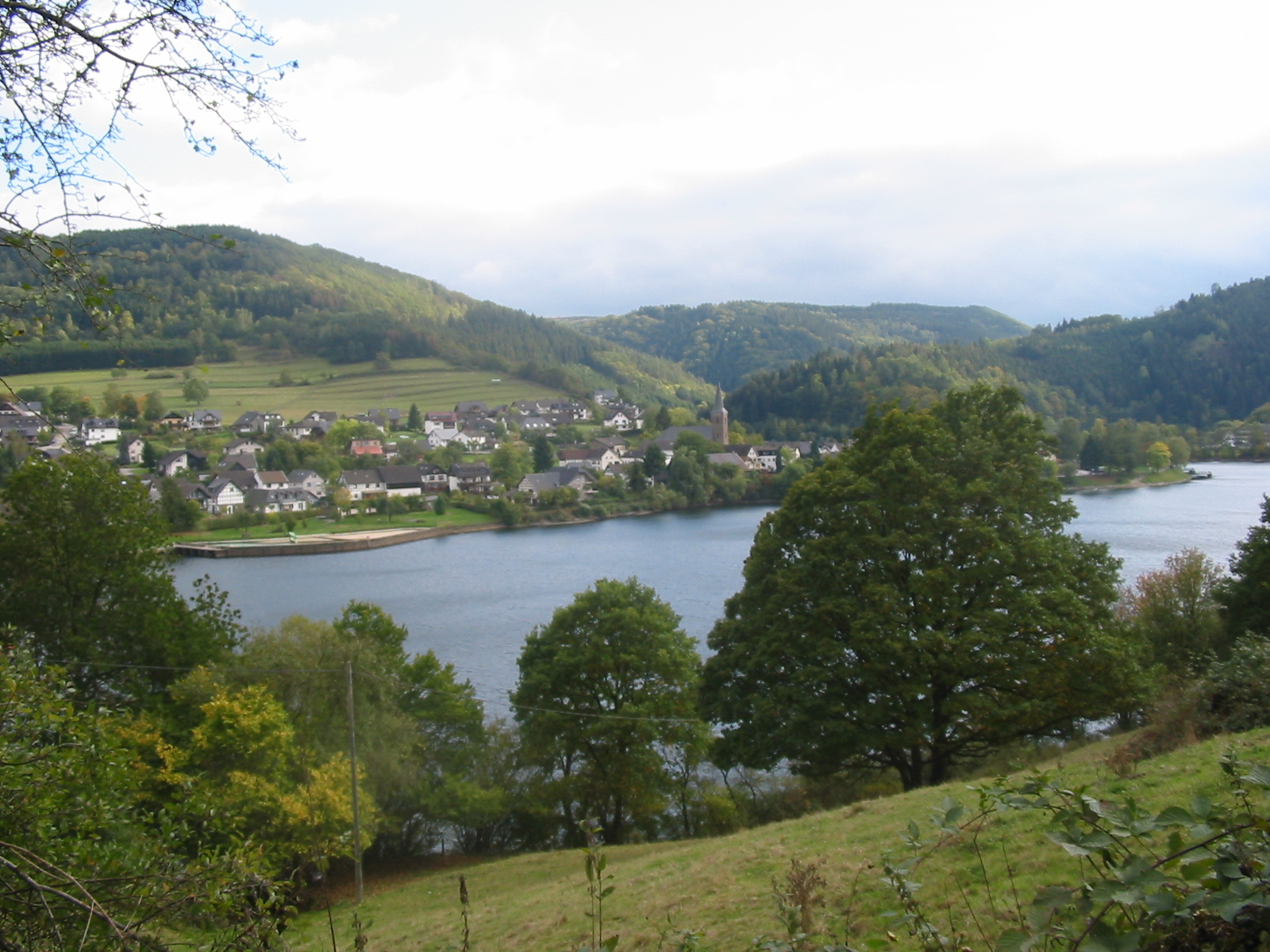
Einruhr junto al pantano.
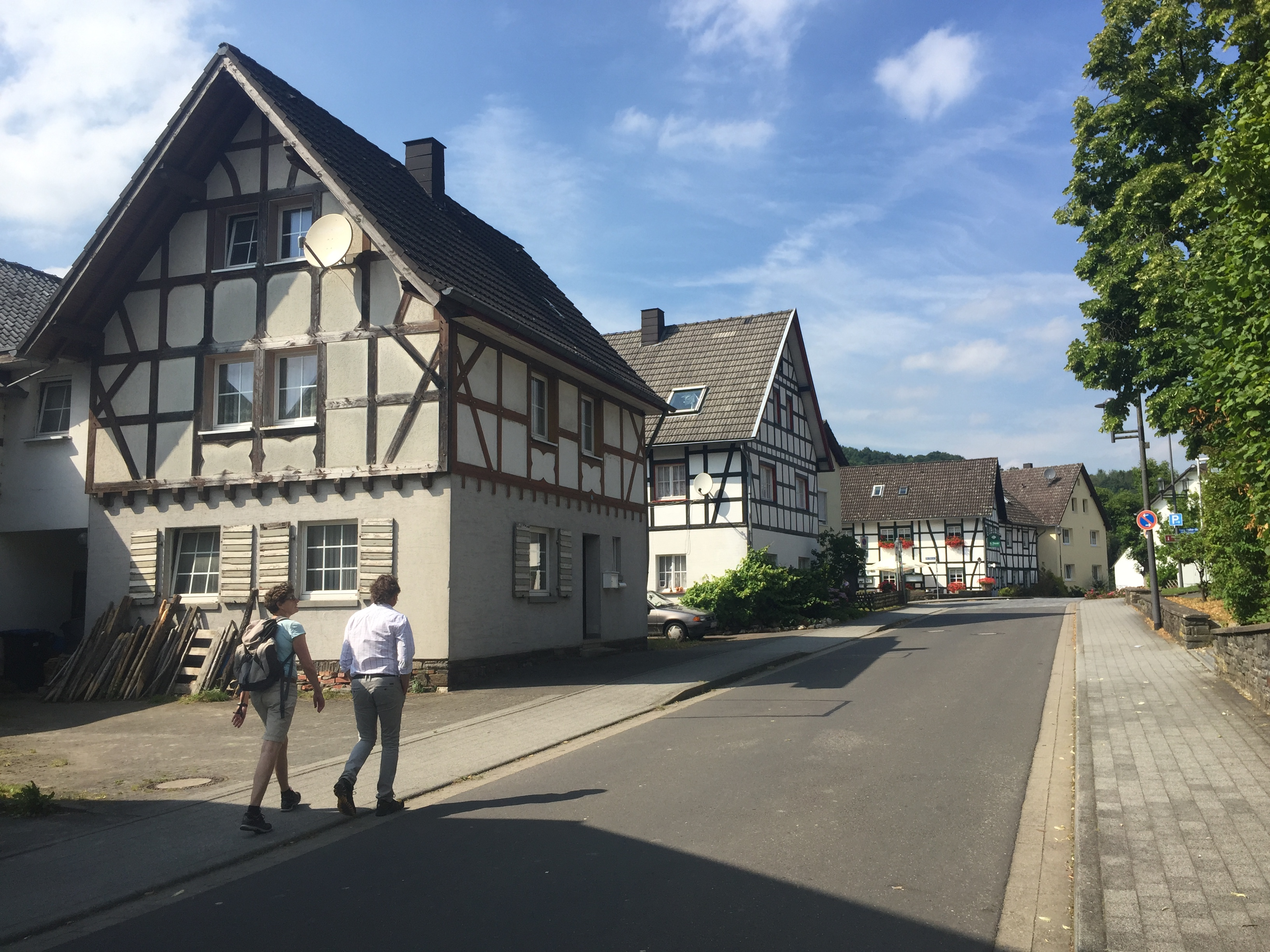
Calle en Einruhr.
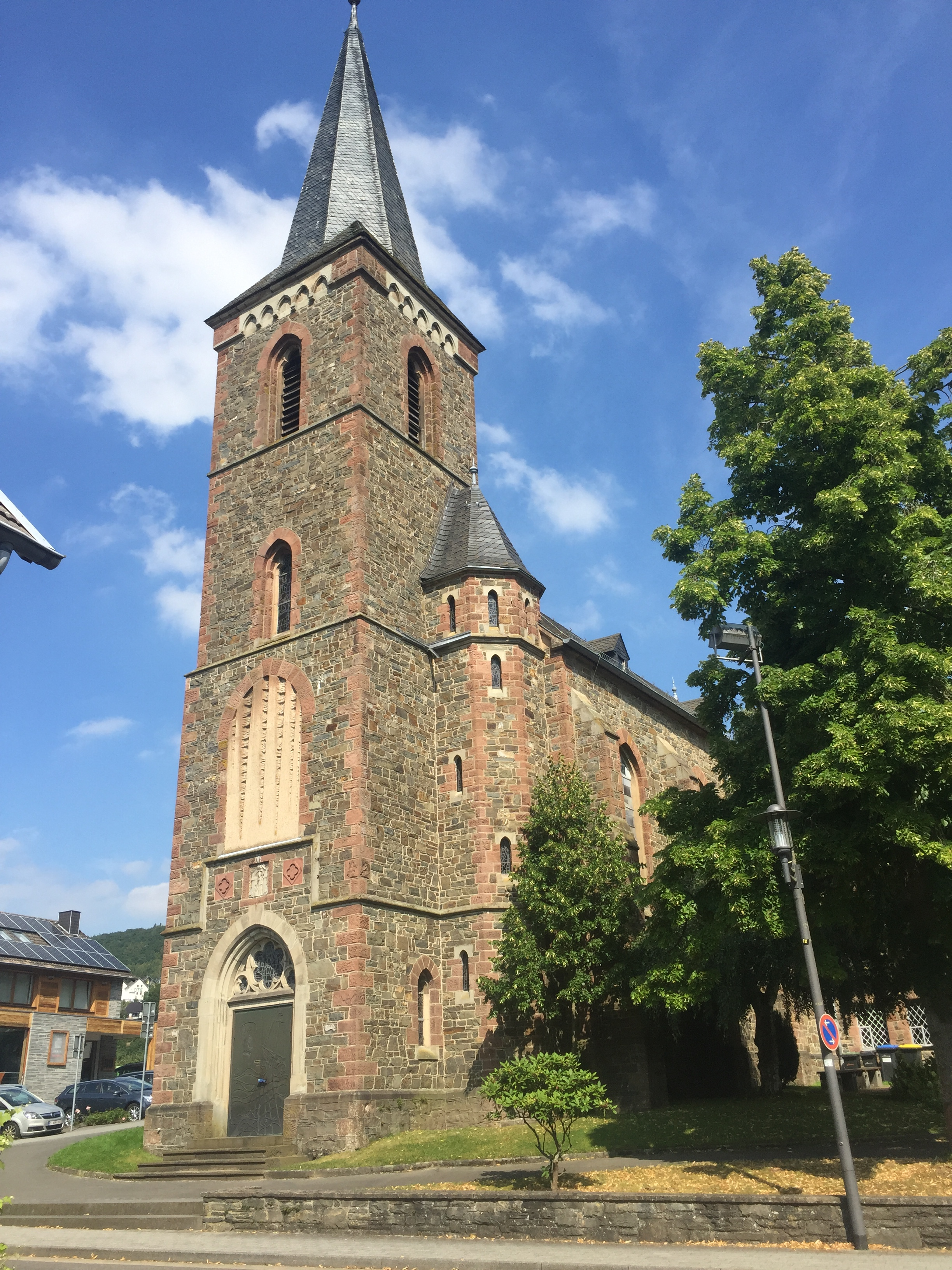
Iglesia en Einruhr.

#### Einruhr - Hellenthal
| Etapa 3ª del Camino de Matías           |                     |             |                             |
| País:                                   | Alemania            | Región:     | Renania del Norte-Westfalia |
| Inicio:                                 | Einruhr (Simmerath) | Final:      | Hellenthal                  |
| Longitud:                               | 20,1 km             | Dificultad: | Alta                        |
| Subida:                                 | 643 m               | Bajada:     | 553 m                       |
| Aquisgrán ca. 40 km ca. 178 km Tréveris |                     |             |                             |
| Mapa de la etapa                        |                     |             |                             |
|                                         |                     |             |                             |

El camino parte de Einruhr en dirección sur y afronta una fuerte subida por terreno boscoso, usando un tramo que es común con otras rutas de senderismo. En poco tiempo alcanza las pequeñas poblaciones de Erkensruhr y Hirschrott que se hallan en un pequeño y estrecho valle atravesado por el arroyo Erkensruhr. Este valle está rodeado por el parque nacional Eifel, donde discurrirá el camino durante un buen número de km en esta etapa.

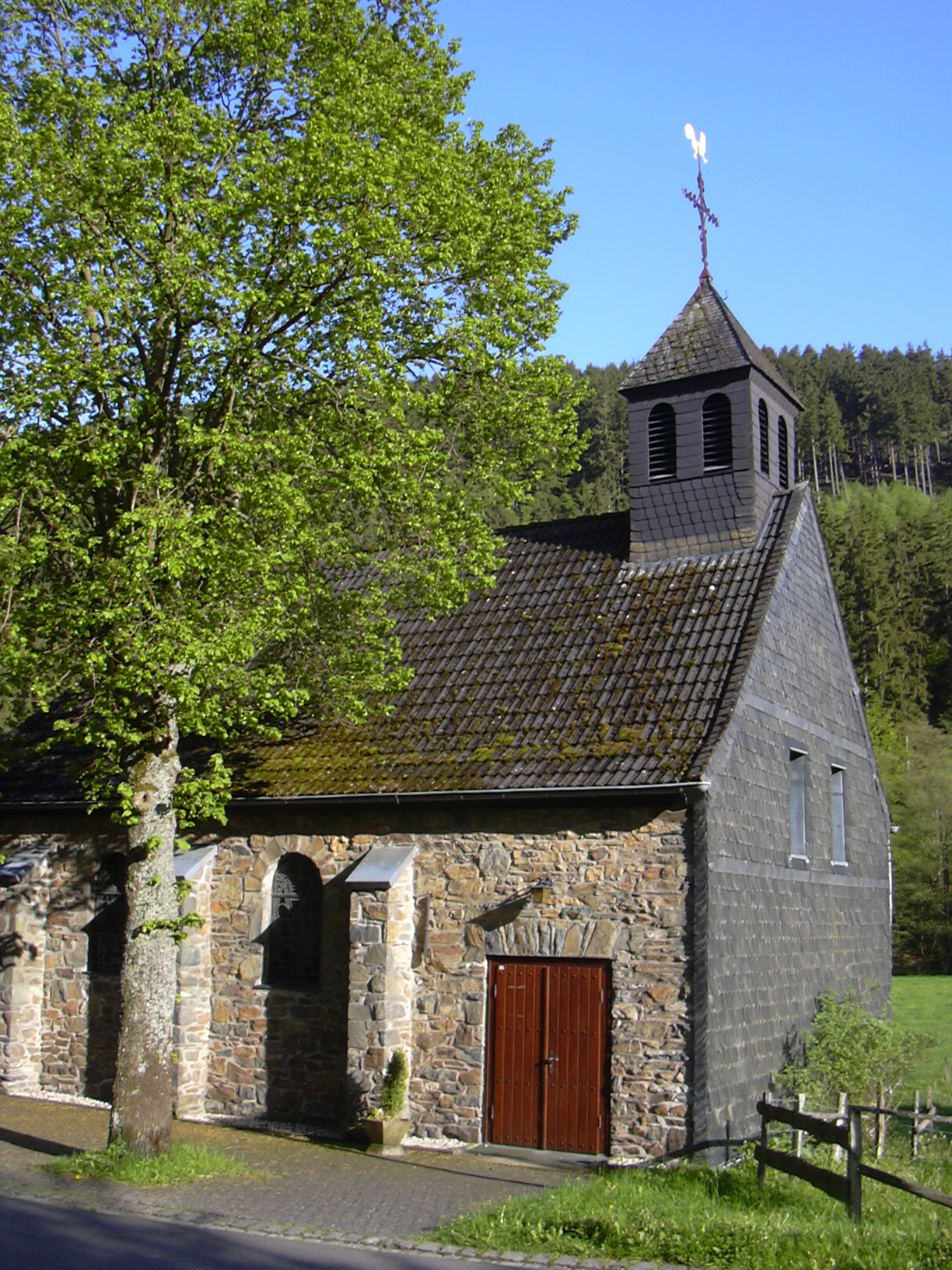
Capilla en Erkensruhr.

Después de pasar Hirschrott, el camino sigue un trazado ascendente que le lleva a la meseta de Dreiborn. Esta es un área parcialmente despejada de árboles que fue utilizada por el ejército como campo de tiro y entrenamiento, lo que hizo que quedase deshabitada. Tras el abandono de su uso militar se ha recuperado y actualmente es un bello y tranquilo lugar. Debido a su anterior utilización existen restos de explosivos tapados por tierra y vegetación, por lo que está prohibido abandonar los senderos marcados por la autoridad del parque.
Cuando abandona la meseta y con ello el parque natural, el sendero continúa entre bosque y prados por una zona con bastantes aerogeneradores. Pasa cerca de las pequeñas localidades de	Schöneseiffen (400 hab.) y Harperscheid (420 hab.) mientras discurre por el mismo tipo de terreno y al norte del pantano Oleftalsperre. Pasa por la entrada de un parque, donde se exhibe una buena muestra de animales salvajes —entre la que destaca la parte correspondiente a las aves—  y prosigue en descenso por terreno boscoso para llegar a Hellenthal, el final de la etapa.
Hellenthal es una localidad de 1600 habitantes situada en un pequeño valle atravesado por los arroyos Olef y  Prethbach al pie del pantano Oleftalsperre, cerca de la frontera con Bélgica. Cuenta con tiendas y supermercados, así como varias alternativas de alojamiento, entre ellas, el primer albergue juvenil (Jugendherberge) que se encuentra en la ruta desde Aquisgrán. El pueblo sufrió bastante destrucción durante la pasada Guerra Mundial, ya que estuvo situado en el área de la batalla de las Ardenas.

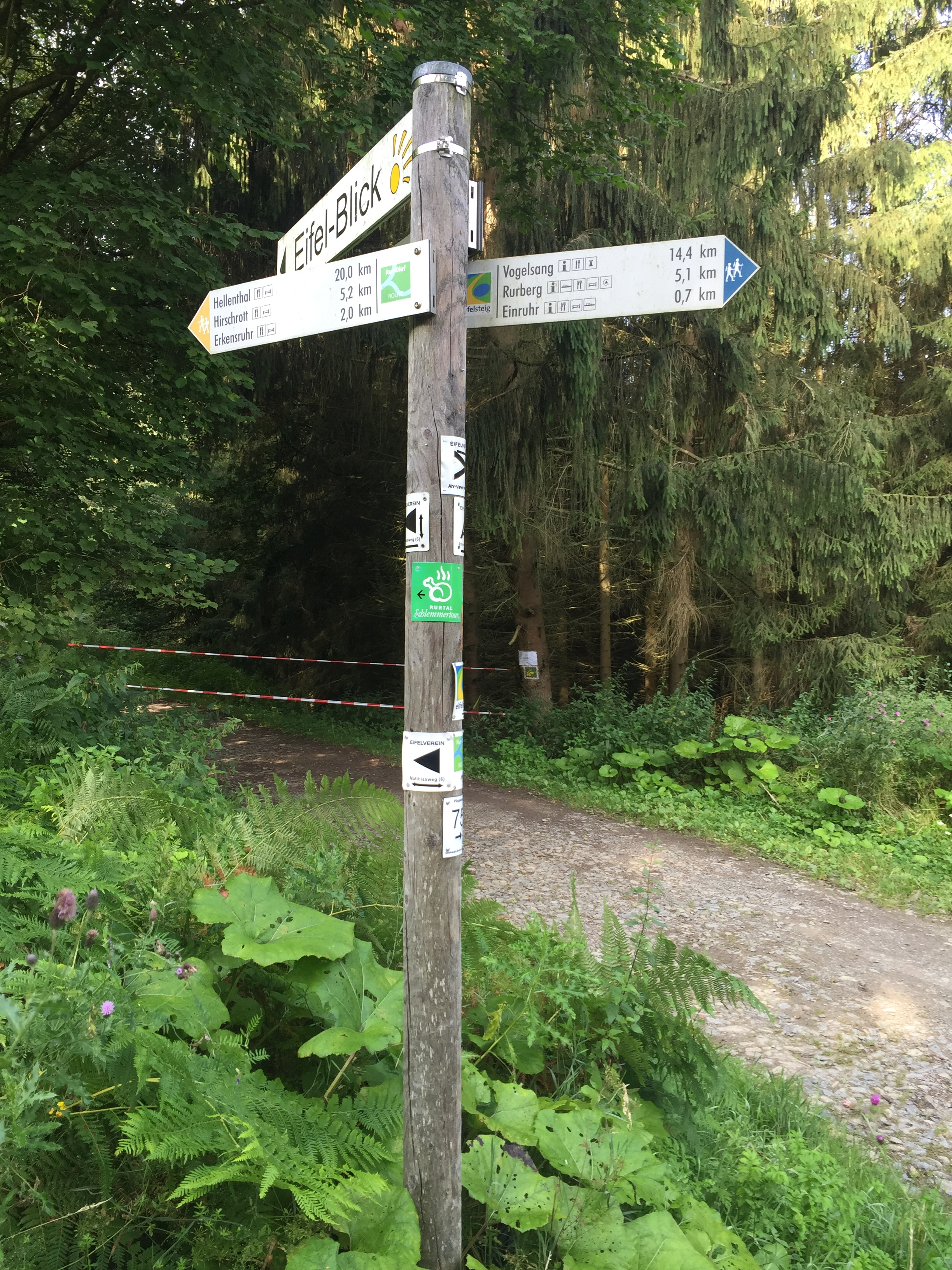
Señalización a la salida de Einruhr.
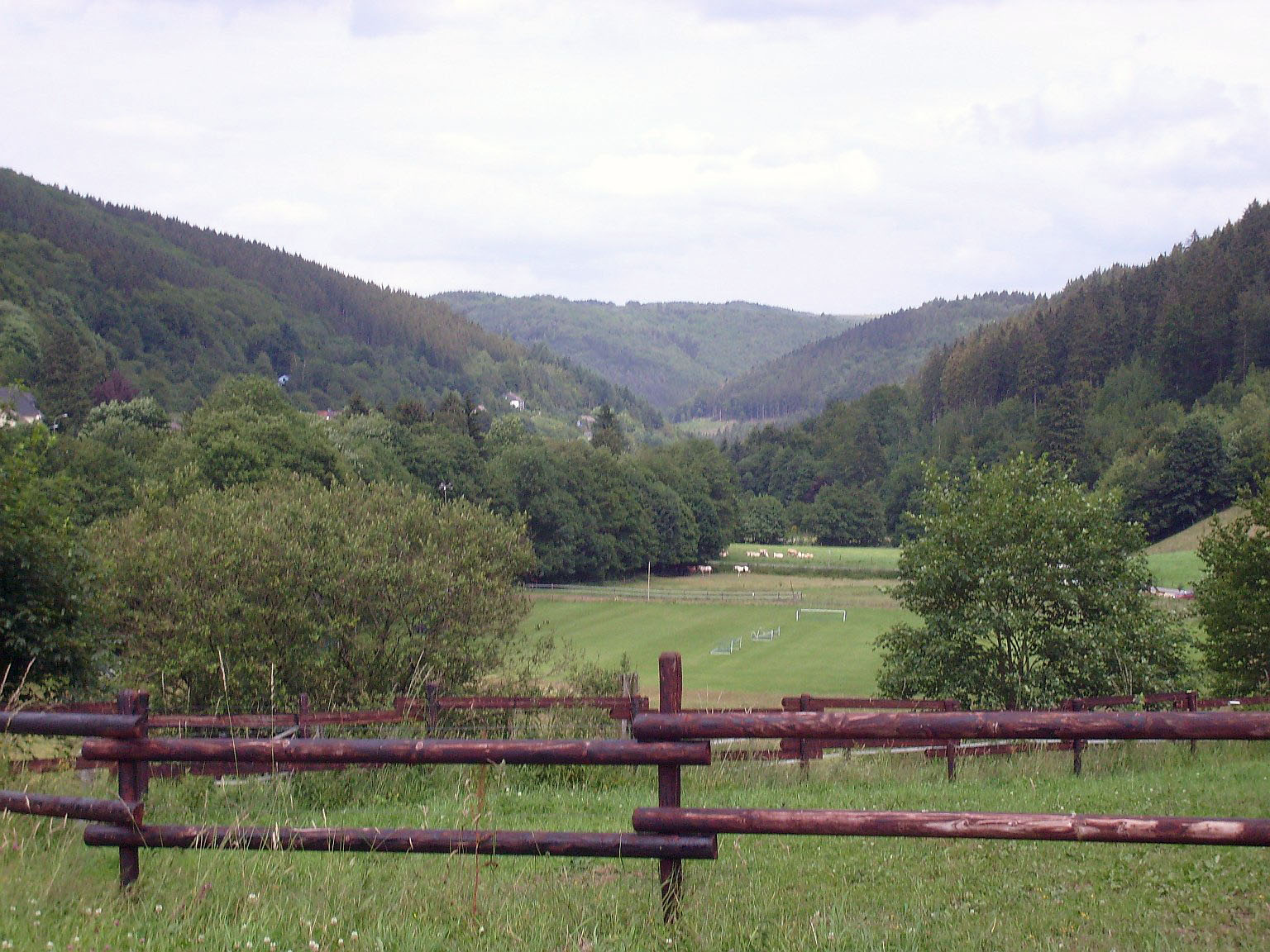
Valle del arroyo Erkensruhr.
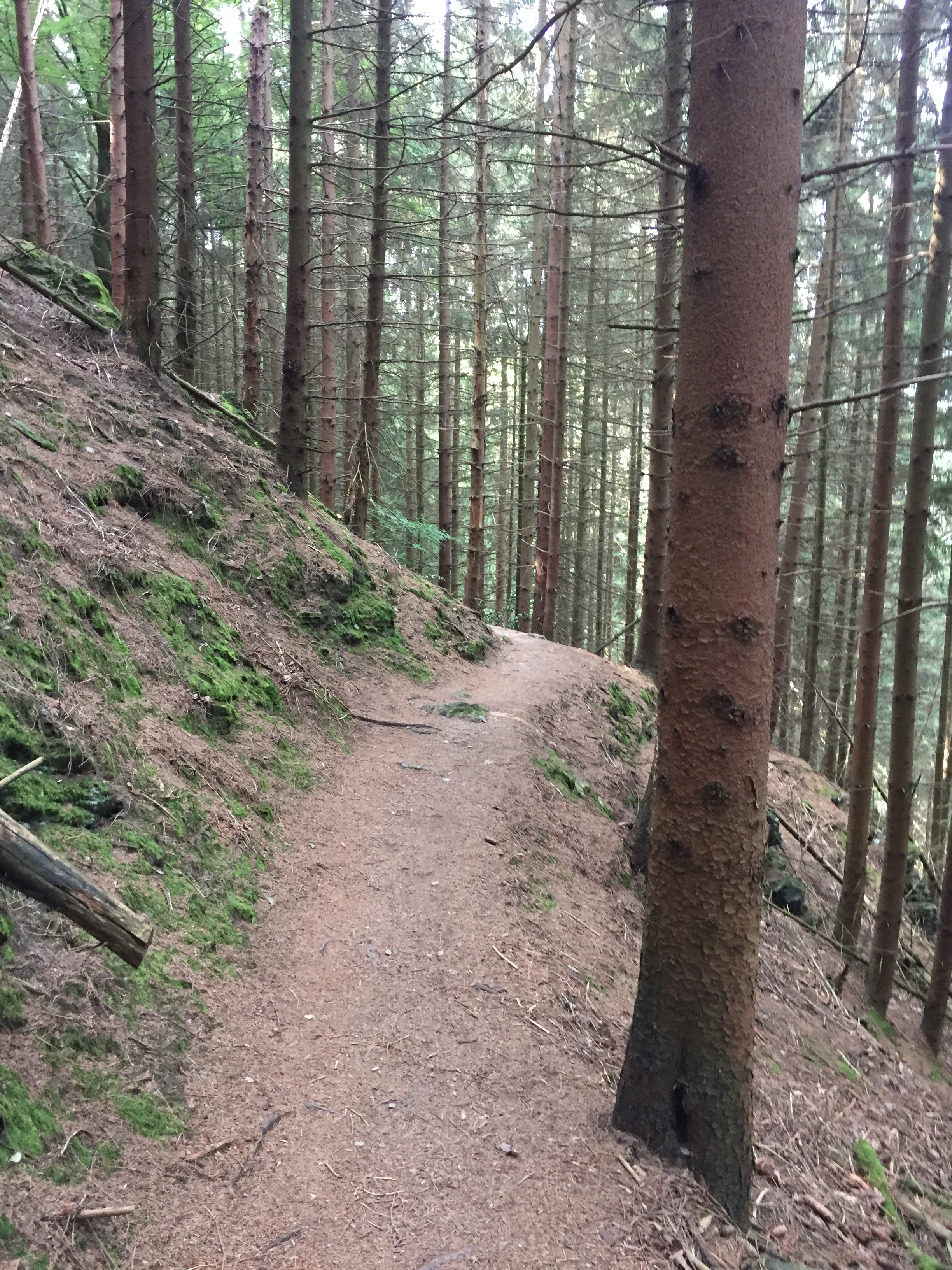
Tramo del camino tras Hirschrott.
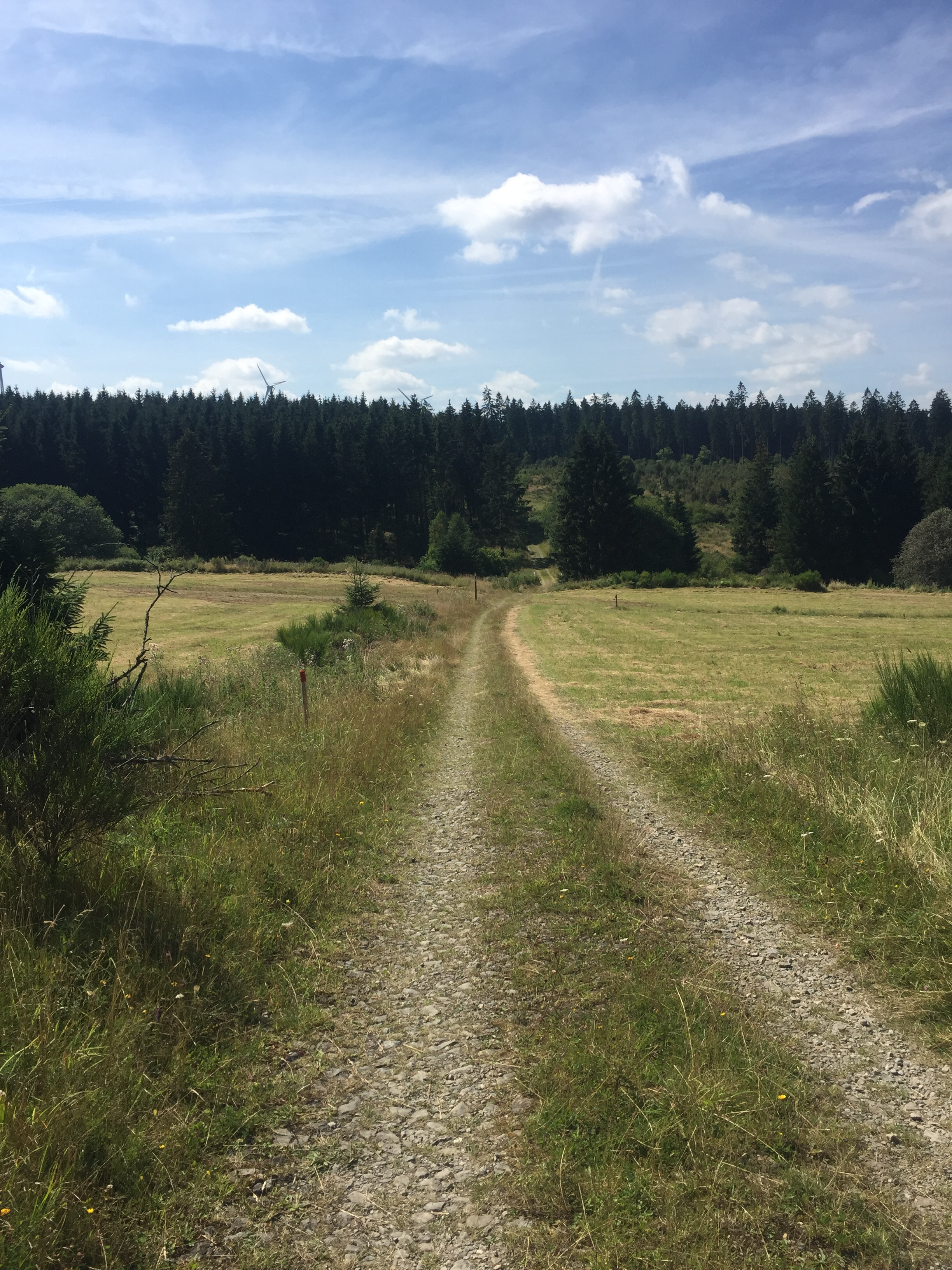
El camino por la meseta Dreiborner Hochfläche.
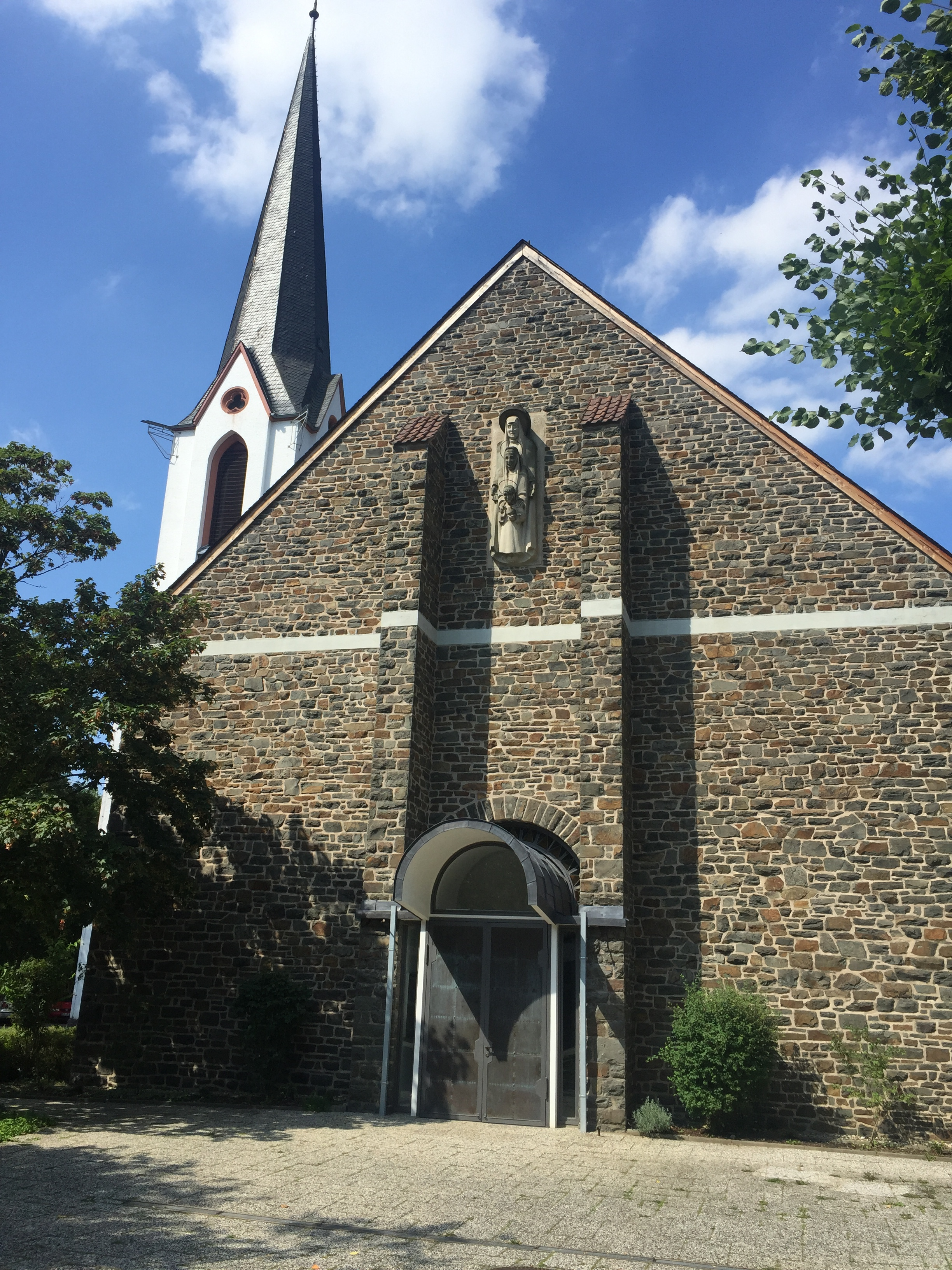
Iglesia en Hellenthal.
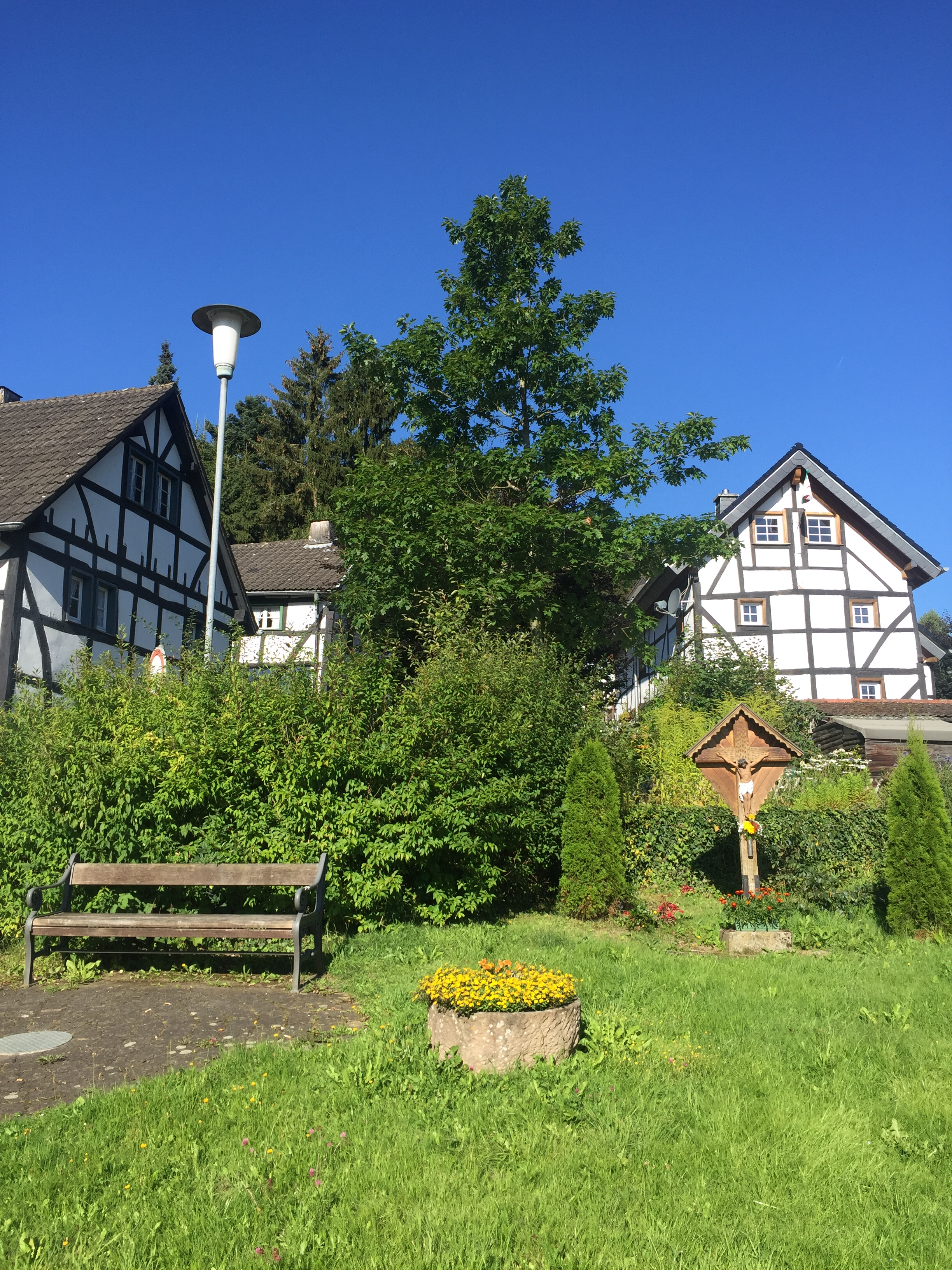
Punto de descanso en Hellenthal.

#### Hellenthal - Hallschlag
| 4ª Etapa del Camino de Matías           |            |             |                             |
| País:                                   | Alemania   | Región:     | Renania del Norte-Westfalia |
| Inicio:                                 | Hellenthal | Final:      | Hallschlag                  |
| Longitud:                               | 20,6 km    | Dificultad: | Media                       |
| Subida:                                 | 402 m      | Bajada:     | 311 m                       |
| Aquisgrán ca. 61 km ca. 158 km Tréveris |            |             |                             |
| Mapa de la etapa                        |            |             |                             |
|                                         |            |             |                             |

La ruta parte de Hellenthal en dirección sur siguiendo la carretera Trierer Strasse, la cruza y discurre a la orilla de un bosque cerca del arroyo Preter Bach.  Pasa junto a la pequeña aldea de Unterpreth, tras lo que alcanza una cabaña refugio con información sobre la fauna en esa zona. La senda prosigue por el pequeño e idílico valle que forma el Preter Bach, pasa junto a restos de la línea Sigfrido y llega a un antiguo molino —el Udenbrether Mühle—. Poco después alcanza la propia Udenbreth (400 hab.) perteneciente a la comuna de Hellenthal.
Este pueblo situado a 690 m s. n. m. cuenta como el más elevado de Renania del Norte además de localizarse en la frontera lingüística entre los dialectos fráncico ripuario y fráncico moselano.

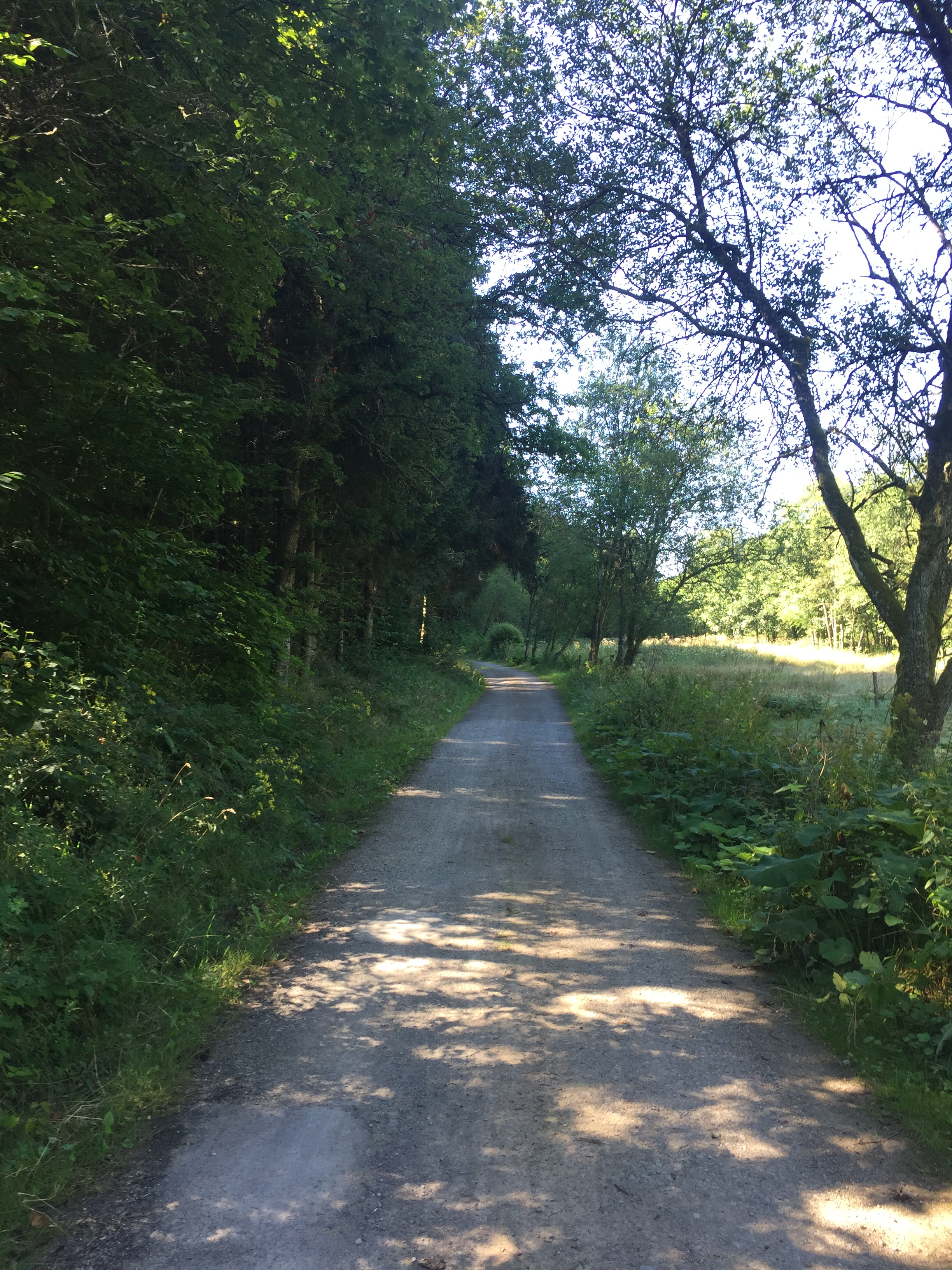
Tramo del camino entre Hellenthal y Udenbreth.

Poco después de esta aldea, la senda se interna en el bosque Udenbrether Wald y su trazado discurre junto al arroyo Wilsambach que desemboca en el río Kyll, afluente del Mosela. Continúa junto a este río durante un pequeño tramo entre campos de cultivo y llega a la pequeña Frauenkron (180 hab.), que posee una notable capilla dedicada a santa Bárbara y que es la última localidad de Renania del Norte que atraviesa el camino.
Desde Frauenkron hasta el final de la etapa resta un pequeño tramo que discurre entre campos de cultivo. Hallschlag es un pueblo de 500 habitantes que se sitúa ya en Renania-Palatinado. A pesar de su reducido tamaño, la localidad cuenta con una pensión y un restaurante. Aparte, existe una hermandad de Matías (Matthiasbruderschaft) que tiene erigida una cruz votiva cerca de la calle de la estación. Igualmente, en su iglesia existe una capilla dedicada a este apóstol.
Alguna guía recomienda continuar —durante una media hora andando— por un camino que discurre junto a un pantano, hasta la vecina Kronenburg (500 hab.). En esta localidad la elevación es mayor y se disfruta de una notable vista sobre la comarca. Su pequeño casco antiguo está muy bien conservado y destacan los restos de una pequeña fortaleza militar situada en la parte alta. Por otro lado, son varias las posibilidades de alojamiento y comida.

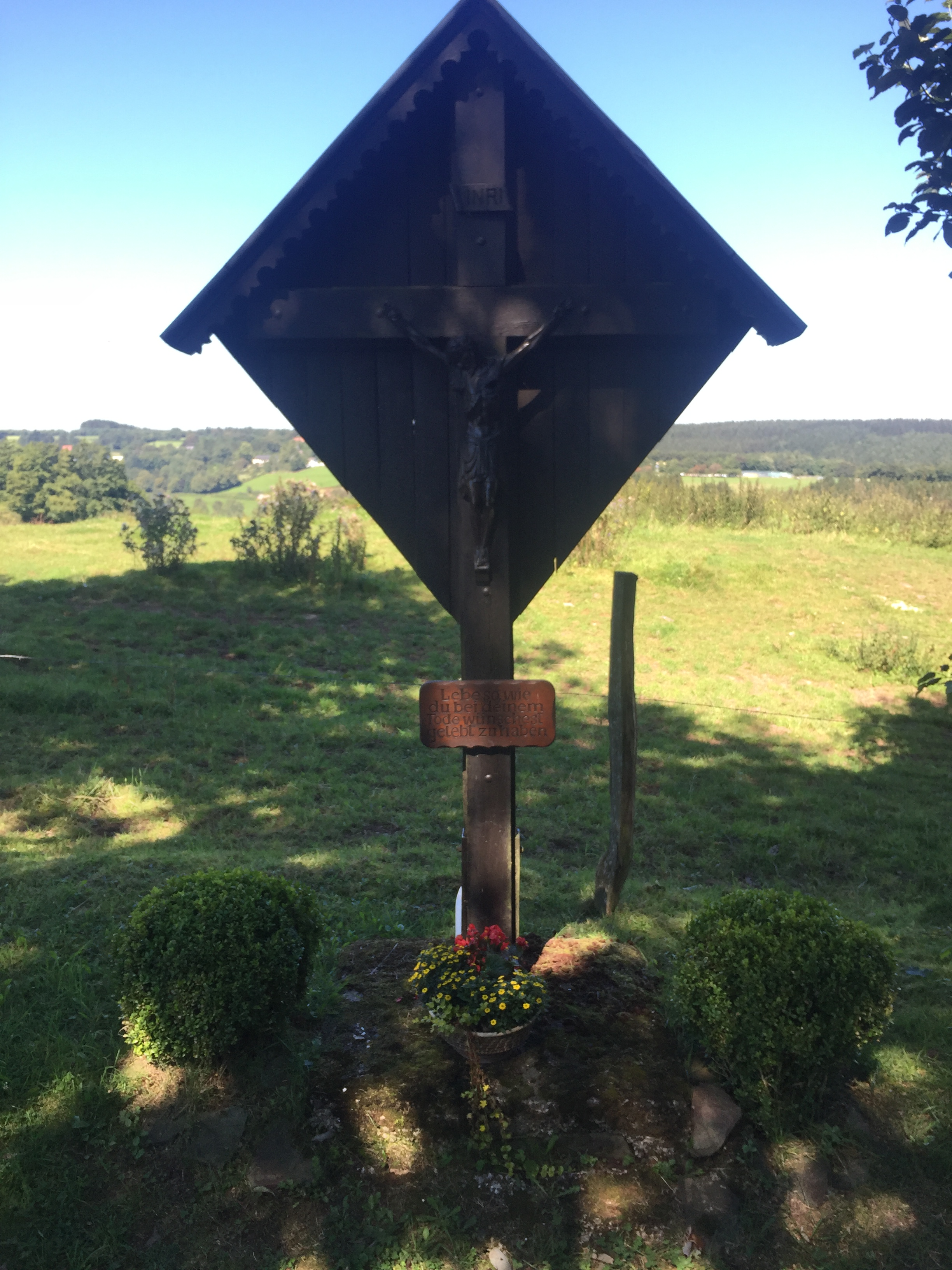
Crucifijo junto al camino con la leyenda «Lebe so wie du bei deinem Tode wünschest gelebt zu haben» (vive como te gustaría haber vivido cuando mueras).
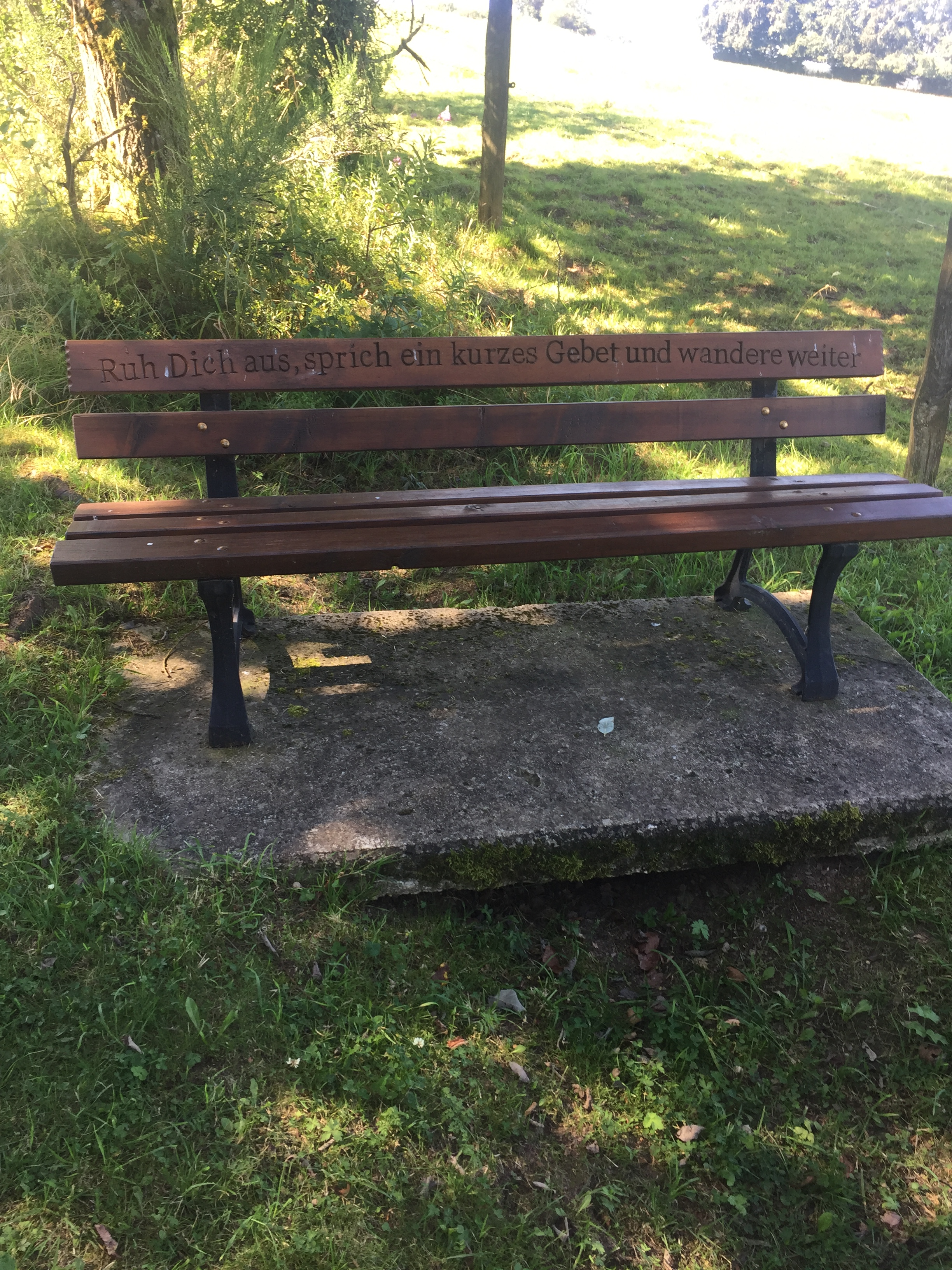
Banco cerca de Udenbreth con la leyenda «Ruh Dich aus, sprich ein kurzes Gebet und wandere weiter» (descansa, reza una pequeña oración y continúa caminando).
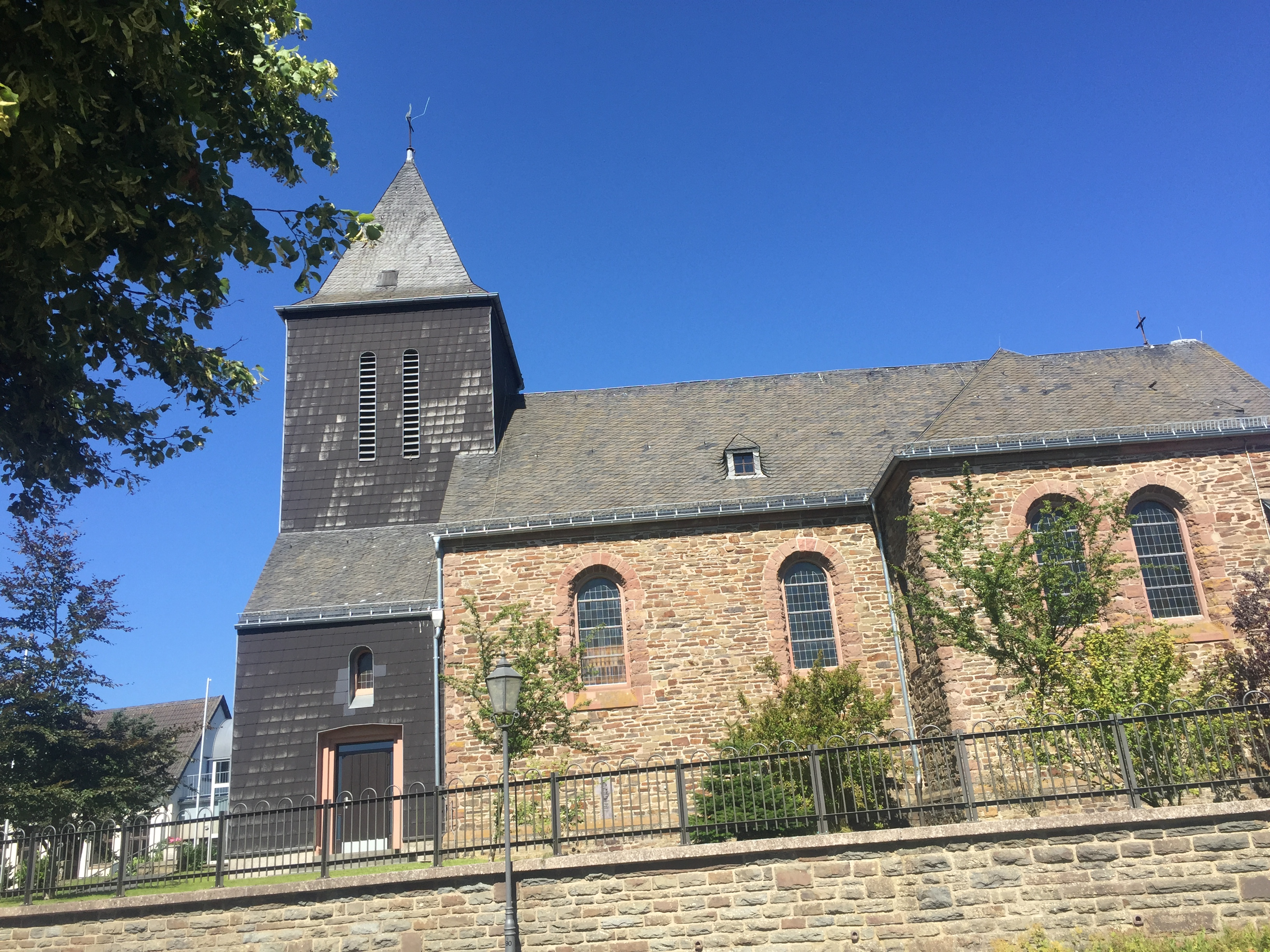
Iglesia en Udenbreth.
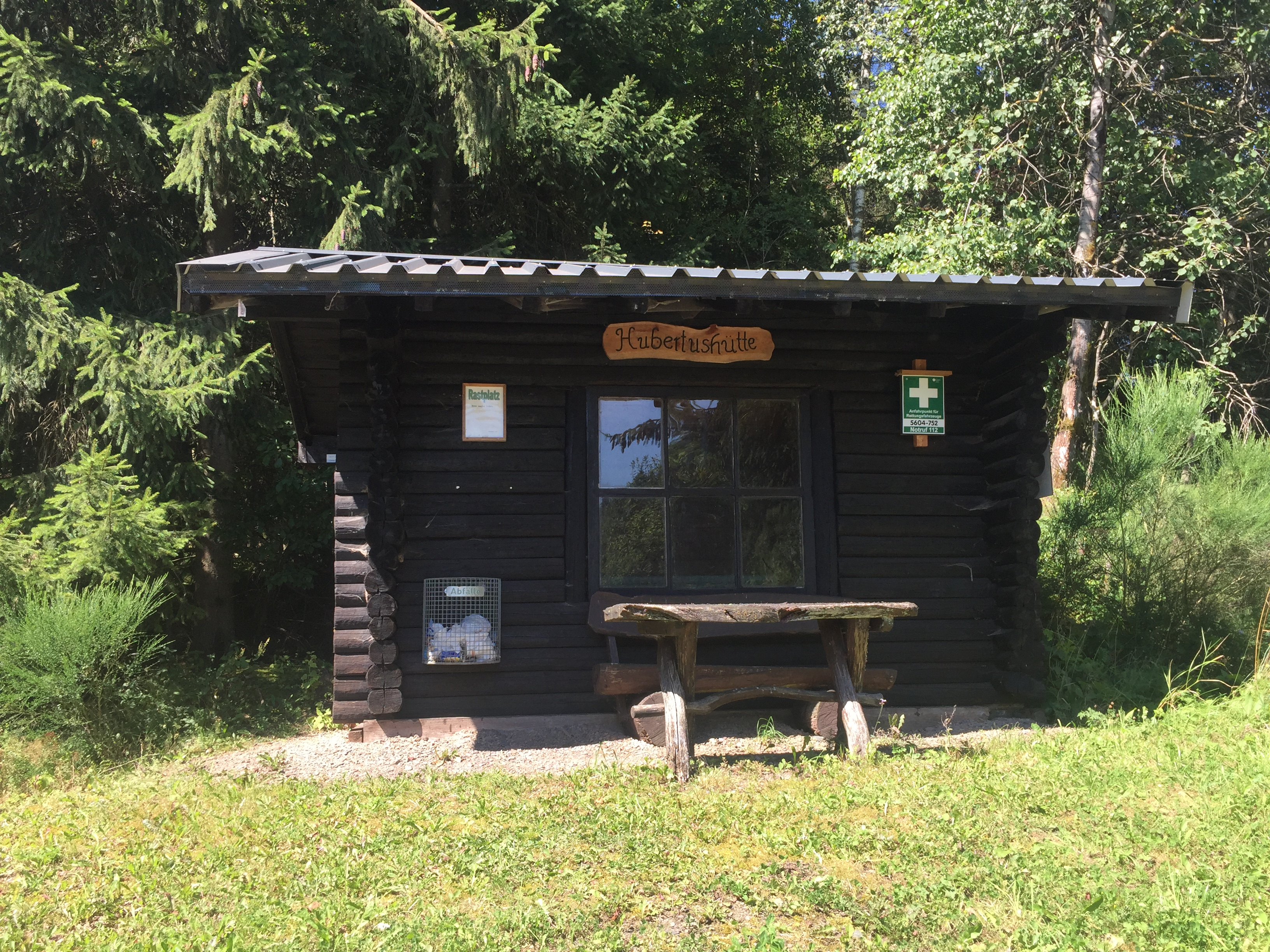
El refugio Hubertushütte entre Udenbreth y Hallschlag.
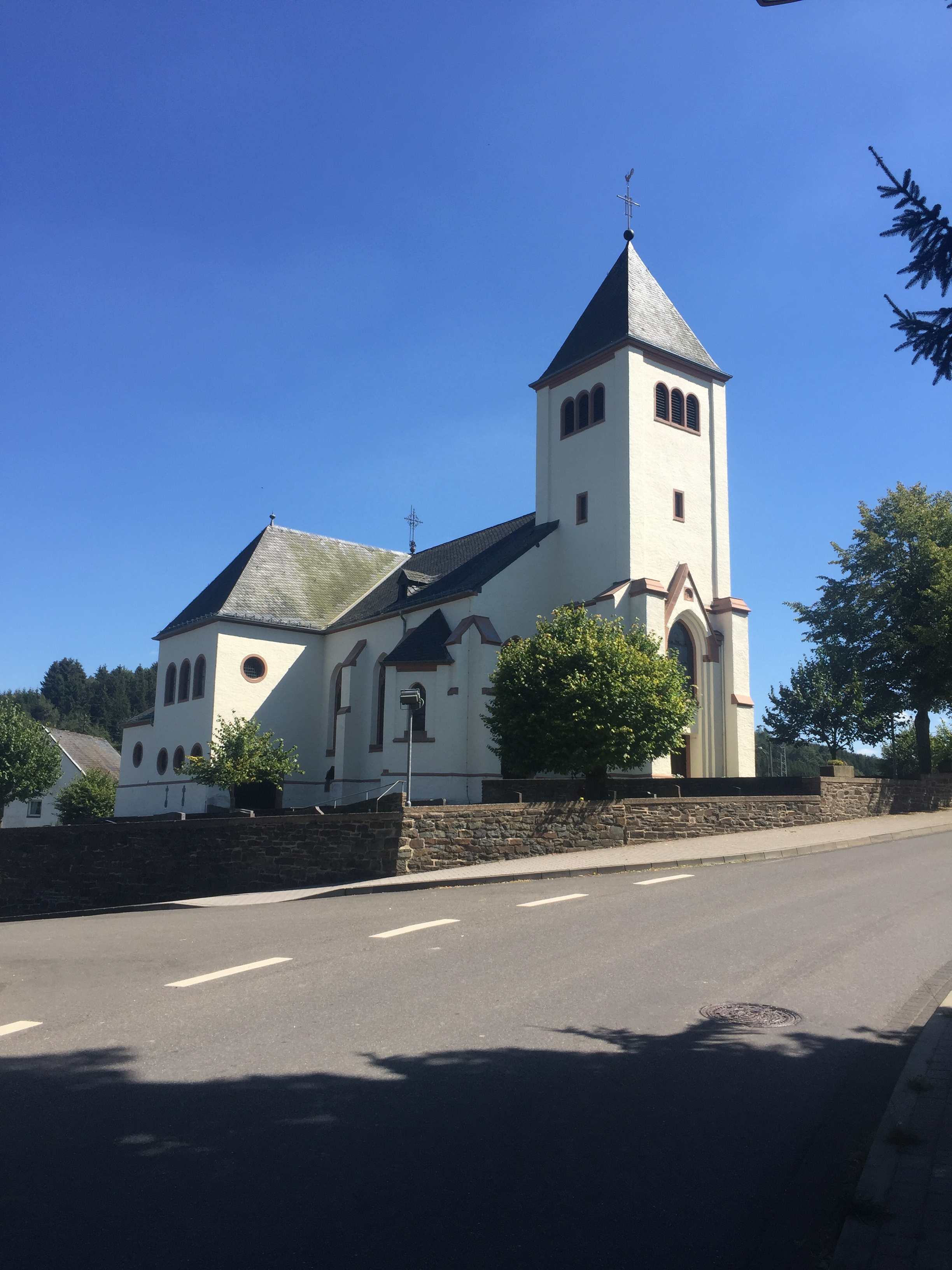
Iglesia en Hallschlag.
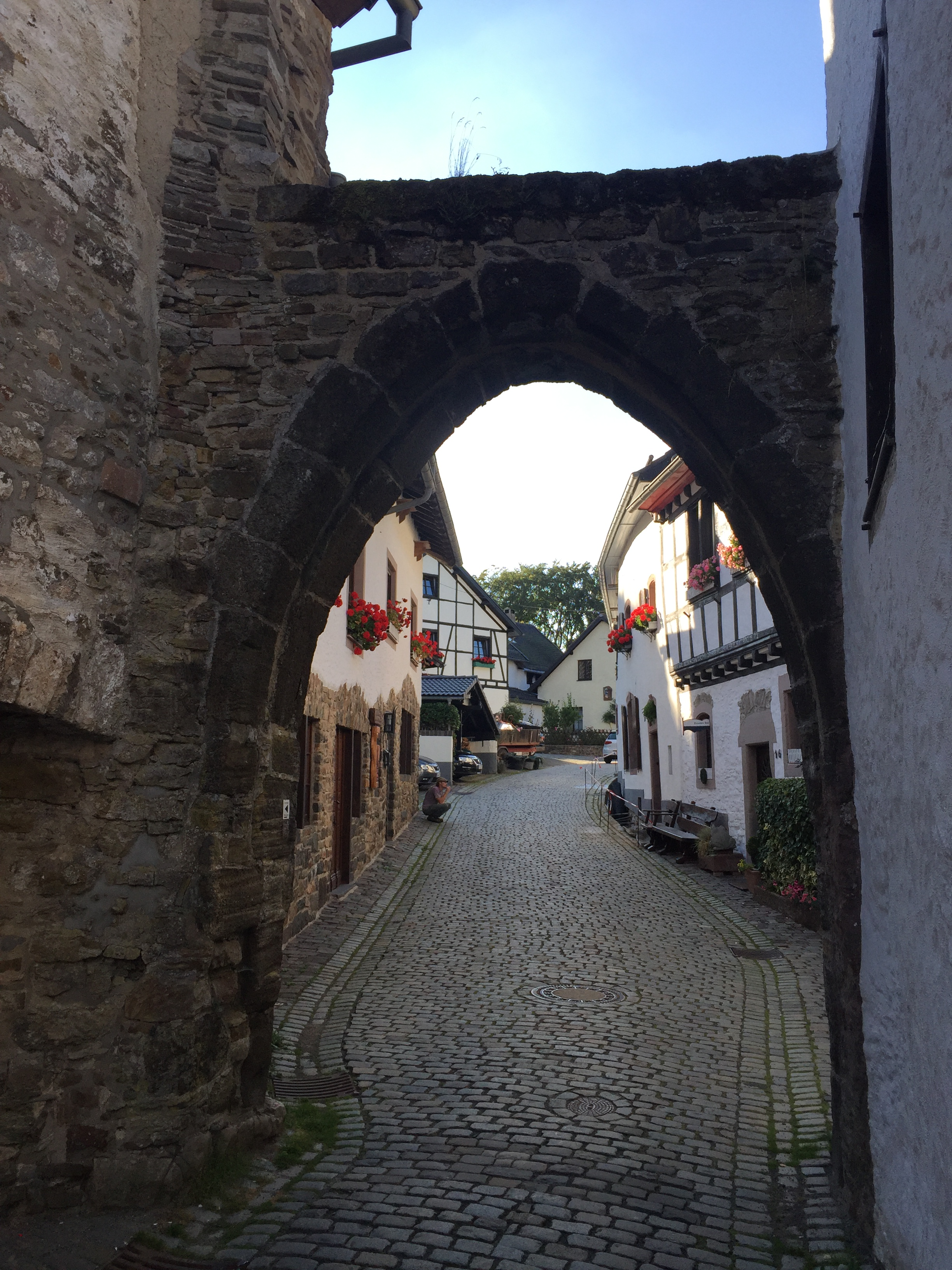
Calle en Kronenburg.

### Región de Renania-Palatinado

#### Hallschlag – Bleialf
| 5ª Etapa del Camino de Matías           |            |             |                    |
| País:                                   | Alemania   | Región:     | Renania-Palatinado |
| Inicio:                                 | Hallschlag | Final:      | Bleialf            |
| Longitud:                               | 24,3 km    | Dificultad: | Alta               |
| Subida:                                 | 331 m      | Bajada:     | 391 m              |
| Aquisgrán ca. 81 km ca. 133 km Tréveris |            |             |                    |
| Mapa de la etapa                        |            |             |                    |
|                                         |            |             |                    |

El itinerario parte de Hallschlag pasando por la mencionada cruz de la hermandad de Matías y se interna en el bosque. Discurre cerca del arroyo Taubkyll y llega a un punto a partir del cual comparte trazado con una ruta jacobea y con el «camino de Willibrord» (Willibrordusweg). Abandona la orilla del bosque y tras cruzar el arroyo, alcanza Ormont (360 hab.), en cuya ermita existe un cartel informativo sobre el Camino de Santiago.
Pasado el pueblo, la ruta se interna dentro de un espeso bosque —el Staatforst Prüm— y discurre cercana a la carretera L20. Llega a un punto donde el trazado se separa de la ruta jacobea y el camino de Willibrord, los cuales se dirigen a Prüm. Este bosque quedó reseñado por Hemingway cuando acompañaba al ejército estadounidense:

frente a nosotros se alza el muro de los bosques negros de Schnee-Eifel, donde moran los dragones

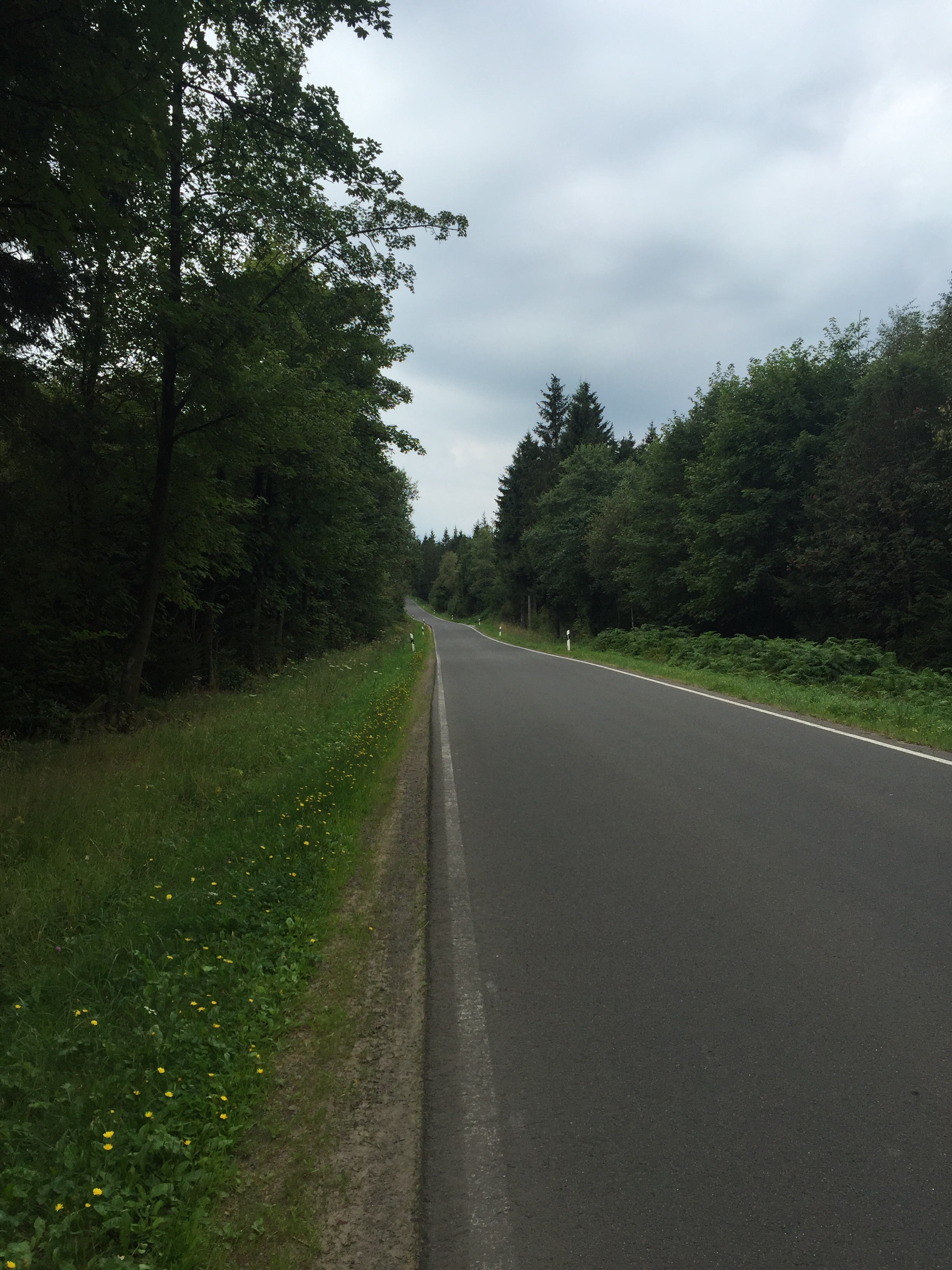
Tramo junto a la carretera en el área de Schwarzer Mann.

De hecho, durante este tramo es posible volver a ver bastantes restos de la antigua línea Sigfrido cubiertos en parte por la vegetación. El camino alcanza aquí el punto más alto de todo su recorrido: 697 m s. n. m. en el alto denominado Schwarzer Mann (hombre negro). Algunos km después pasa por un punto denominado Eifelblick, donde se puede disfrutar de unas vistas espectaculares sobre la región.
En el cruce de la carretera L20 con la L17, el camino gira a la derecha para alcanzar poco después un “pueblo de vacaciones” llamado Schnee-Eifel. Continúa entre prados y campos de cultivo por el valle del arroyo Üchenbach hasta llegar finalmente a Bleialf. Esta es una población de 1200 hab. que cuenta con varias opciones para conseguir alojamiento y comida. Es destacable su iglesia dedicada a la ascensión de María (Maria Himmelfahrt), cuyas partes más antiguas datan del siglo XIV y que cuenta con unos notables frescos en las bóvedas interiores. La principal atracción turística del lugar es una mina de plomo, cuya explotación se inició en el siglo XVI y se abandonó en 1880. De hecho, el nombre «Bleialf» proviene de la unión de «Blei» (plomo en alemán) y «Alf», un arroyo (el Alfbach) que discurre en las cercanías. Las instalaciones de la mina se han acondicionado actualmente para que sean visitadas por el público en general.

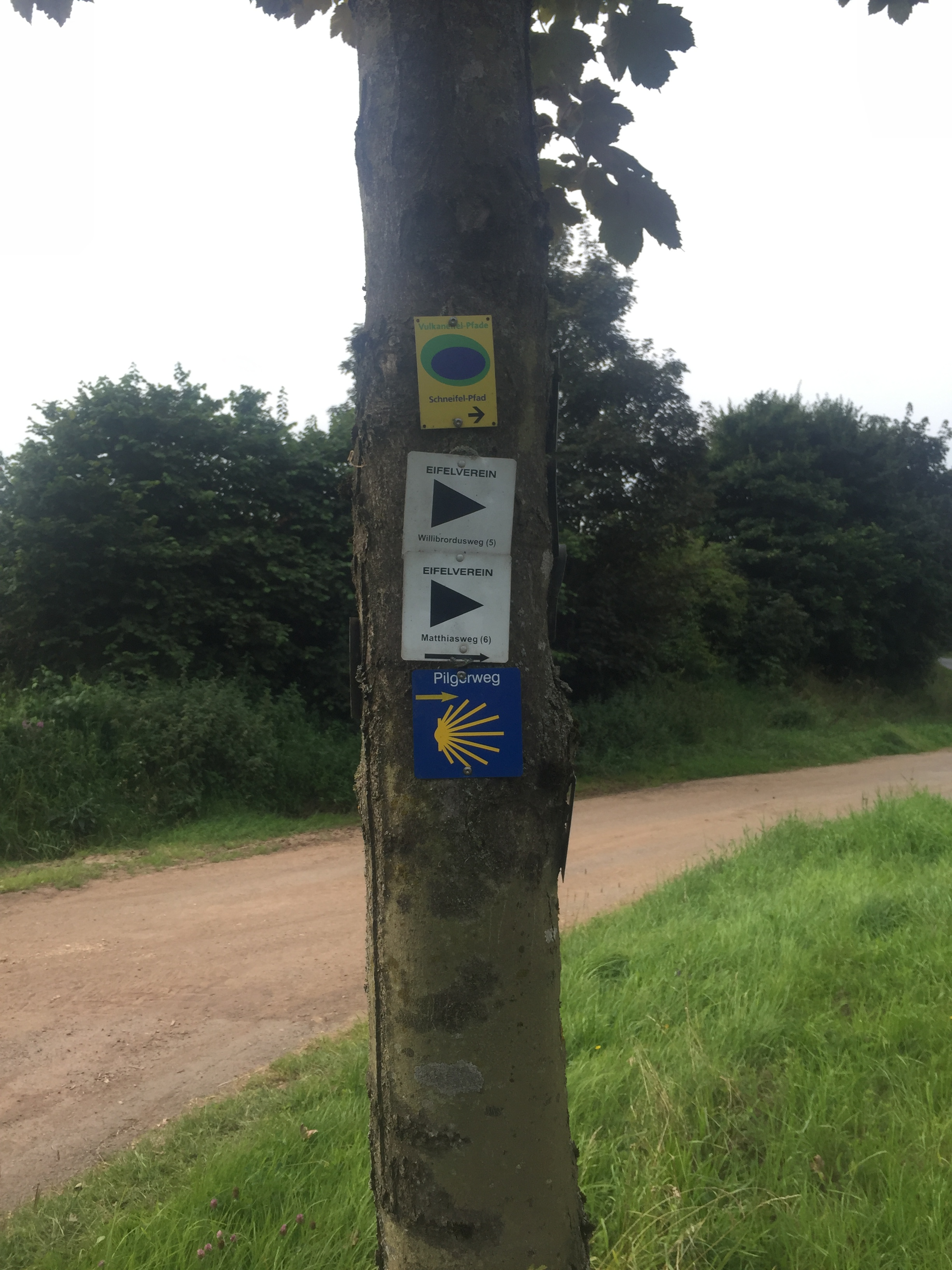
Señalización cerca de Ortmont.
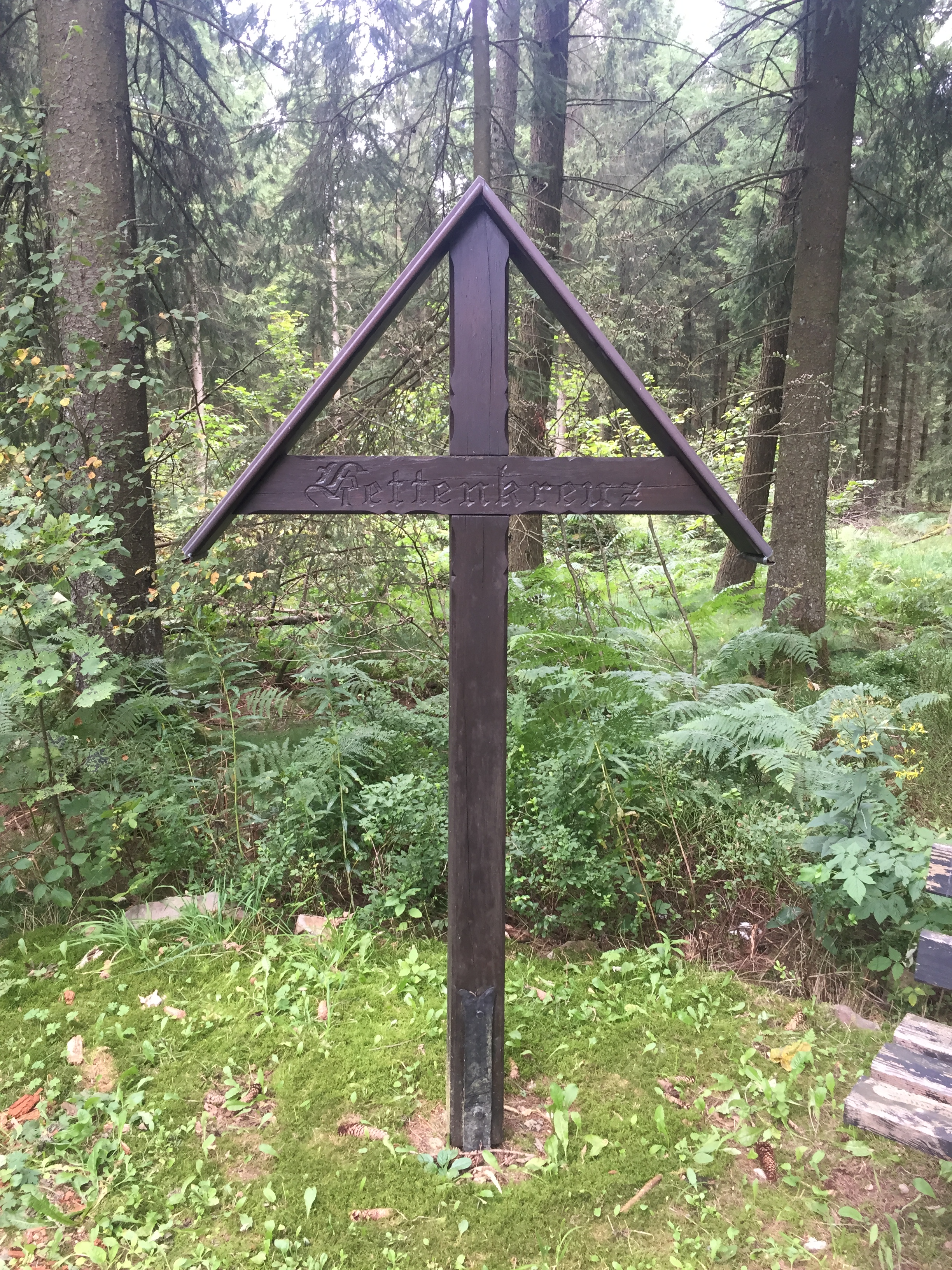
Crucijo Kettenkreuz junto a un punto de descanso.
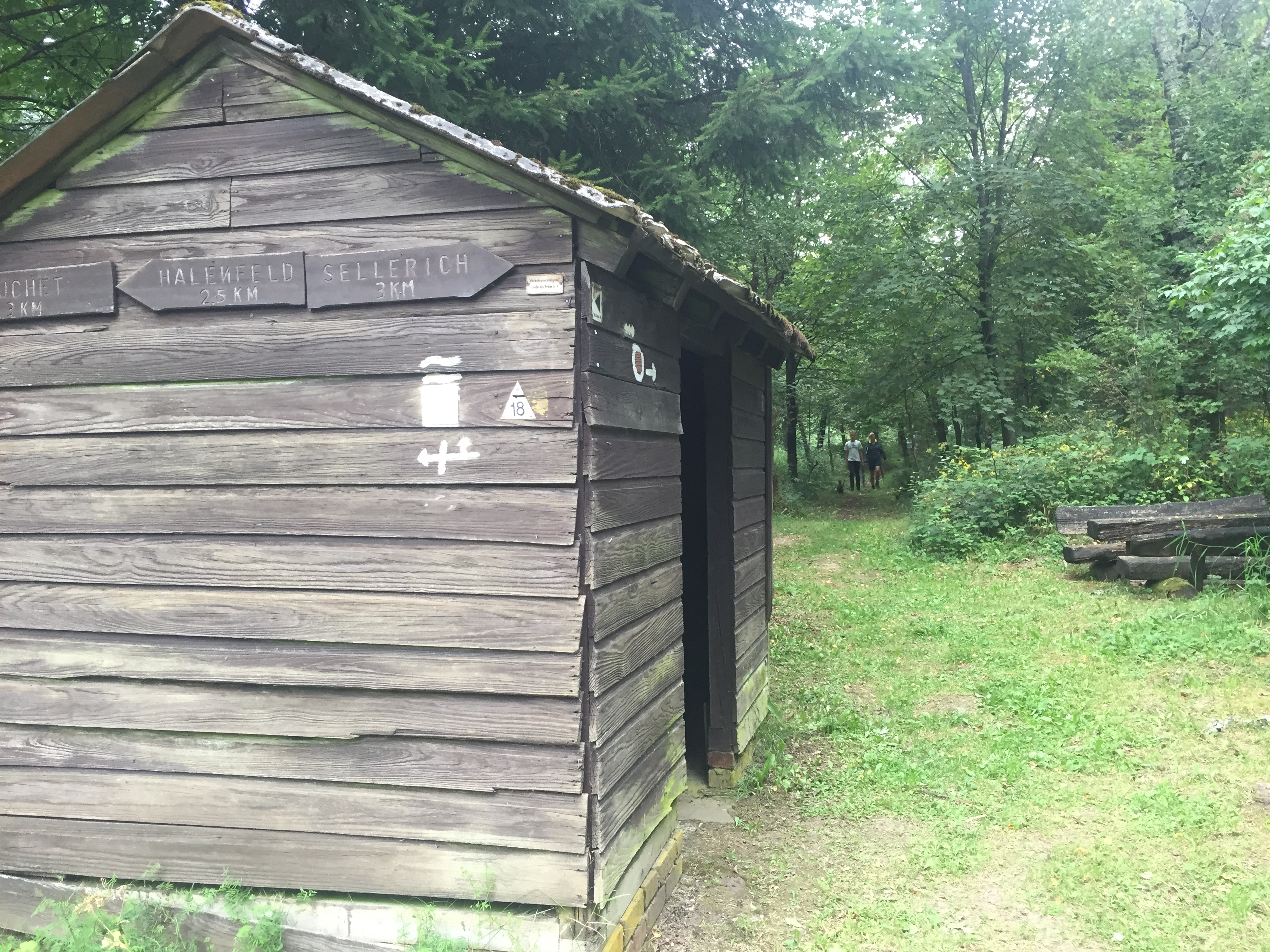
Refugio junto al camino.
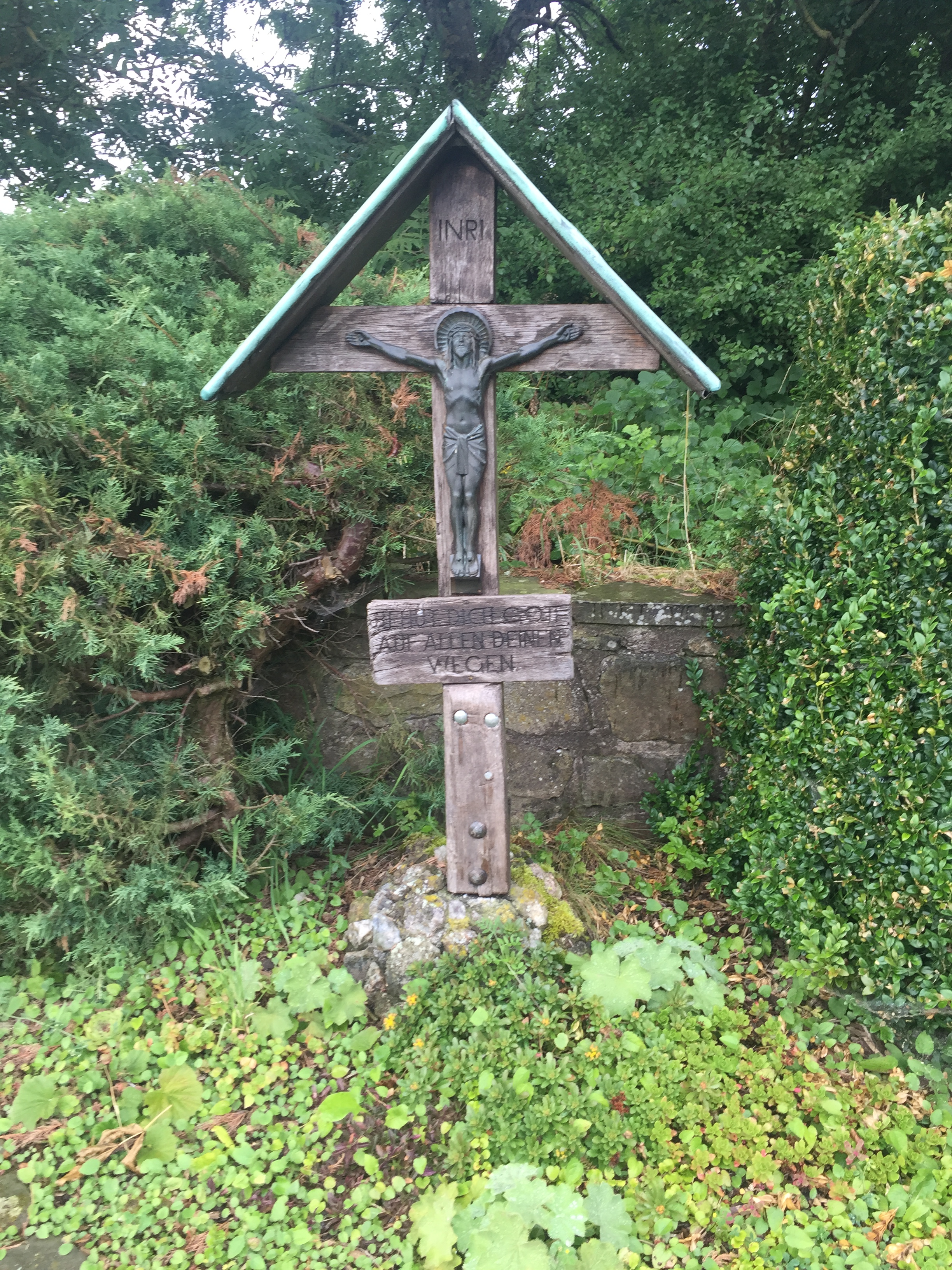
Crucifijo junto al camino con la leyenda «Behüt dich Gott auf allen deinen Wegen» (que Dios te proteja en todos tus caminos).
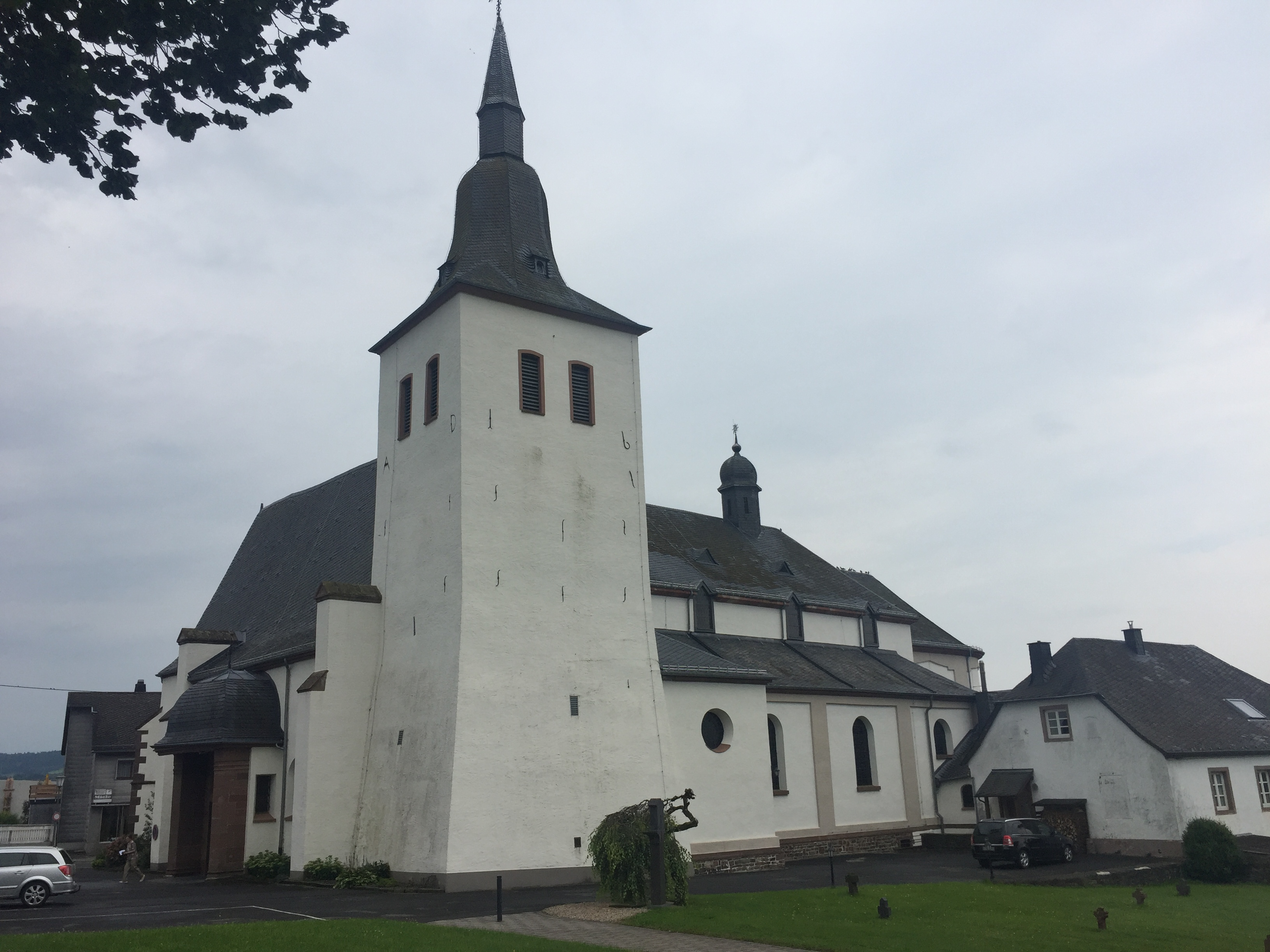
Iglesia en Bleialf.
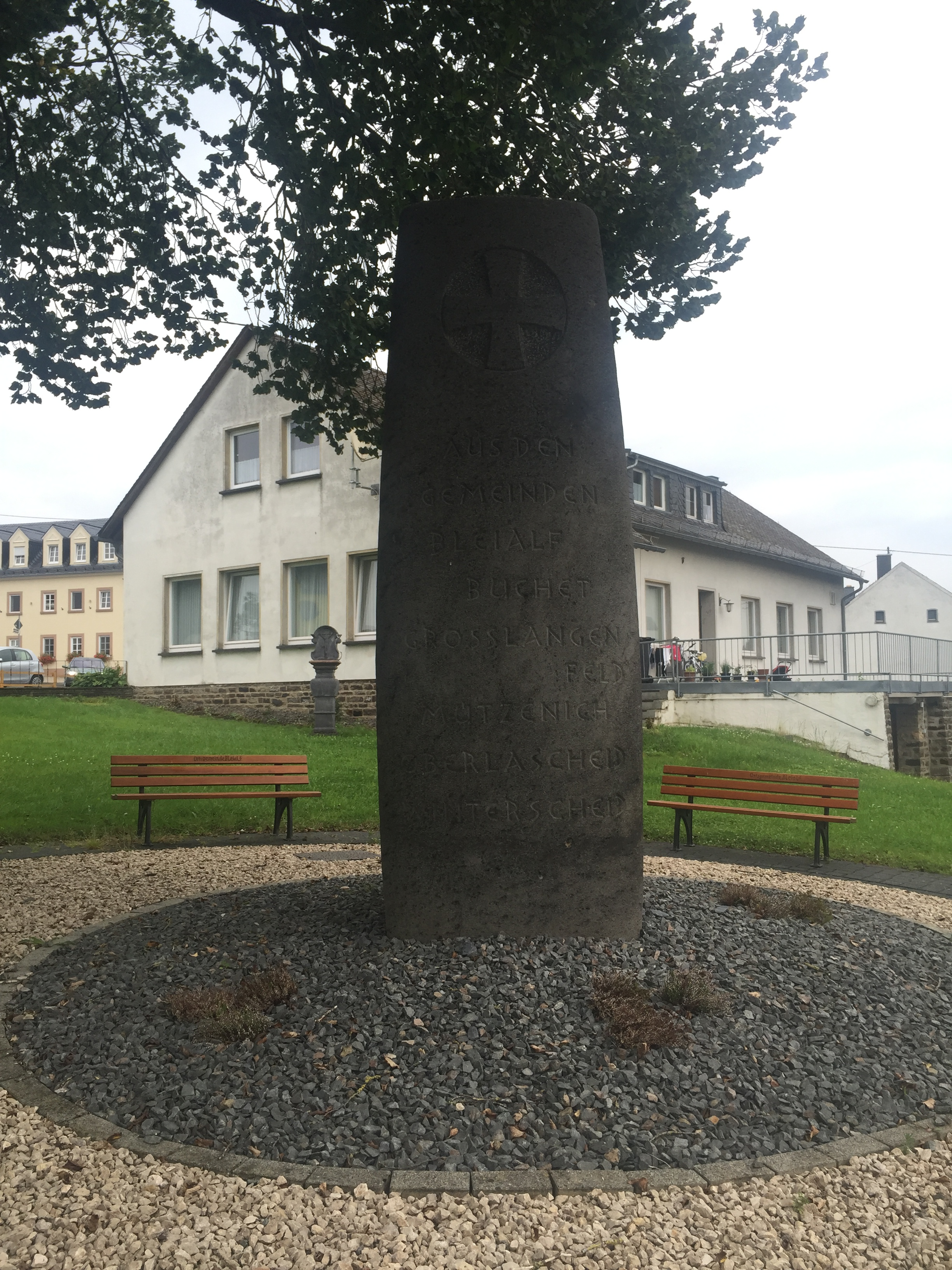
Bleialf. Monolito en recuerdo de los caídos en la guerra procedentes de las comunidades cercanas.

#### Bleialf – Dasburg
| 6ª Etapa del Camino de Matías            |            |             |                    |
| País:                                    | Alemania   | Región:     | Renania-Palatinado |
| Inicio:                                  | Bleialf    | Final:      | Dasburg            |
| Longitud:                                | 33,5 km km | Dificultad: | Alta               |
| Subida:                                  | 786 m      | Bajada:     | 883 m              |
| Aquisgrán ca. 105 km ca. 100 km Tréveris |            |             |                    |
| Mapa de la etapa                         |            |             |                    |
|                                          |            |             |                    |

La etapa comienza con un trazado cercano al arroyo Alfbach, junto al que discurre alternando entre campos de cultivo y bosques. Atraviesa la autopista A60 y poco después de pasar junto a un antiguo molino —Habscheider Mühle— abandona la cercanía del arroyo para dirigirse en ascenso hasta la localidad de Habscheid (627 hab.).
Desde este lugar avanza entre un paisaje similar al anterior: pastos, bosque y campos de cultivo. Atraviesa varias pequeñas aldeas: Hollnich y posteriormente Hallert para llegar a la también reducida Kesfeld (80 hab.) situada junto a un campo de aerogeneradores. El itinerario prosigue principalmente a la orilla de los bosques y cercano al arroyo Prümer Bach. Pasa junto a los molinos Schneidmühle y Leidenbornermühle. Finalmente abandona el valle de este arroyo y asciende por campos de cultivo en dirección a Eschfeld.

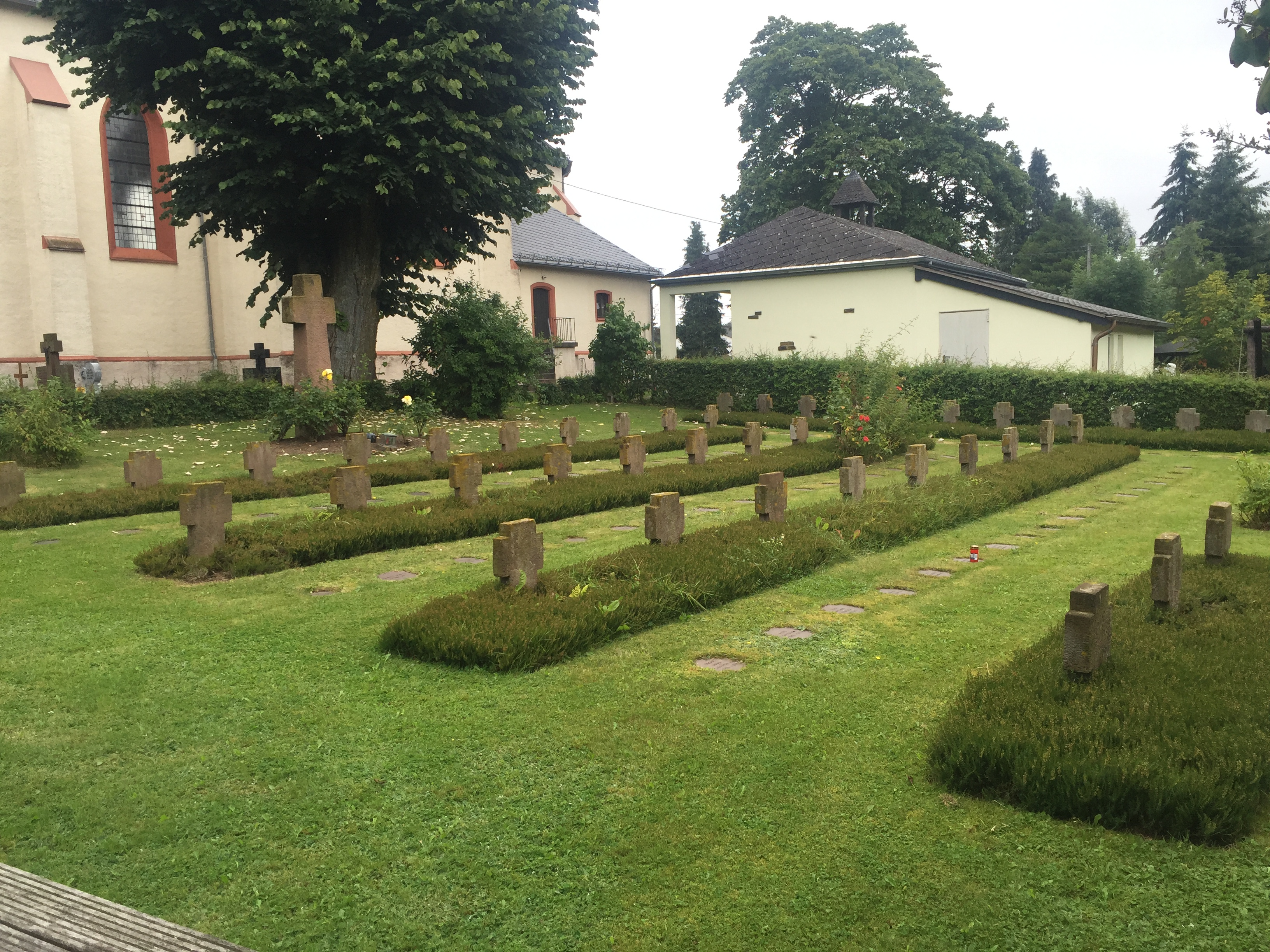
Pequeño cementerio militar en Echfeld. Es común verlos en muchos pueblos atravesados durante la ruta al igual que memoriales recordando a los soldados alemanes muertos durante las guerras mundiales.

La entrada al pueblo de Eschfeld (180 hab.) se realiza por un camino “viacrucis” que pasa por un búnker destruido de la pasada guerra mundial. Esta localidad sufrió una importante destrucción durante la contienda y su población se ha reducido desde entonces. Cuenta con una pequeña iglesia que es reseñable porque está ricamente decorada con unos frescos pintados por Christoph März, quien fue su párroco hasta 1931. Las pinturas reflejan escenas bíblicas y para realizarlas utilizó a los habitantes del lugar como modelos.
El itinerario abandona el pueblo hacia el sur y tras un pequeño tramo por prados, se une al arroyo Eschbach. Discurre por su hermoso valle durante varios km hasta que este se une al río Irsen, cerca del que continúa para llegar a Irrhausen (220 hab.).
El camino continúa subiendo y bajando por zona boscosa y poco después alcanza Daleiden, una población de 870 habitantes. Cerca de la entrada al pueblo se encuentra un cementerio militar alemán que alberga los restos de 3224 soldados caídos en la Segunda Guerra Mundial. El lugar está presidido por una estatua expresionista de la Piedad rodeada de un círculo de columnas. Destacan también las capillas Aloysiuskapelle y Willibrorduskapelle y, principalmente, la iglesia parroquial dedicada a san Mateo con elementos constructivos de varias épocas, las más antiguas de principios del siglo XVII.
La ruta abandona Daleiden y discurre por campos de cultivo y bosque. Cruza el arroyo Mülbach en el punto donde se sitúa el molino Steinkautsmühle y continúa algunos km hasta alcanzar Dasburg, el final de la etapa. Esta es una localidad de 210 habitantes situada junto a la frontera con Luxemburgo y que cuenta con dos pequeños hoteles. Debe su nombre a un punto fortificado construido en el siglo XII, cuyas ruinas son visibles en la actualidad dominando el entorno. También destacan la pequeña Mariankapelle del siglo XVII y la iglesia parroquial del siglo XIX dedicada a Santiago el Mayor. De hecho, el escudo de la ciudad porta la vieira jacobea. Esta iglesia es un punto de reunión de las hermandades de Matías cuando organizan sus peregrinaciones.

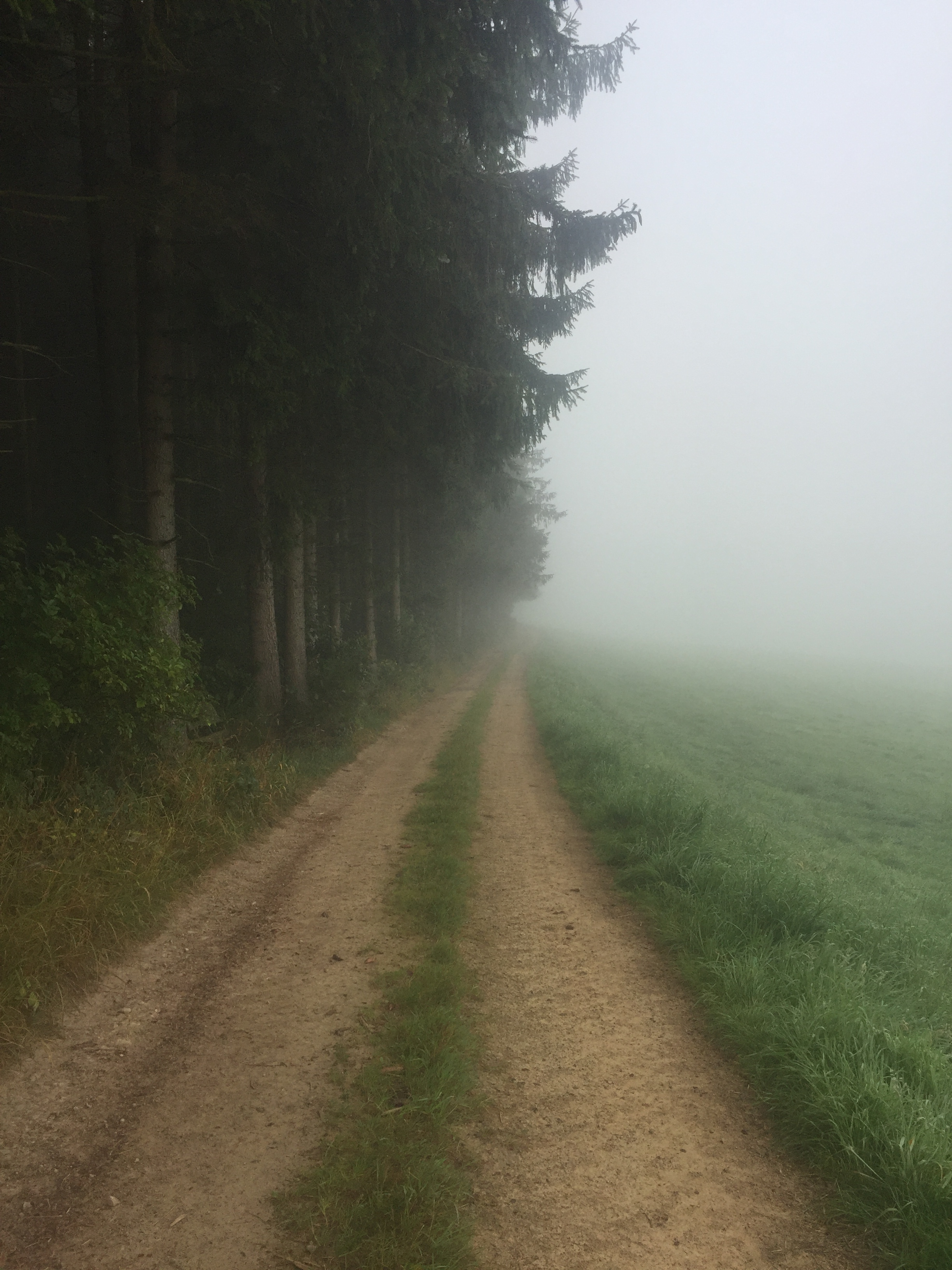
El camino bajo la niebla matinal a la salida de Beialf.
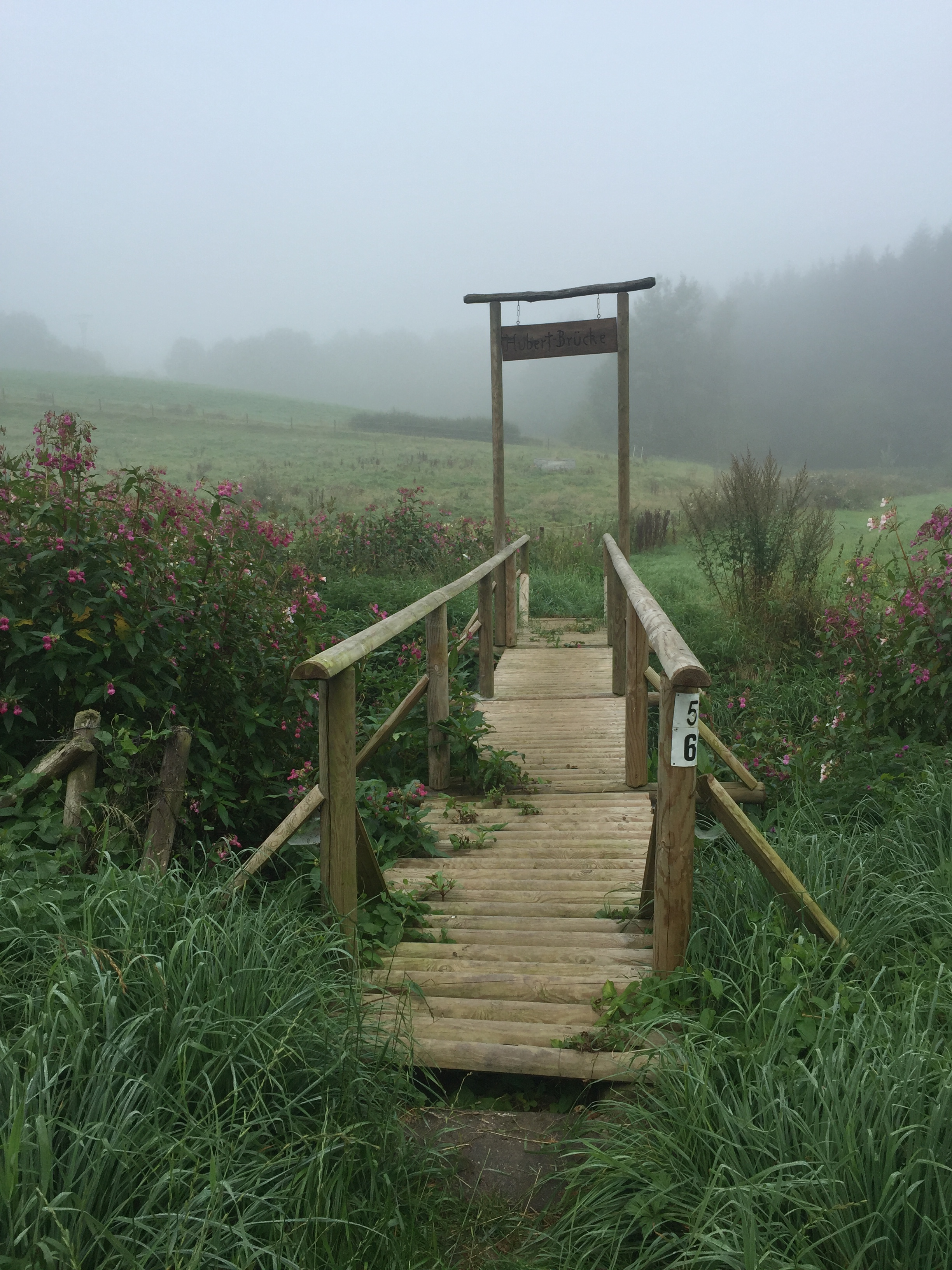
El puente Hubert Brücke que utiliza el camino para cruzar un arroyo.
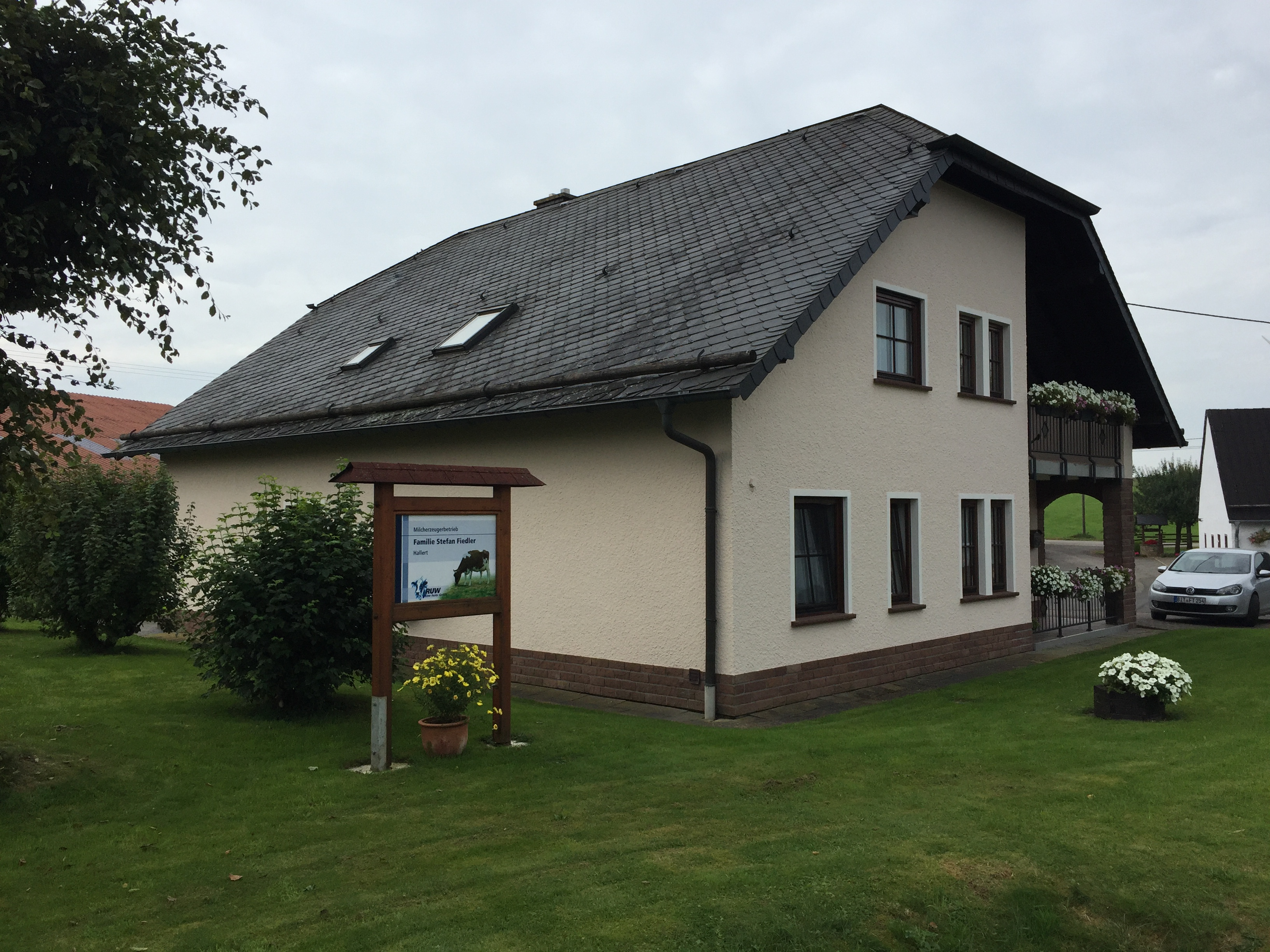
Pequeña explotación lechera de la familia Stefan Fiedler en Hallert.
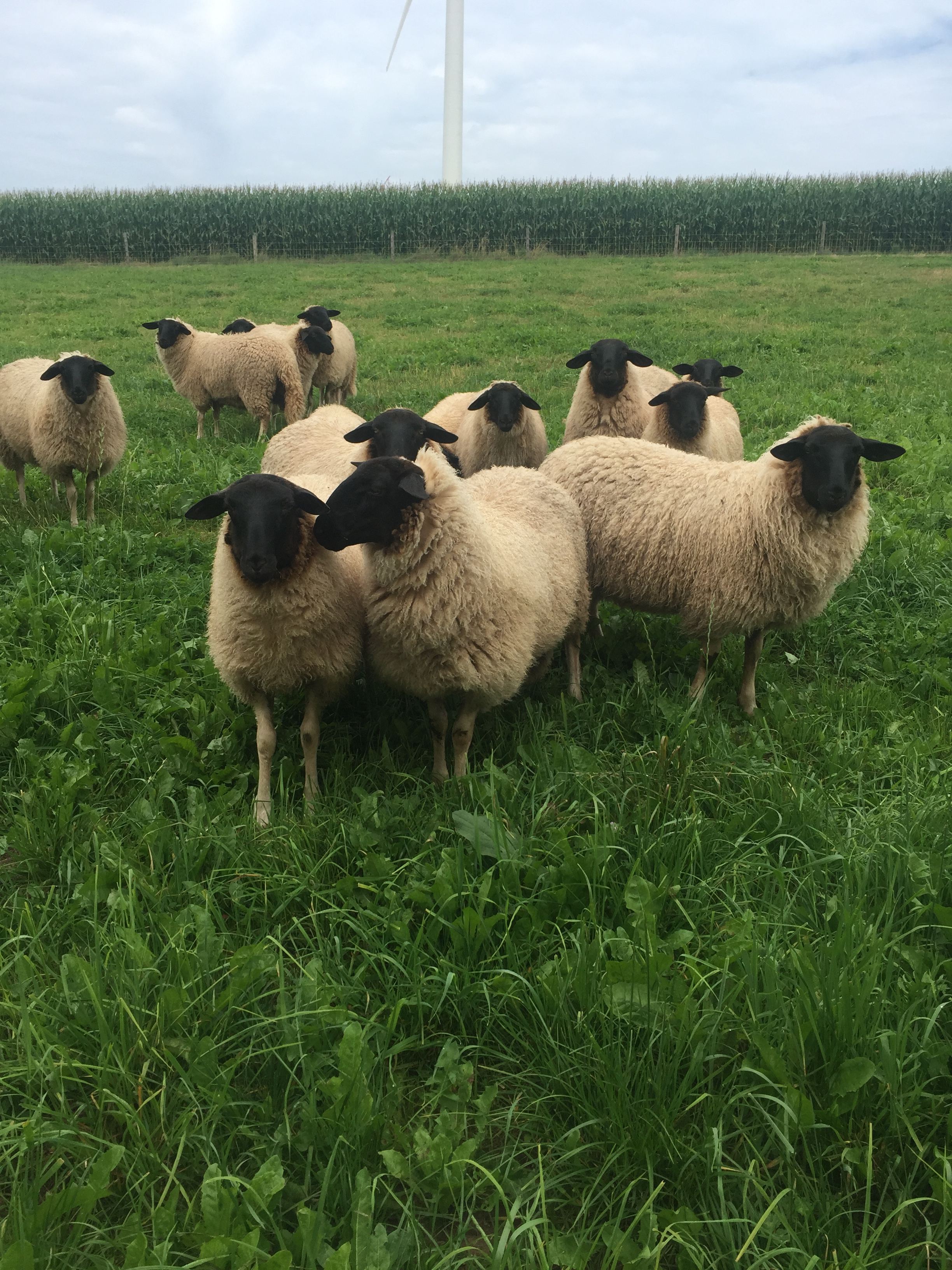
Ganado ovino junto al camino.
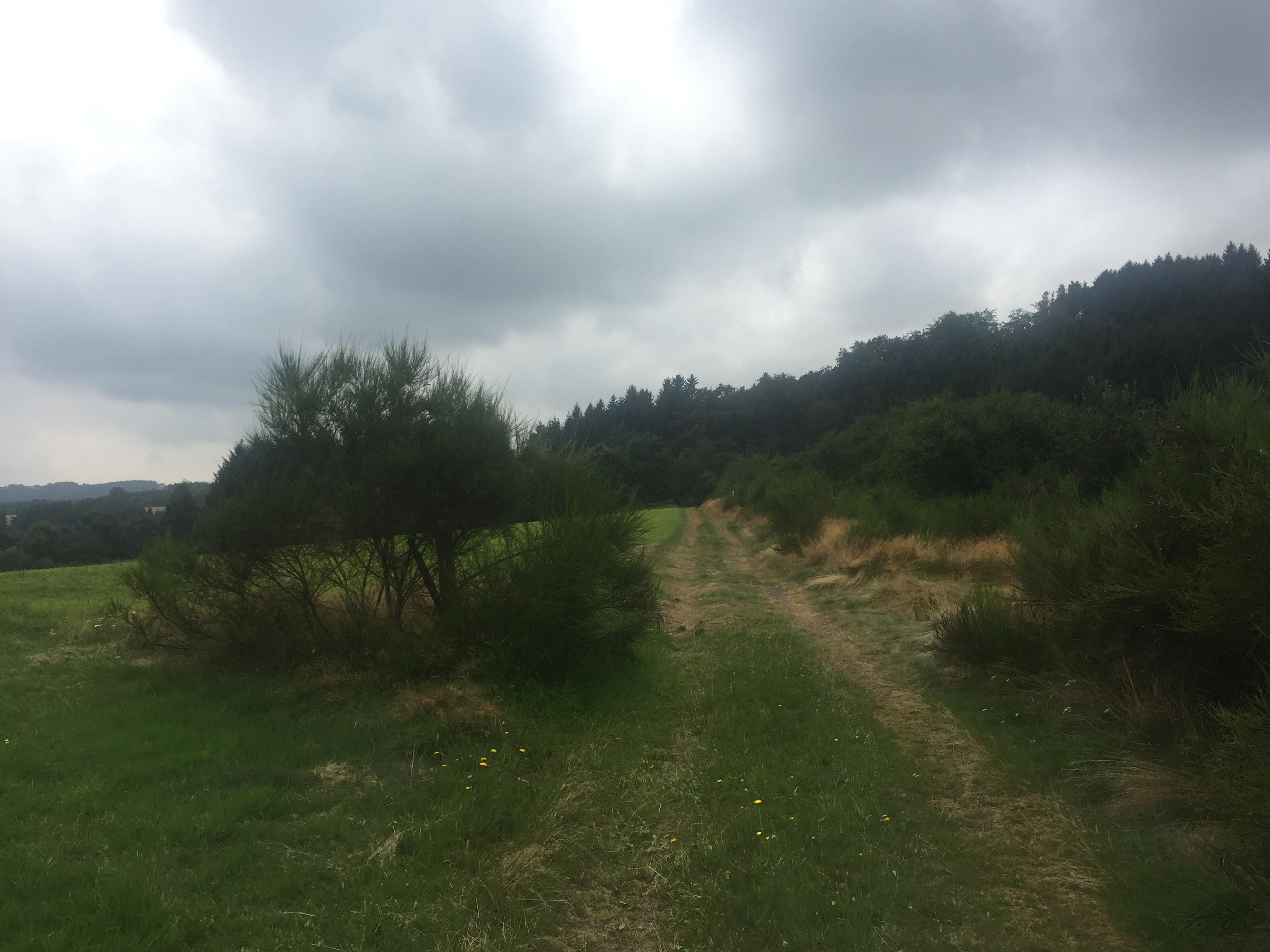
Tramo del camino cerca de Dasburg.
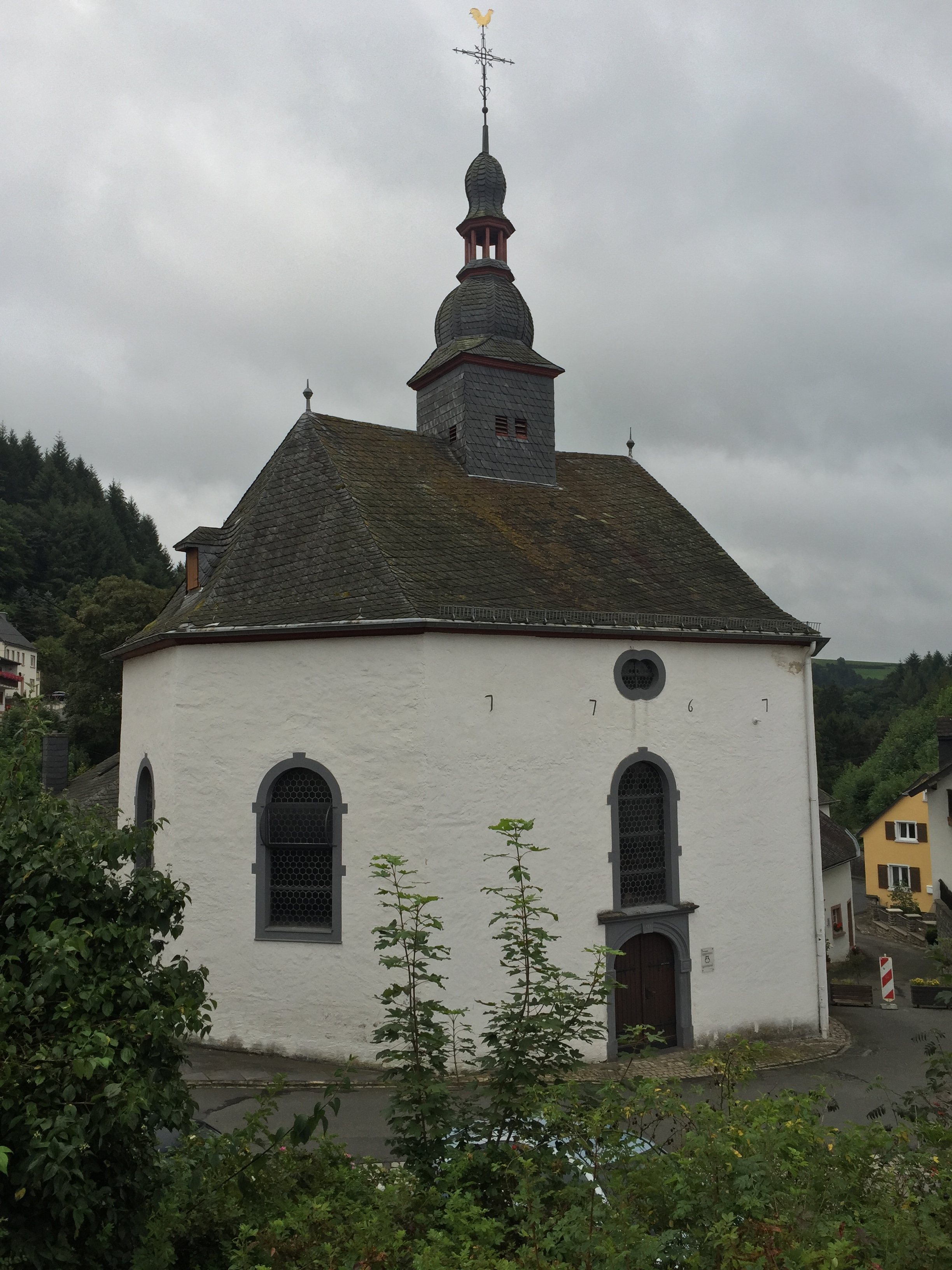
Iglesia del apóstol Santiago en Dasburg.

#### Dasburg – Körperich
| 7ª Etapa del Camino de Matías           |          |             |                    |
| País:                                   | Alemania | Región:     | Renania-Palatinado |
| Inicio:                                 | Dasburg  | Final:      | Körperich          |
| Longitud:                               | 29,5 km  | Dificultad: | Alta               |
| Subida:                                 | 723 m    | Bajada:     | 807 m              |
| Aquisgrán ca. 139 km ca. 70 km Tréveris |          |             |                    |
| Mapa de la etapa                        |          |             |                    |
|                                         |          |             |                    |

La ruta parte de la iglesia parroquial y desciende a través del bosque para entrar en el valle del Our. Transita junto a este río —que hace de frontera entre Luxemburgo y Alemania— durante un buen número de kilómetros atravesando bosques y campos de cultivo hasta llegar a la pequeña Übereisenbach (58 hab.). Al otro lado del río —que se puede cruzar mediante un puente— se encuentra la luxemburguesa Untereisenbach, que cuenta con un pequeño hotel.

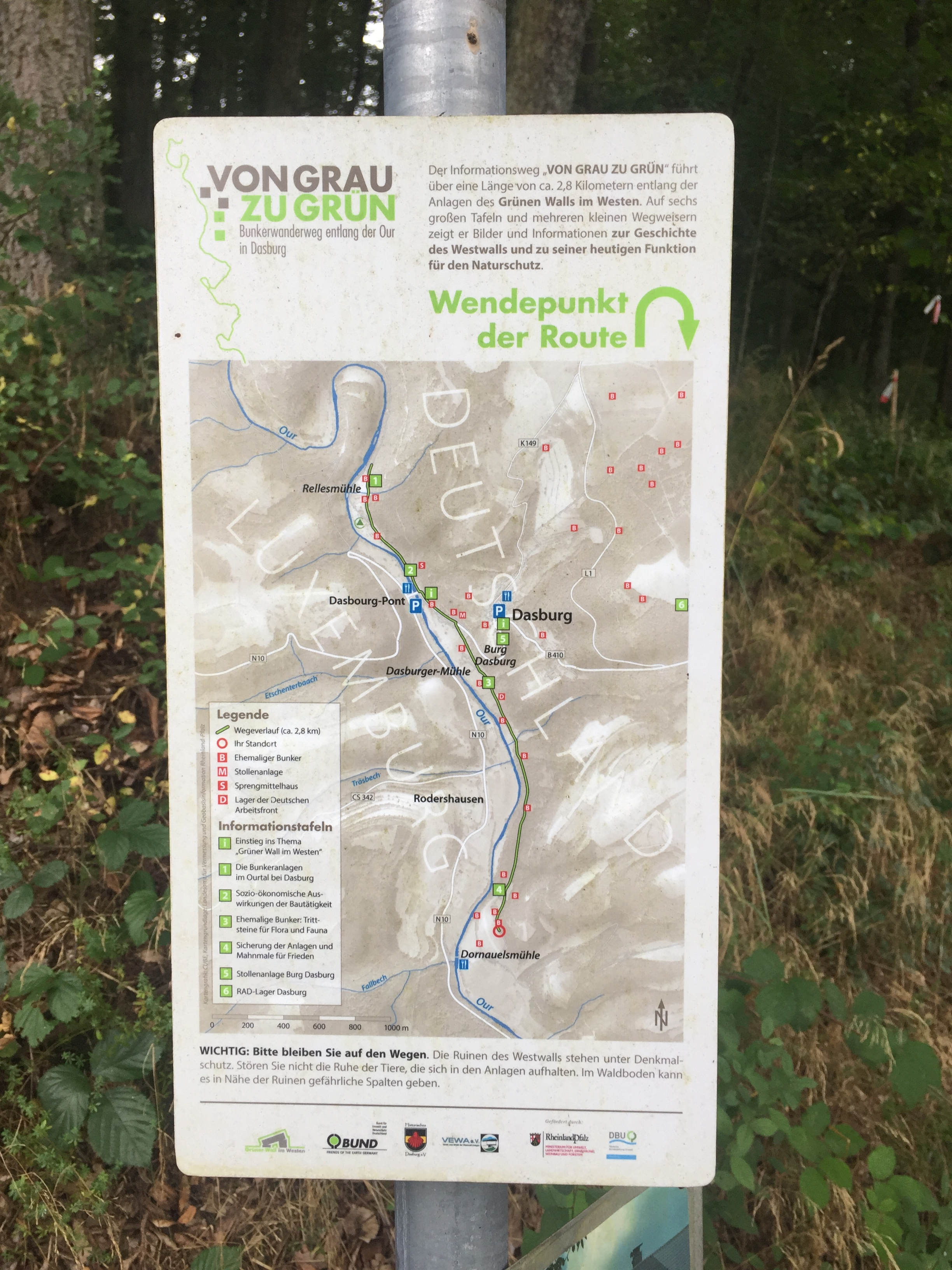
«Von Grau zu Grün» (de gris a verde). Cartel sobre un pequeño itinerario turístico junto a la línea Sigfrido (Westwall). La presencia de los restos de esta infraestructura defensiva es habitual en varios puntos del camino de Matías.

El camino abandona momentáneamente el curso del Our y cruza una colina para discurrir a continuación junto al río Irsen, que desemboca poco después en el anterior. El recorrido llega a la aldea de Gemünd (12 hab.), donde existe una pequeña iglesia del siglo XVI. Posteriormente, pasa junto a un desguace de coches y un camping, tras lo que vuelve a dejar el curso del río para afrontar una larga subida por terreno boscoso. Llega a terrenos de cultivo y prados desde donde se divisa la vecina Luxemburgo y continúa por este tipo de paisaje hasta pasar junto a Bauler (70 hab.). Desciende por un bosque para llegar al valle del arroyo Gaybach, un entorno natural de gran belleza por donde discurren los siguientes kilómetros.
El itinerario alcanza la aldea de Obersgegen —con una capilla del siglo XVI que tuvo que ser reconstruida tras la pasada guerra— e inmediatamente después Körperich, el final de la etapa.
Esta es una población de 1100 habitantes cruzada por el mencionado arroyo Gaybach. En ella existen varios hoteles y pensiones. Es notable en el lugar su iglesia construida en el siglo XVIII y dedicada a san Huberto.

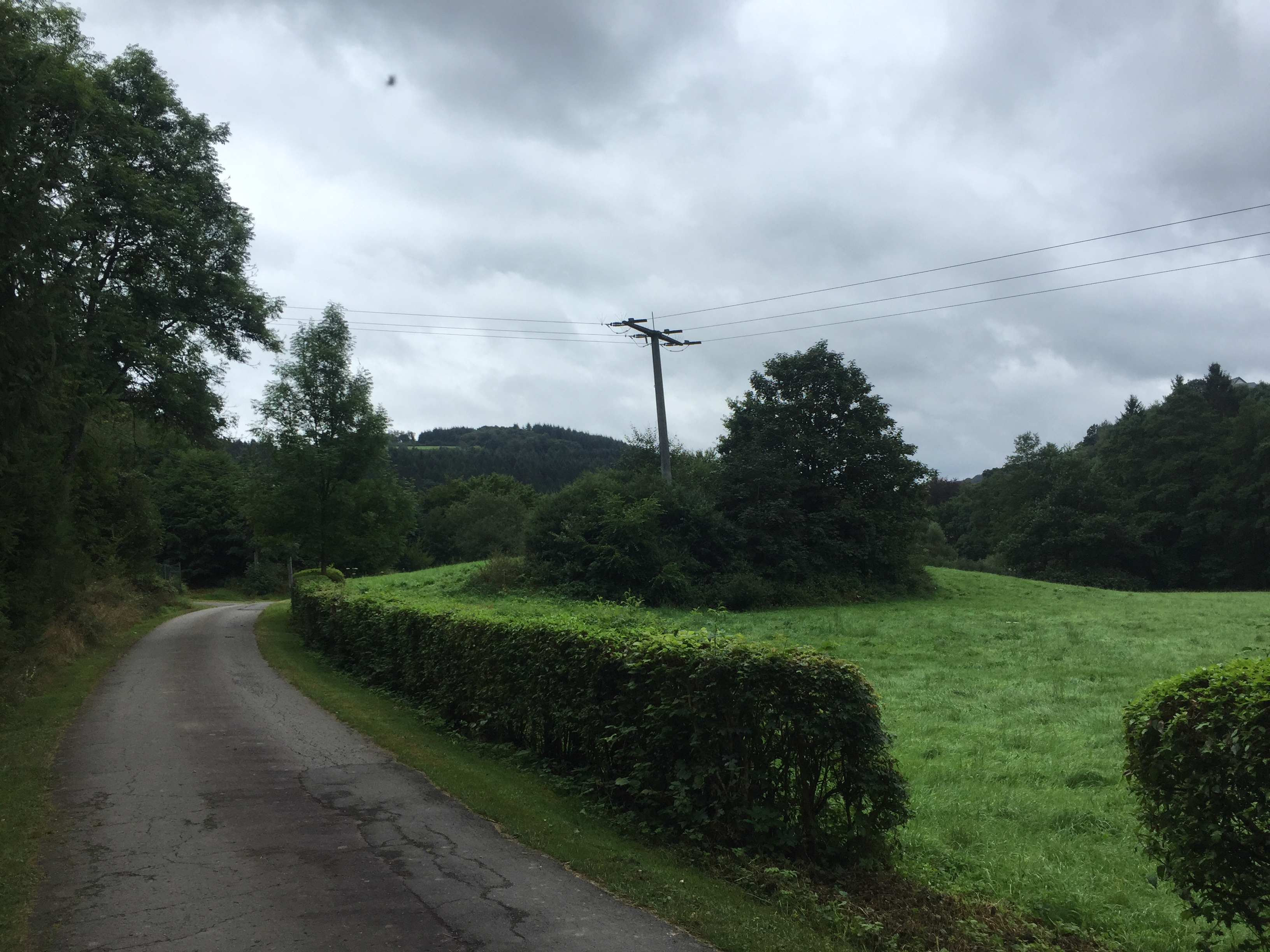
El camino a la salida de Dasburg.
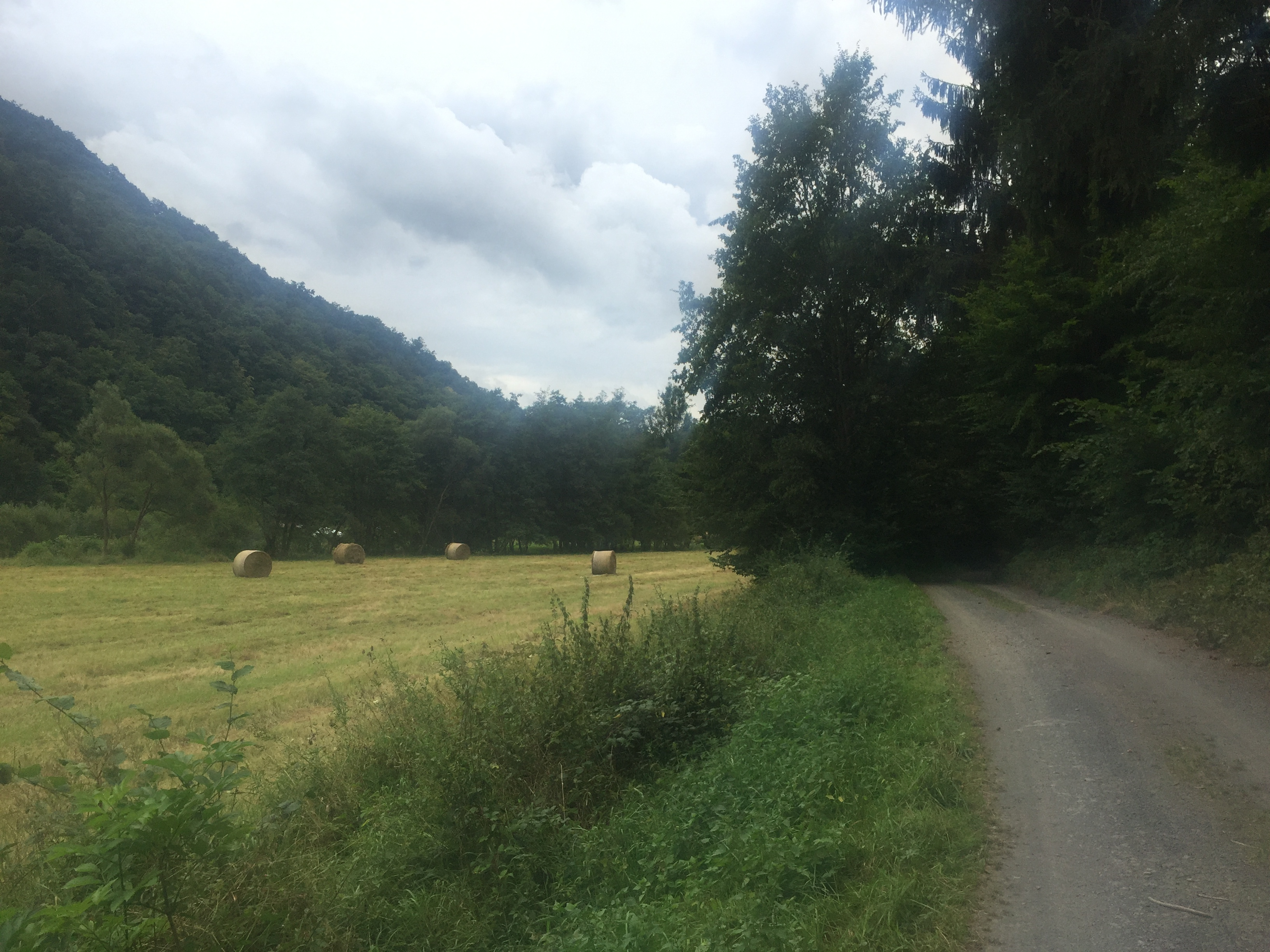
El camino entre cultivos y bosques.
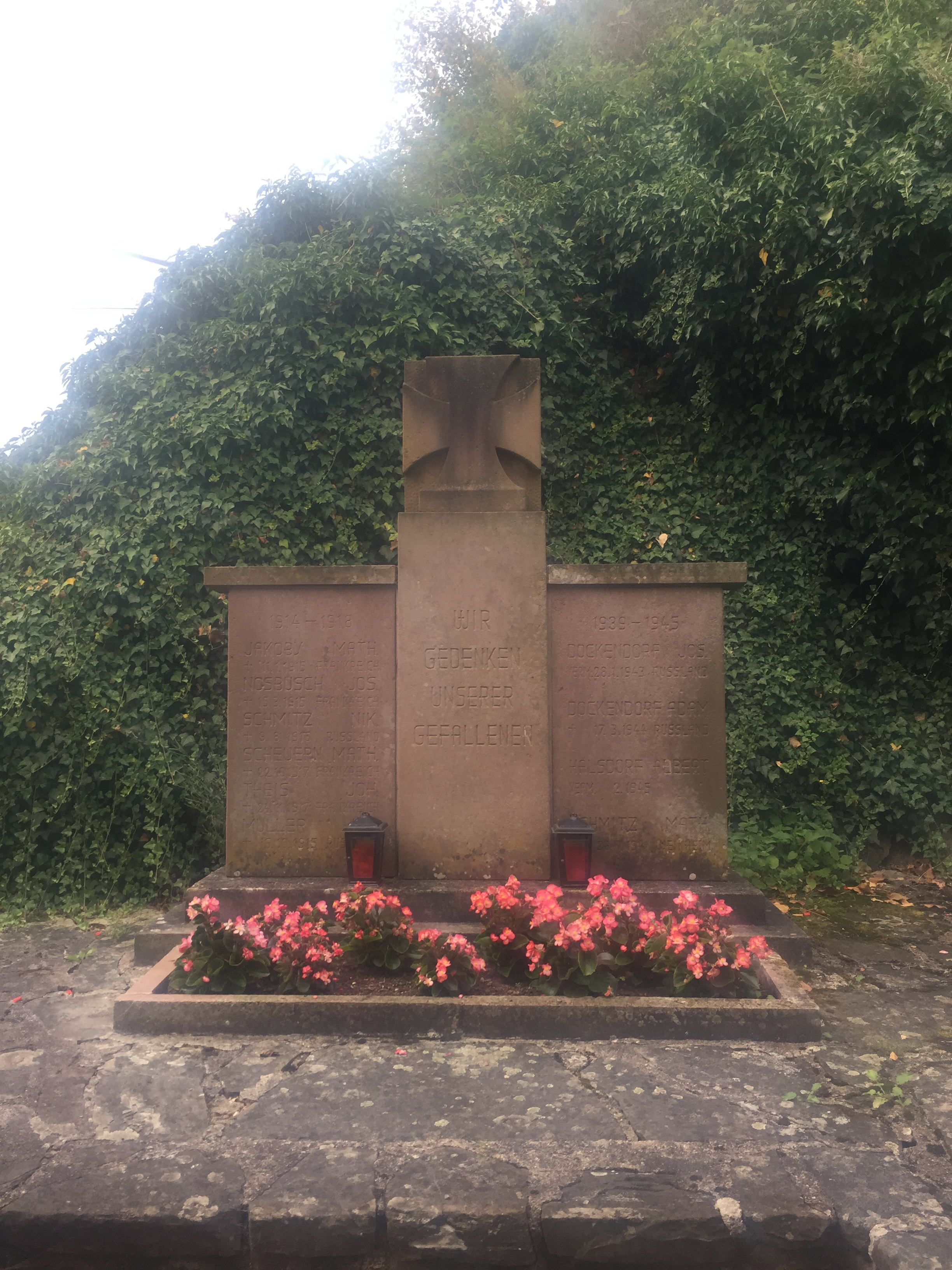
Monumento en Gemünd a los caídos alemanes durante las guerras mundiales.
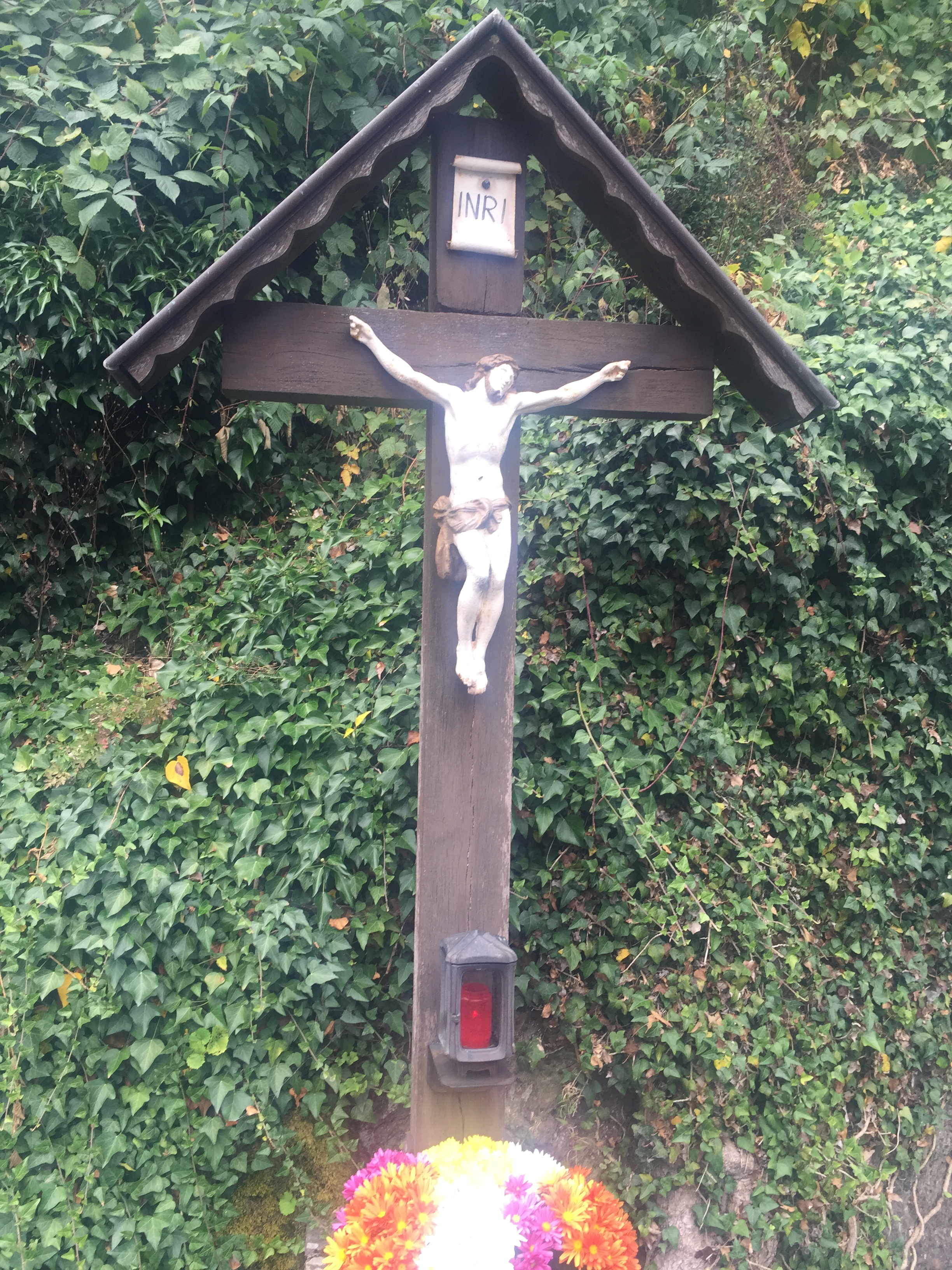
Crucifijo junto al camino en Gemünd.
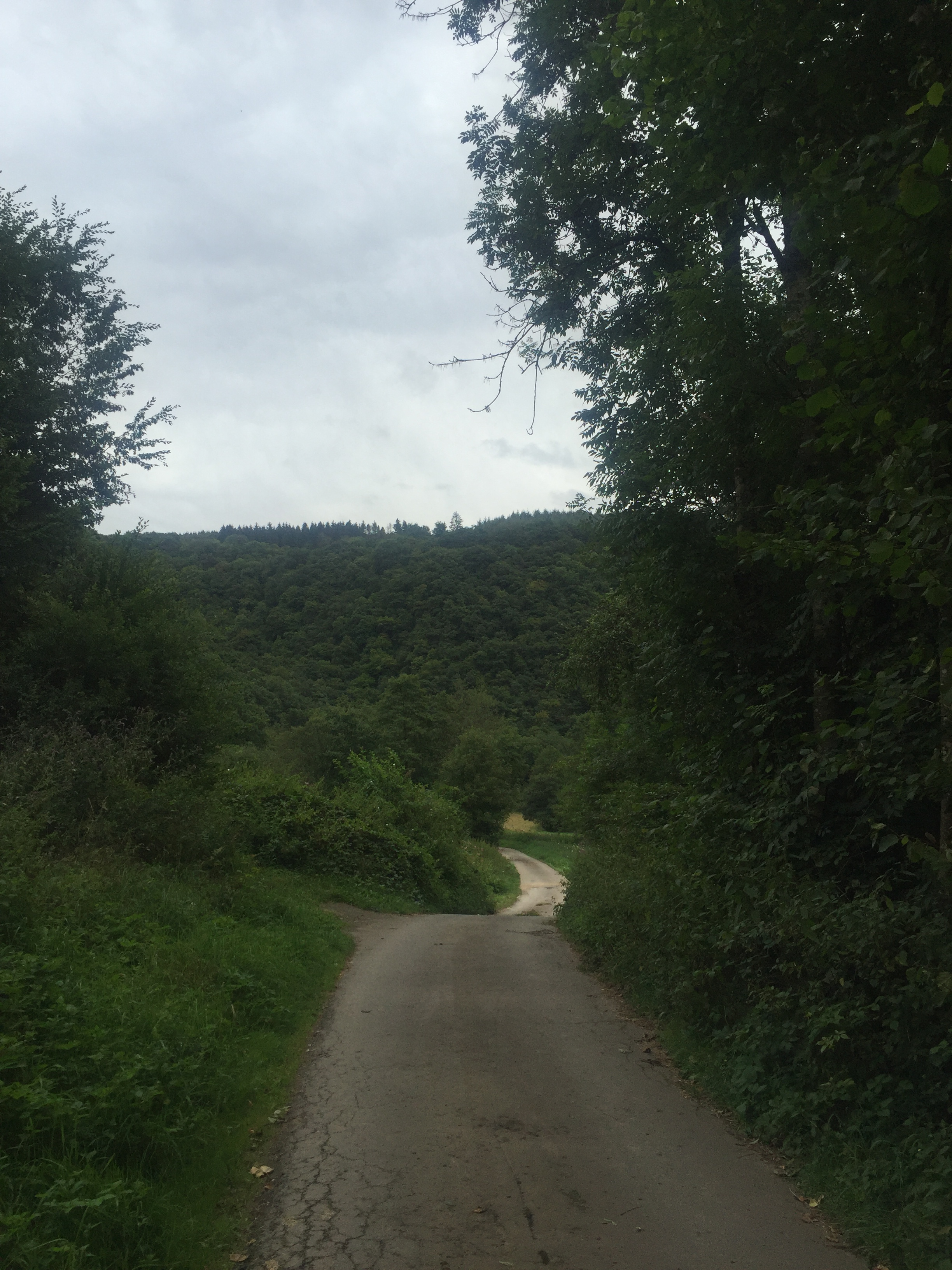
El camino entre bosques.
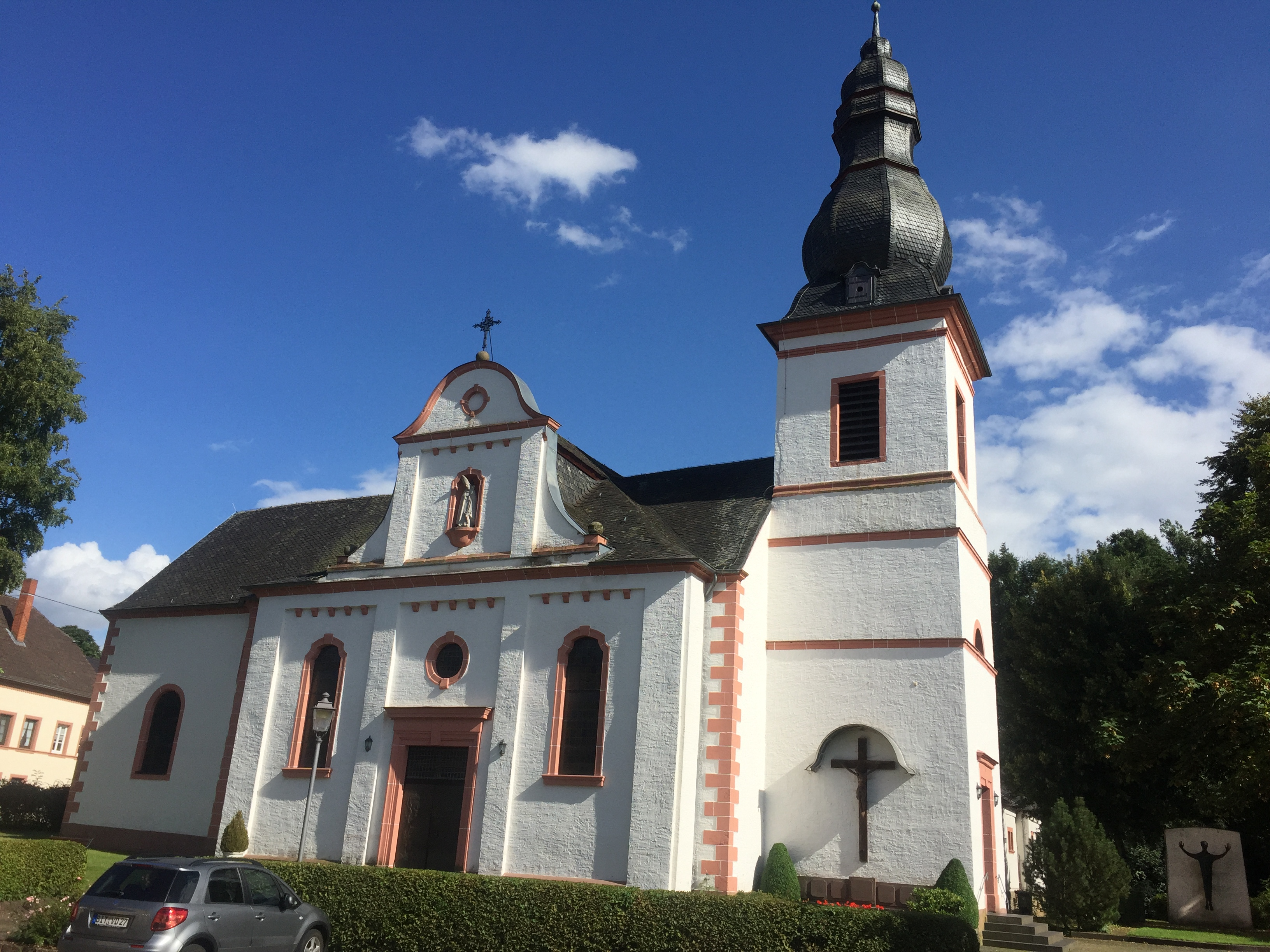
Iglesia en Körperich.

#### Körperich – Bollendorf
| 8ª Etapa del Camino de Matías           |           |             |                    |
| País:                                   | Alemania  | Región:     | Renania-Palatinado |
| Inicio:                                 | Körperich | Final:      | Bollendorf         |
| Longitud:                               | 13,7 km   | Dificultad: | Media              |
| Subida:                                 | 278 m     | Bajada:     | 356 m              |
| Aquisgrán ca. 168 km ca. 57 km Tréveris |           |             |                    |
| Mapa de la etapa                        |           |             |                    |
|                                         |           |             |                    |

El itinerario parte de Körperich en dirección sur y sigue su curso por el valle del arroyo Gaybach en un terreno de prados y campos de cultivo. Llega a la pequeña Niedersgegen (100 hab.), donde, además de una antigua capilla, se encuentran varias casas señoriales del siglo XIX: Schloss Bouvier (hoy una residencia de estudiantes); Hofgut Merz (actualmente un hotel) y Schloss Petrv.

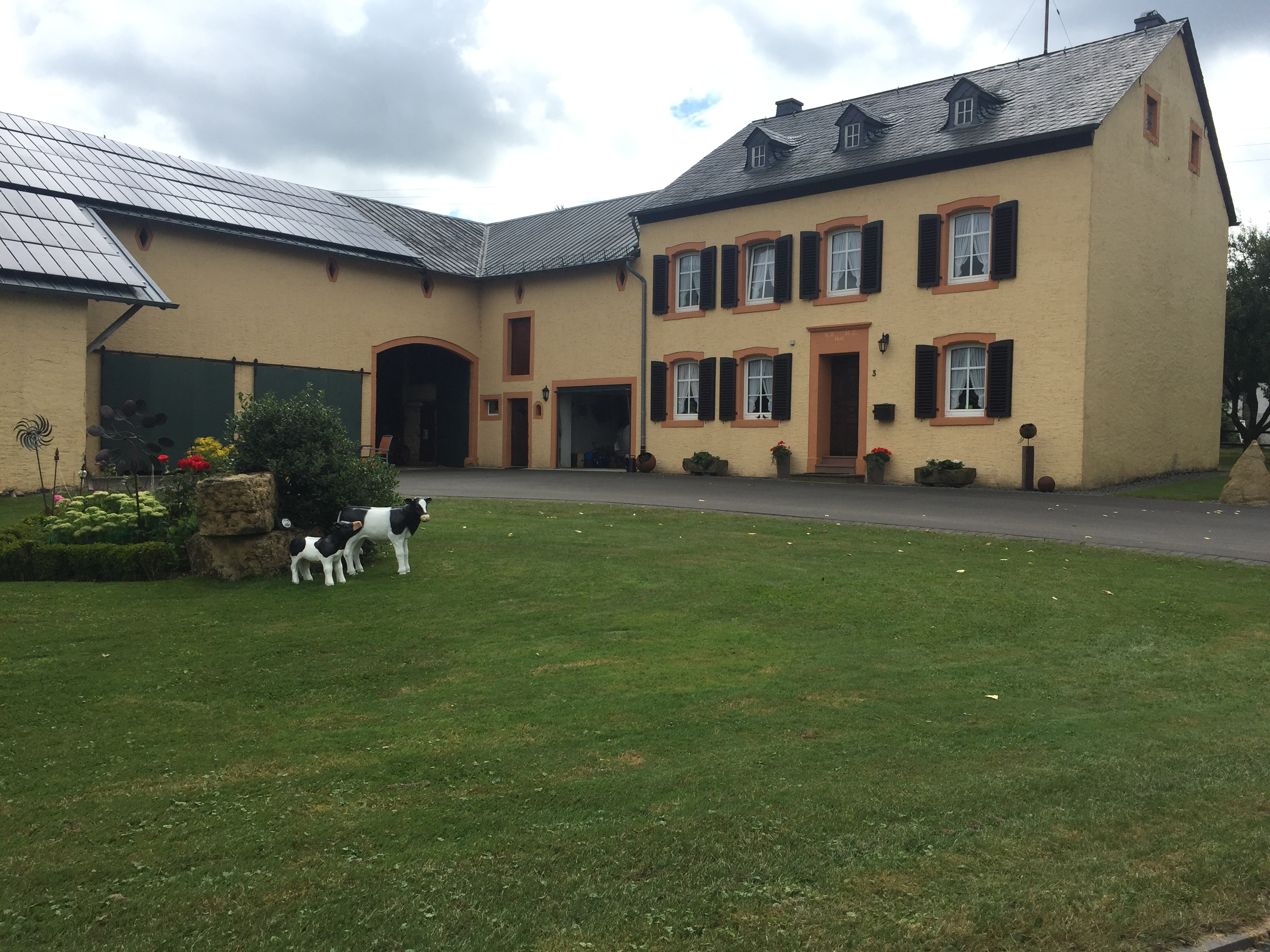
Típica granja alemana en Kruchten. Este tipo de explotaciones agropecuarias son habituales en los pequeños pueblos que cruza el camino de Matías.

Tras esta aldea abandona el curso del Gaybach para seguir el del arroyo Notzenbach por la orilla de un pequeño bosque. Llega a una pequeña capilla llamada Josefskapelle y cruza el arroyo junto a una notable casa señorial del siglo XIX conocida como Schloss Kewenig.
El camino asciende después por prados y cultivos, cruza un bosque y continúa hasta llegar a Kruchten (380 hab.) que cuenta con una pensión. En la localidad existe un cementerio militar y es notable su iglesia de san Maximino. La ruta continúa hacia el sur, cruza el arroyo Lammischbach y sube a un alto denominado Hunnenkopf. Luego se interna en un bello bosque, donde discurre por un ancho camino forestal. Tras unos kilómetros alcanza la Maria-Theresien-Stein, un antiguo mojón del siglo XVIII que marcaba la frontera entre los territorios de la abadía de Echternach y el condado de Vianden. Junto al antiguo mojón se ha instalado actualmente un refugio forestal con información de las rutas de senderismo que cruzan el lugar.
La senda continúa su avance por el bosque y al poco transita por una zona de llamativas formaciones rocosas de arenisca. En esta área cruza una ruta local de senderismo llamada Grüne Hölle (infierno verde), que es una de las atracciones turísticas locales. Tras abandonarla llega a terrenos de cultivo y pasa por una Mariensäule situada a la entrada de Bollendorf. Esta es una columna de ladrillo de varios metros de altura que sujeta una figura de la virgen María. Fue erigida en 1959 por un soldado de la localidad como agradecimiento por haber vuelto de su cautiverio en Rusia tras la guerra.
Bollendorf es un pueblo de 1620 habitantes a orillas del río Sûre que hace de frontera con Luxemburgo. Cuenta con un buen número de hoteles y pensiones además de un albergue juvenil. En la población se encuentran varios elementos notables, entre los que destacan el palacio Schloss Bollendorf y los restos de un asentamiento romano. En su iglesia de San Miguel se venera una imagen del apóstol Santiago de manera acorde con su situación en una ruta jacobea. 

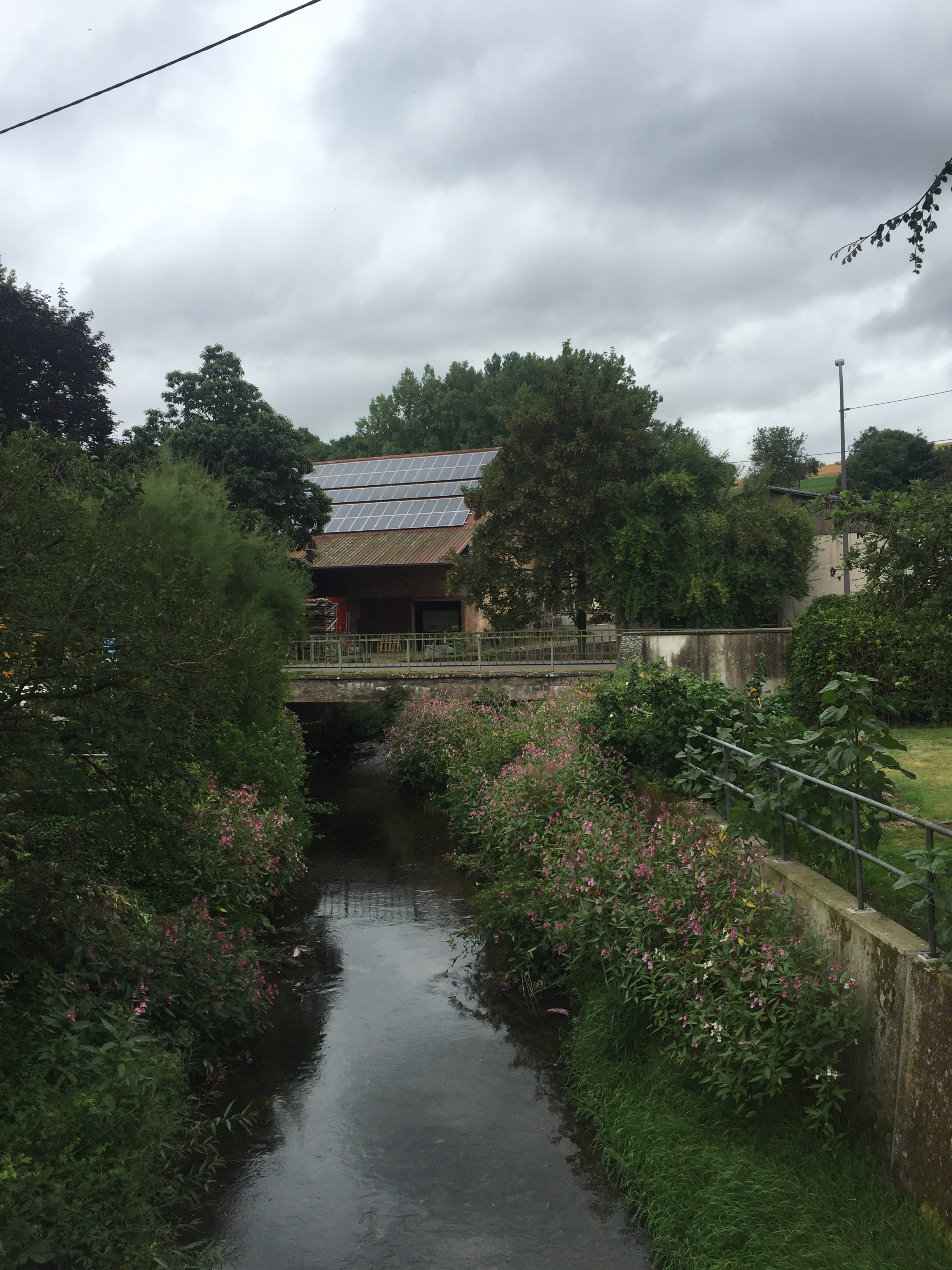
El arroyo Gaybach cruzando Niedersgegen.
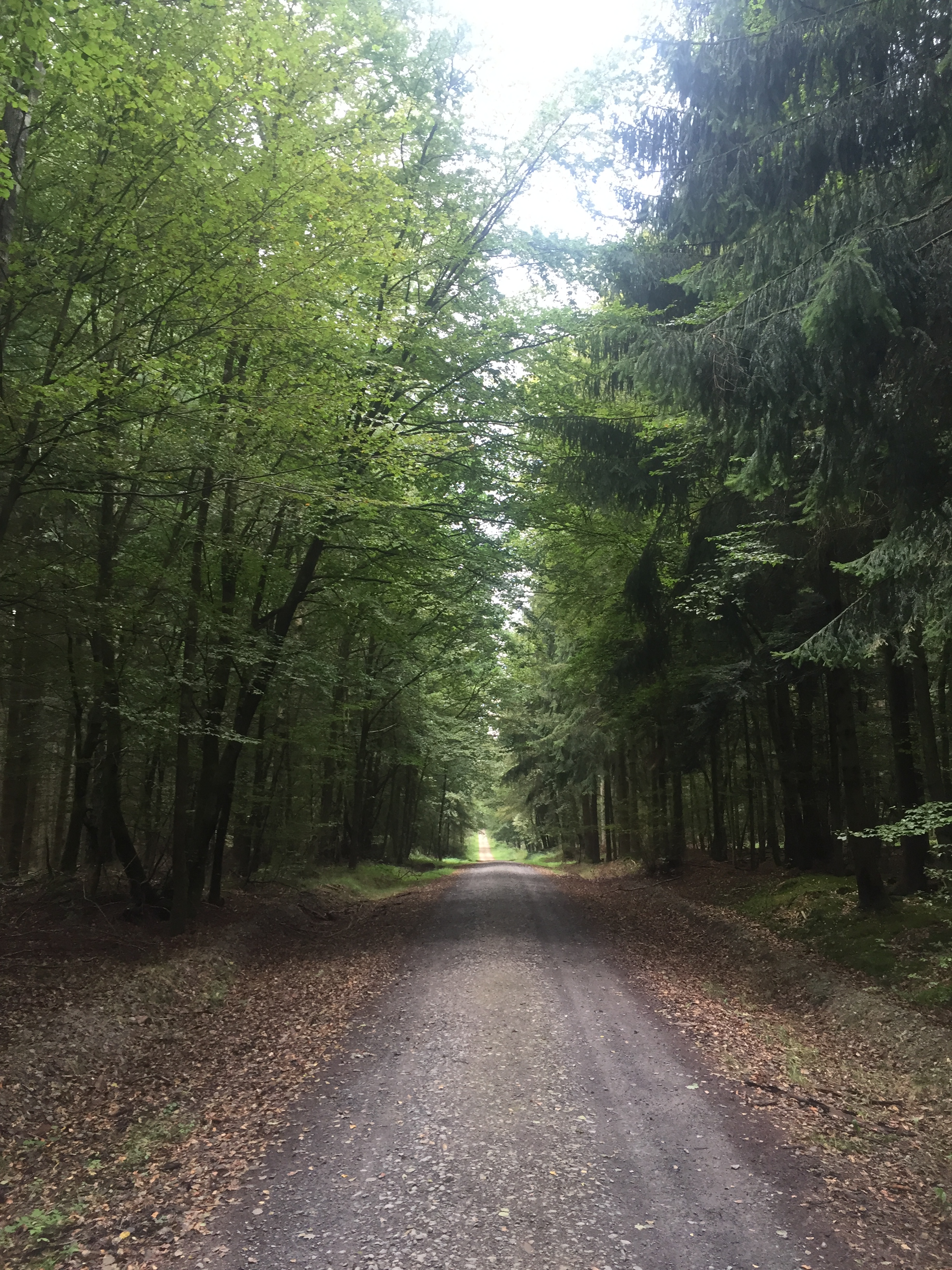
El camino cruzando un bosque.
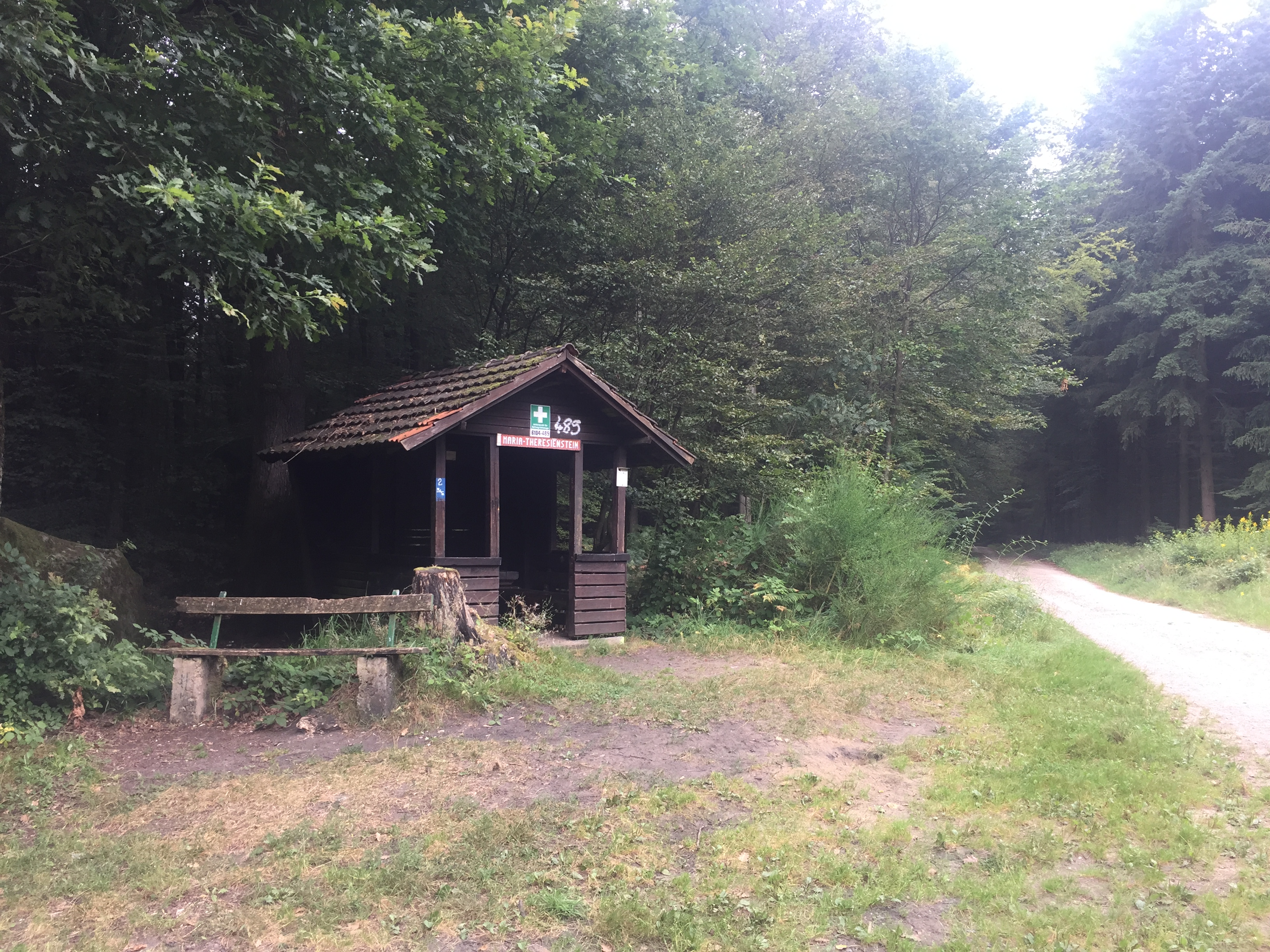
El refugio Maria-Theresienstein.
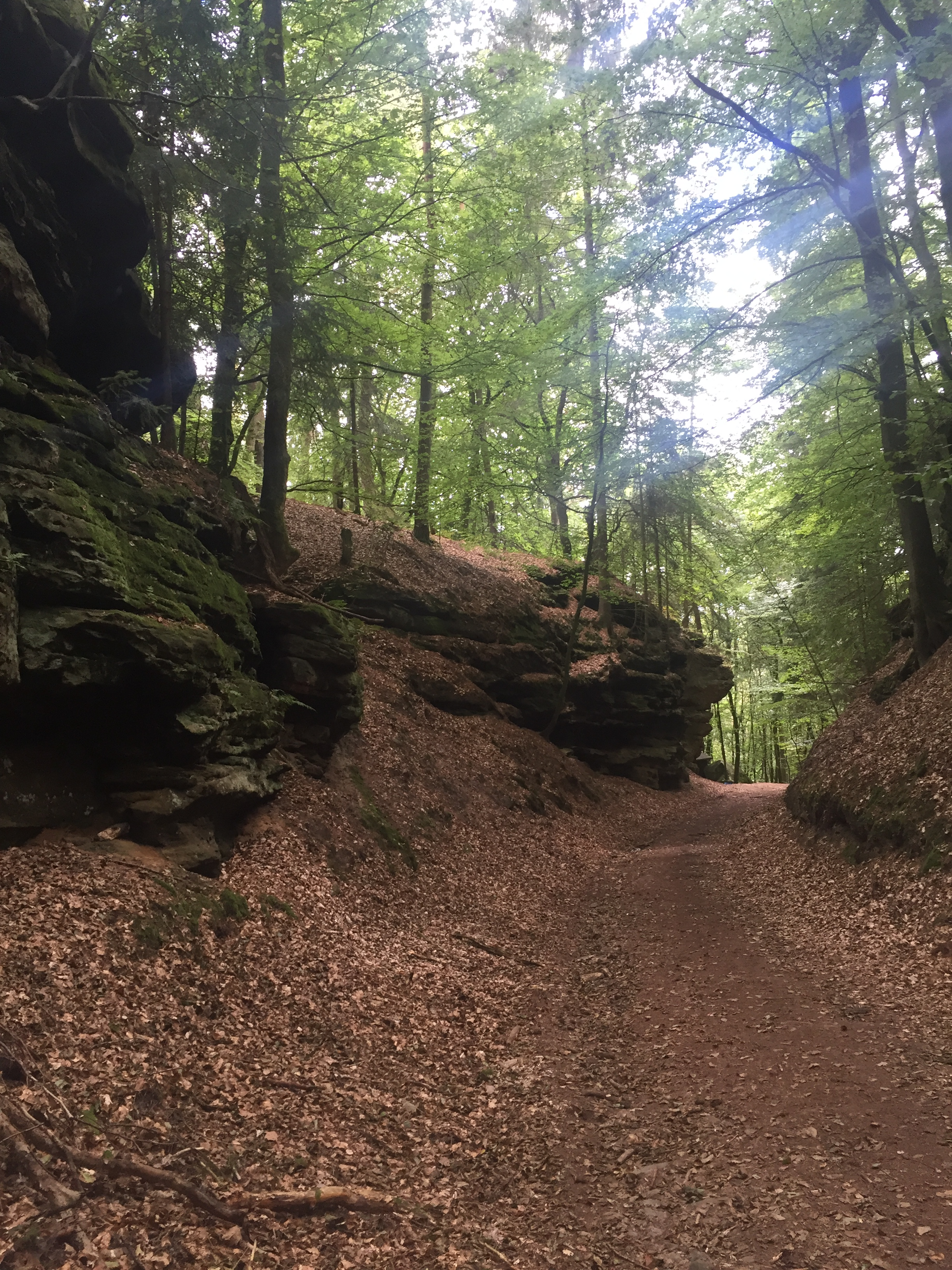
El camino junto a formaciones rocosas de arenisca.
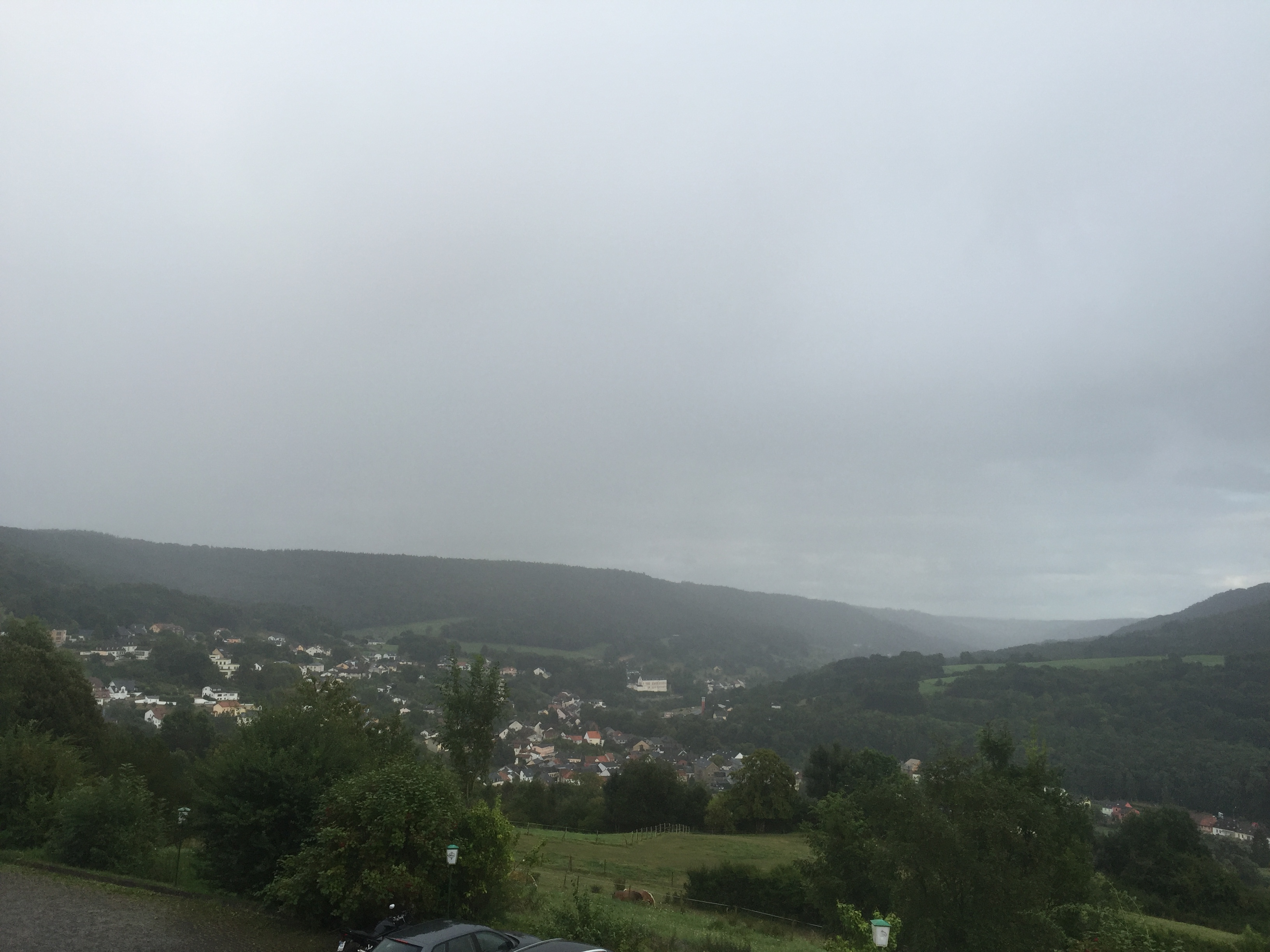
Panorama de Bollendorf.
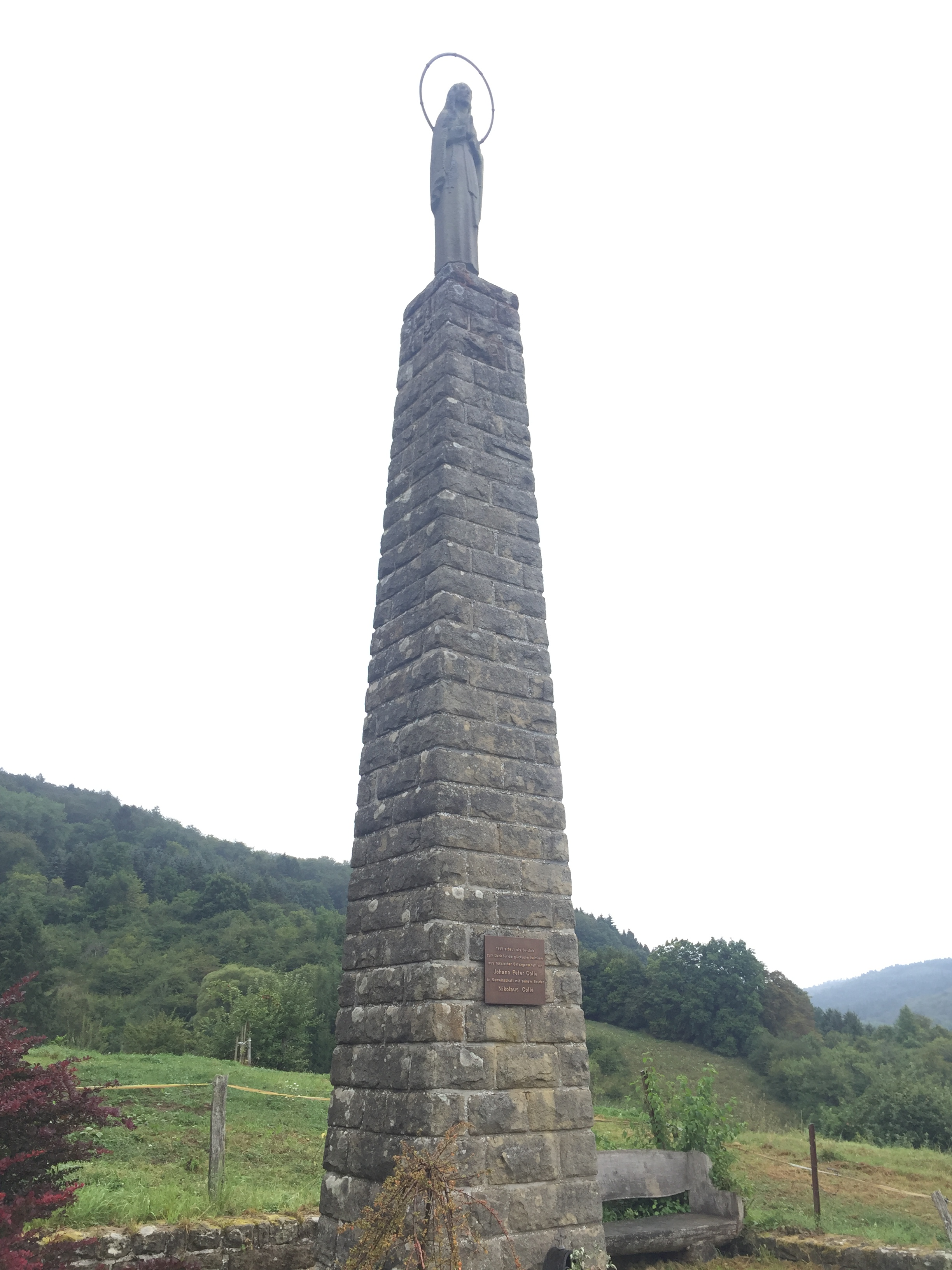
Mariensäule (columna de María) erigida junto a Bollendorf en 1955 por dos hermanos para agradecer su retorno del cautiverio en Rusia.

#### Bollendorf – Echternacherbrück
| 9ª Etapa del Camino de Matías           |            |             |                    |
| País:                                   | Alemania   | Región:     | Renania-Palatinado |
| Inicio:                                 | Bollendorf | Final:      | Echternacherbrück  |
| Longitud:                               | 12,7 km    | Dificultad: | Media              |
| Subida:                                 | 444 m      | Bajada:     | 411 m              |
| Aquisgrán ca. 182 km ca. 44 km Tréveris |            |             |                    |
| Mapa de la etapa                        |            |             |                    |
|                                         |            |             |                    |

La ruta abandona Bollendorf ascendiendo en dirección norte y pasa junto a los restos de una villa romana.  Al poco, tras abandonar la población, se interna en el bosque por un camino que pasa junto a una pequeña balsa de agua. Continúa ascendiendo hasta llegar a una meseta —igualmente boscosa— llamada Ferschweiler Plateau. Gira hacia el sur y tras atravesarla desciende hacia la pequeña aldea de Weilerbach. En su trayecto pasa junto al Dianadenkmal, los restos de una columna de arenisca erigida en tiempos romanos en honor a esta diosa.

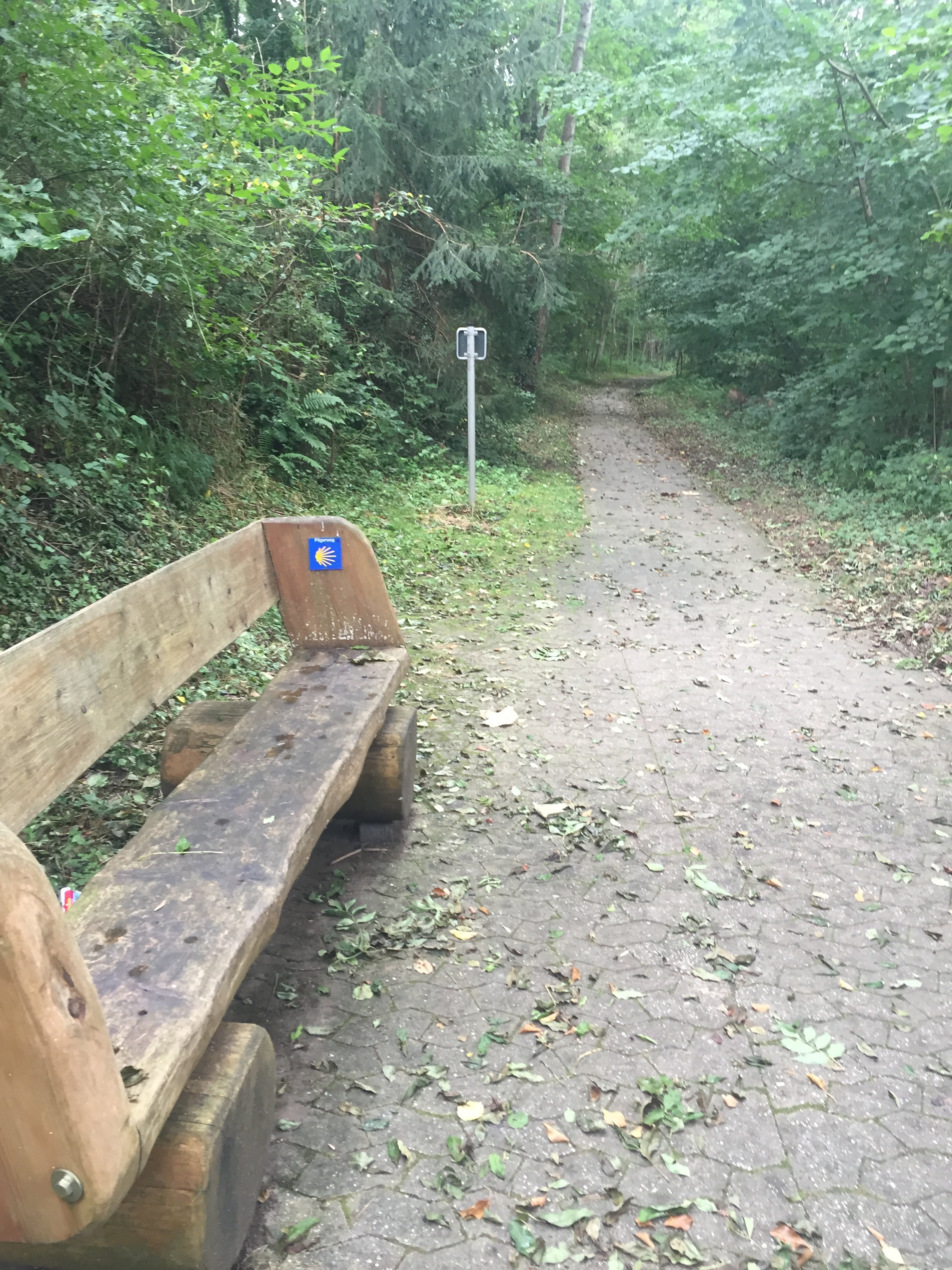
Banco con la insignia jacobea a la salida de Bollendorf. El camino de Matías se cruza en varios puntos con rutas jacobeas alemanas.

Al poco de cruzar la aldea, el camino transita junto al impresionante palacio Schloss Weilerbach construido poco antes de la revolución francesa con un llamativo jardín barroco. Vuelve a ascender de manera pronunciada, discurre por la ladera y desciende suavemente para atravesar el arroyo Gutenbach. Continúa por el mismo terreno boscoso y pasa junto a la Liborius-Kapelle erigida inicialmente en 1860 pero que ha sido destruida dos veces y vuelta a construir. Desde este punto se divisa un paisaje impresionante.
El camino continúa un corto tramo en descenso y llega finalmente a Echternacherbrück, cuya traducción sería «puente de Echternach». Es una pequeña población de 850 habitantes situada junto al puente sobre el río Sûre que permite el acceso a Echternach, ya situada en Luxemburgo. Esta es la población más antigua del principado que cuenta actualmente con 5500 habitantes. Es una bella y pintoresca ciudad que ganó en 2008 un premio de la Unión Europea como destino turístico. Habitada en tiempos romanos, conoció la expansión gracias a la abadía que fundó en este lugar Willibrord de Utrecht. Junto a la iglesia de la abadía, es notable también la dedicada a San Pedro y San Pablo construida en el siglo XII. Igualmente, son excepcionales sus bellas plazas con cafés y restaurantes.
Por otro lado, cada martes después de Pentecostés se celebra desde la Edad Media una procesión religiosa que ha sido catalogada dentro del Patrimonio Cultural Inmaterial de la Humanidad por la Unesco. El origen de esta procesión se vincula con los peregrinos que acudían a la tumba de san Willibrord.

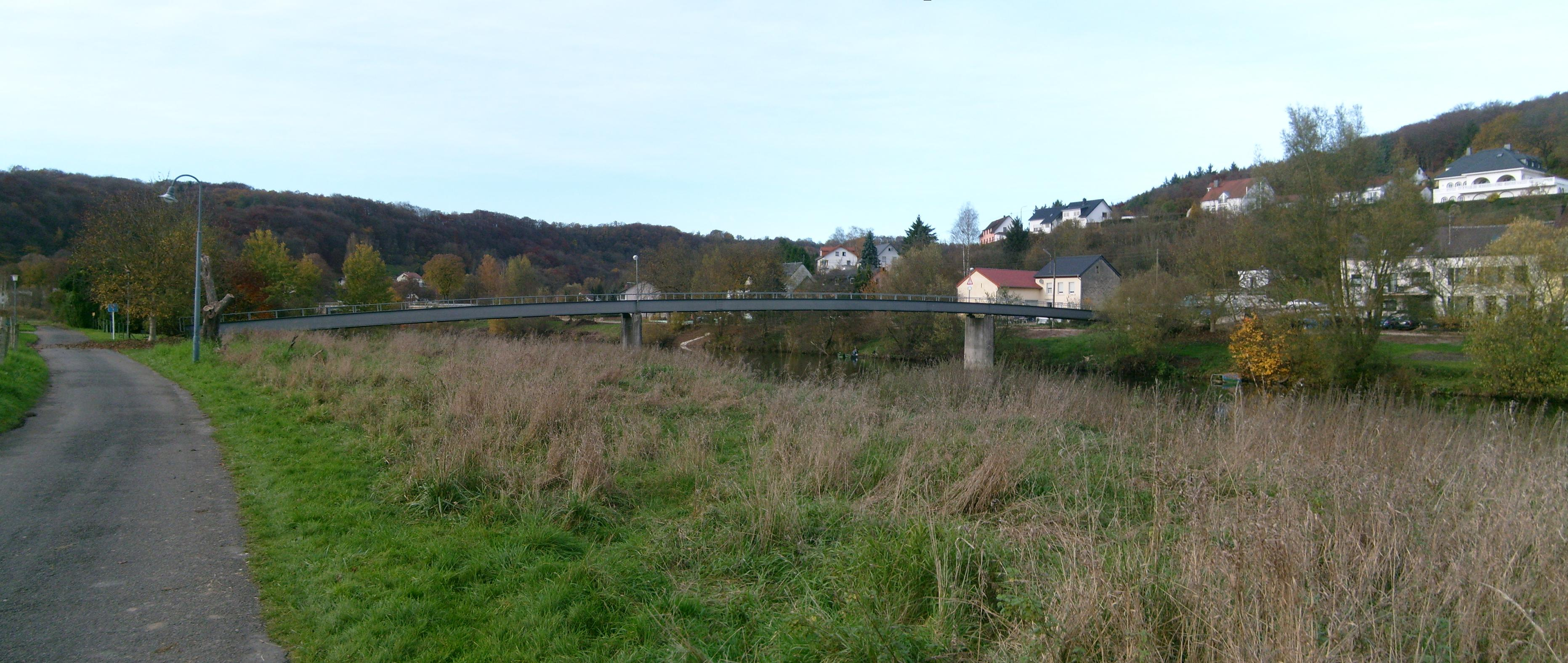
Puente junto a Weilerbach sobre el río Sûre que separa Luxemburgo de Alemania.
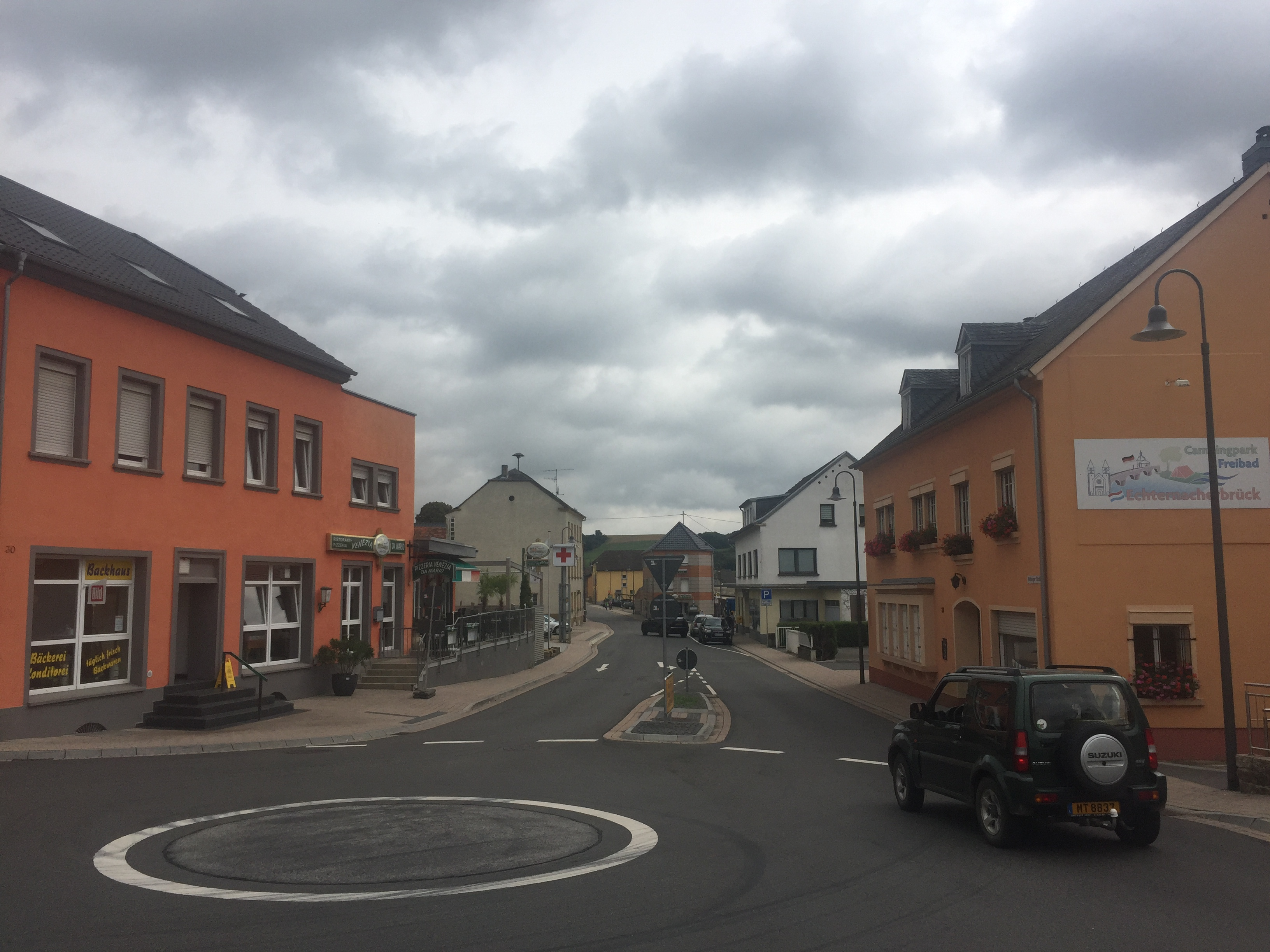
Entrada a Echternacherbrück.
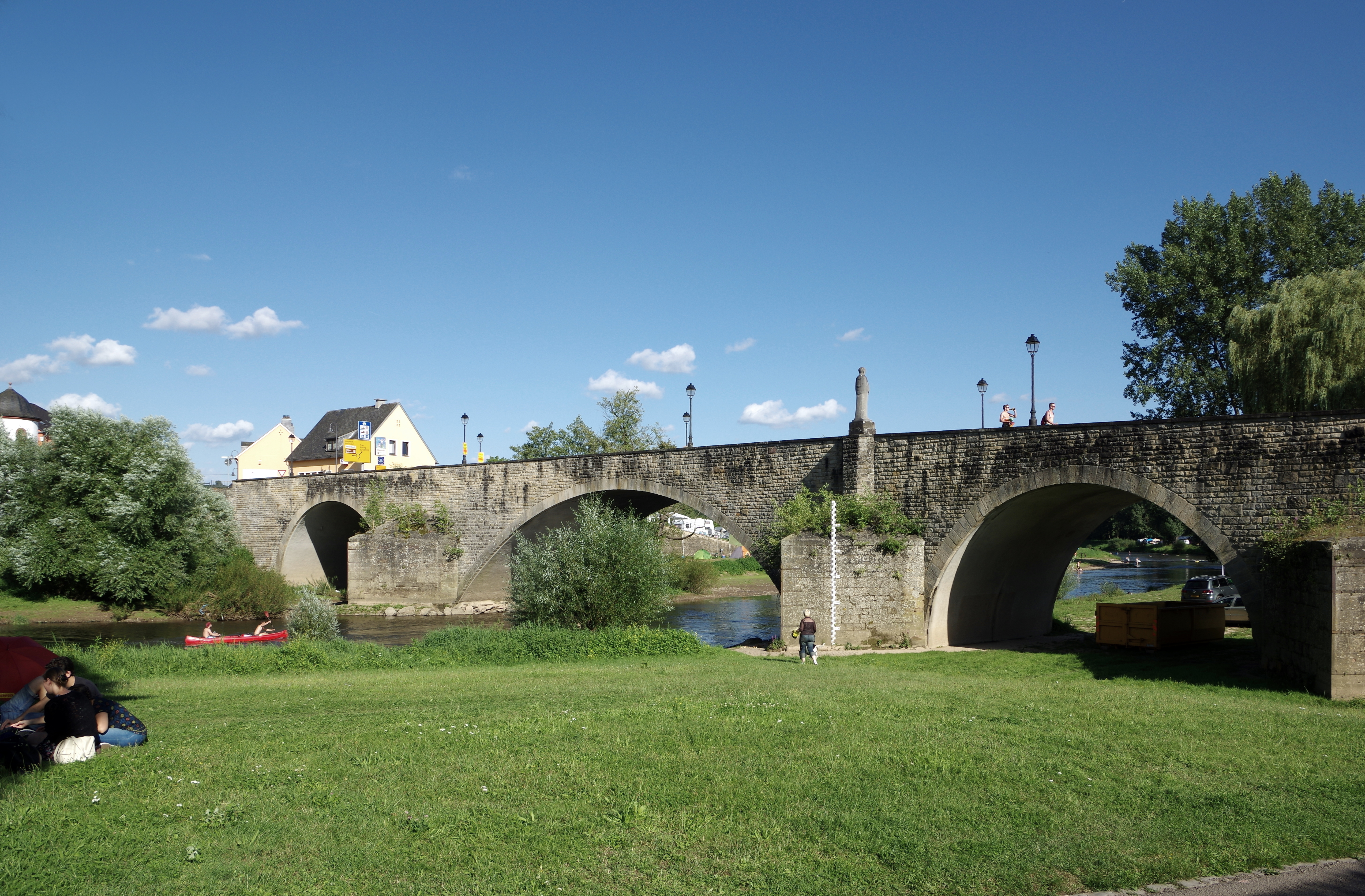
Puente sobre el río Sûre que comunica Echternacherbrück (Alemania) con Echternach (Luxemburgo).
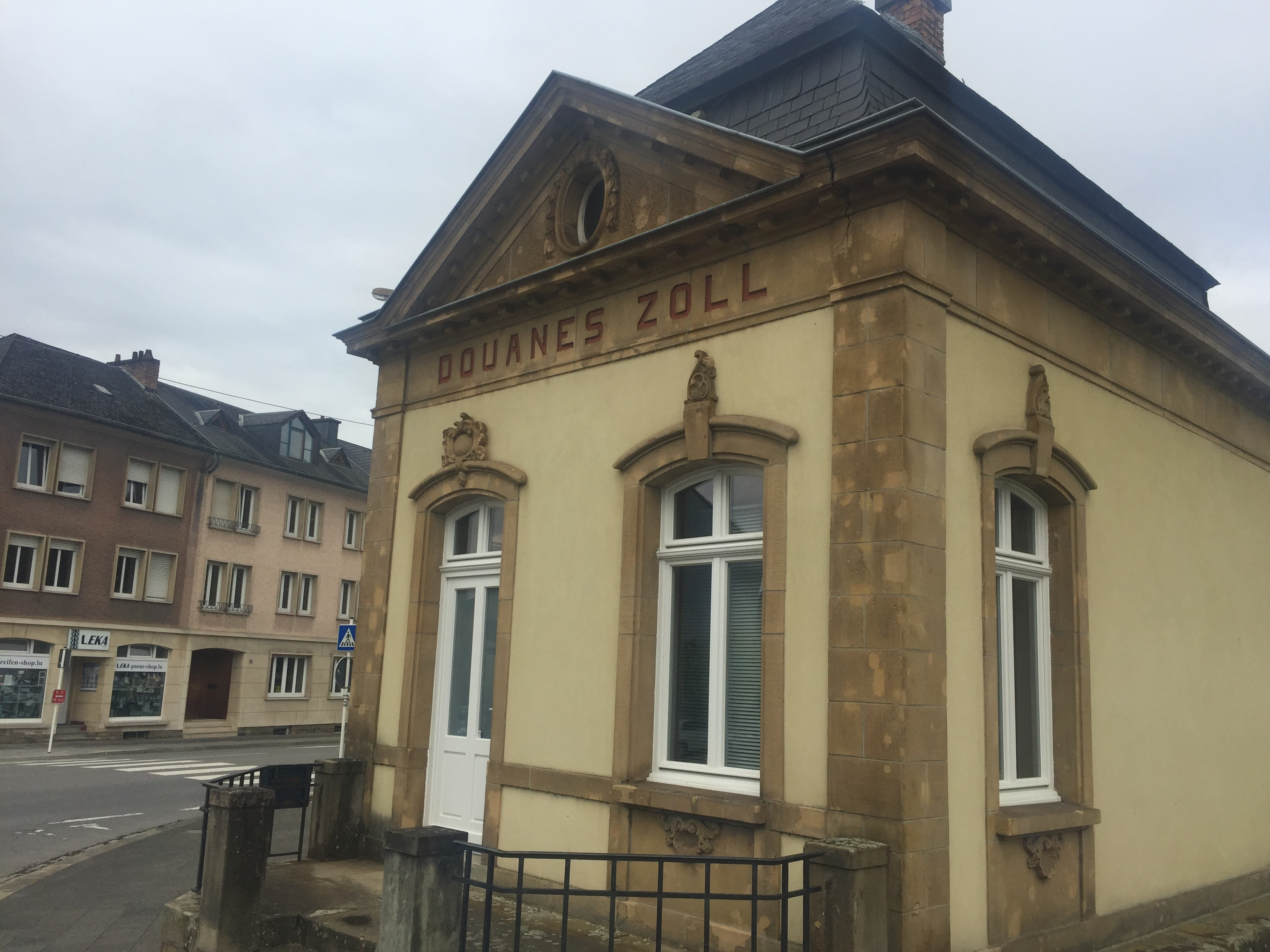
Antigua aduana a la entrada de la luxemburgesa Echternach.
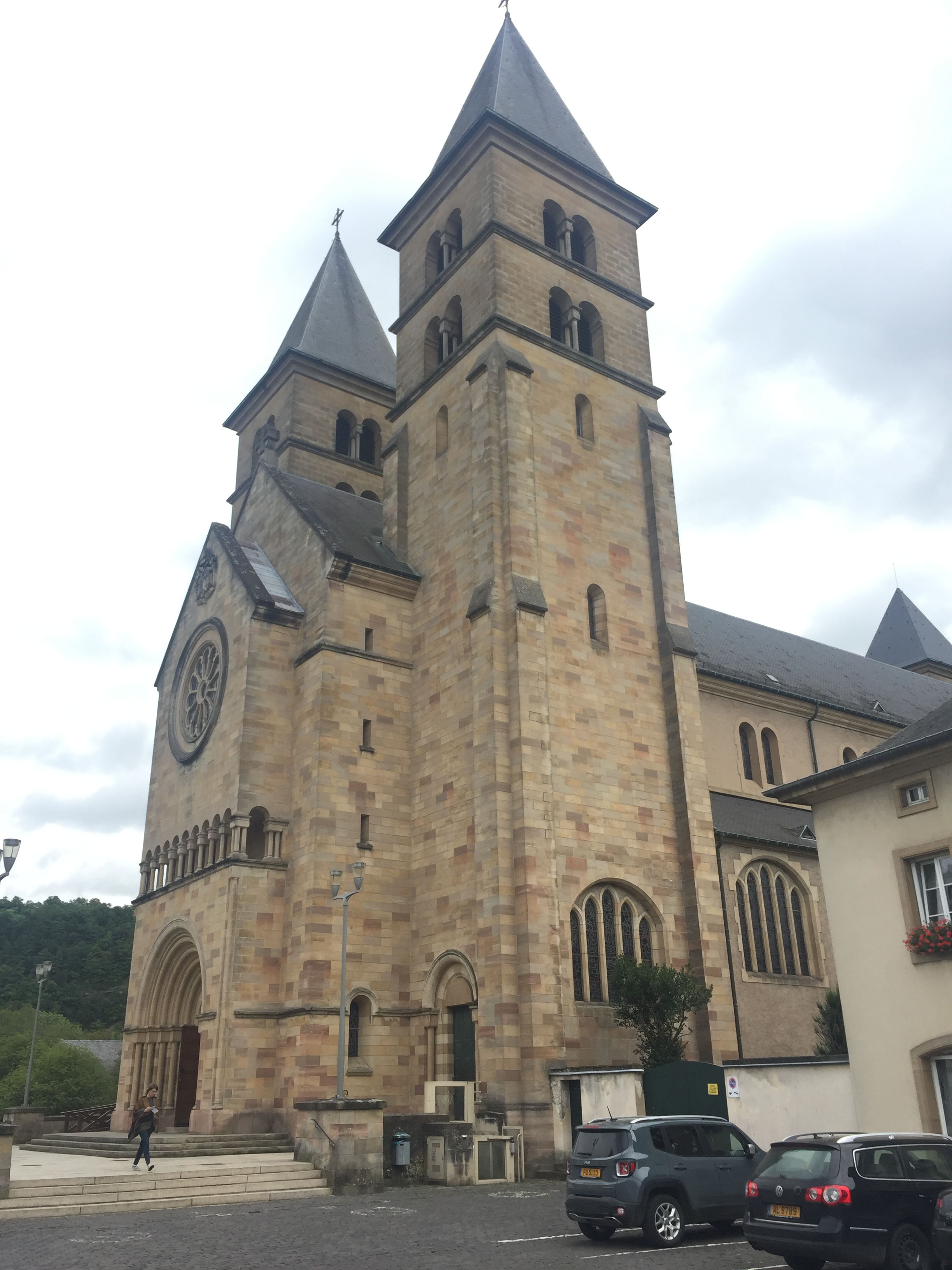
Iglesia de la abadía de San Willibrord en Echternach.
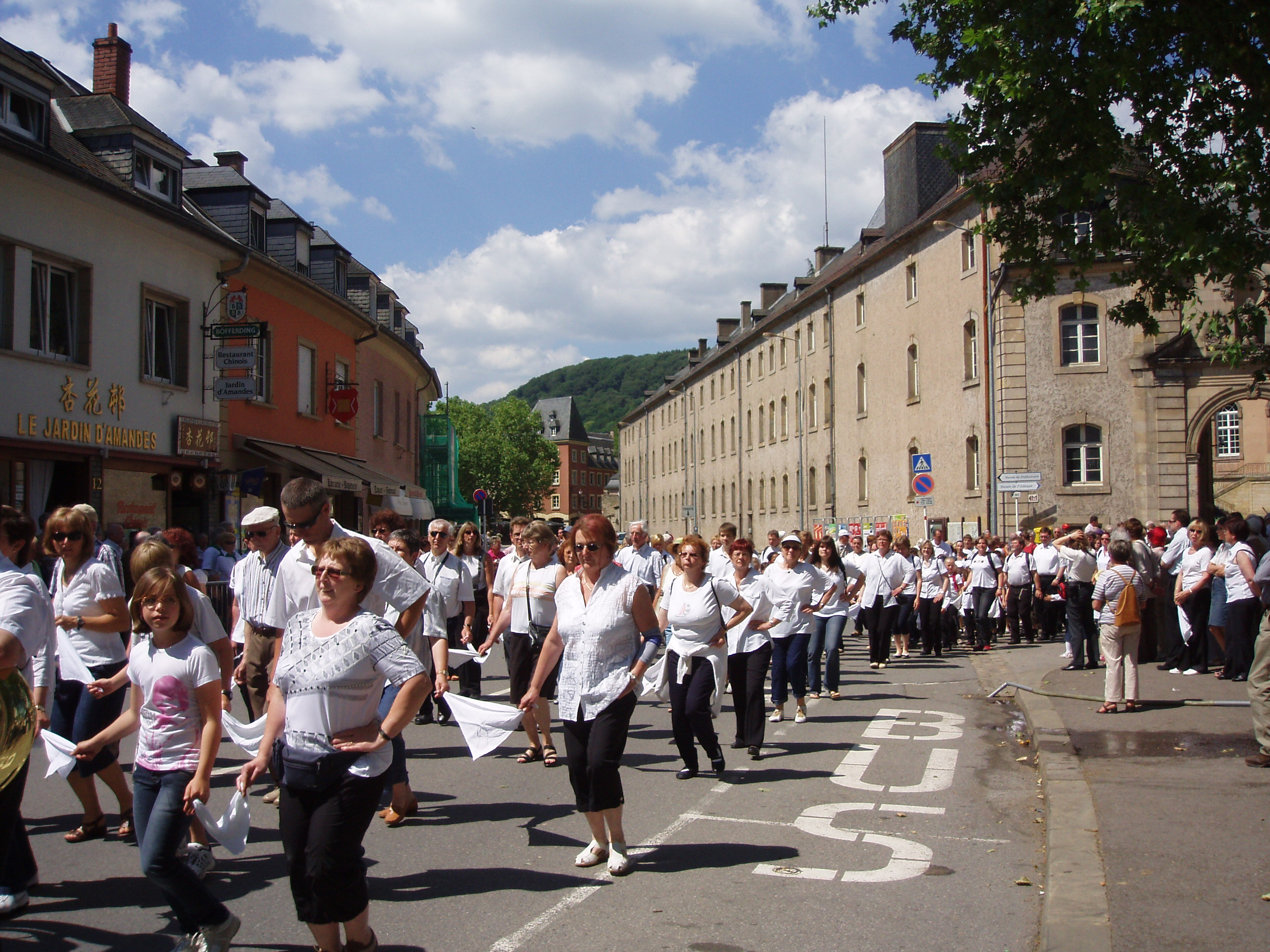
Procesión de primavera en Echternach. Está declarada como Patrimonio Cultural Inmaterial de la Humanidad por la Unesco.

#### Echternacherbrück – Wintersdorf
| 10ª Etapa del Camino de Matías          |                   |             |                    |
| País:                                   | Alemania          | Región:     | Renania-Palatinado |
| Inicio:                                 | Echternacherbrück | Final:      | Wintersdorf        |
| Longitud:                               | 20,2 km           | Dificultad: | Media              |
| Subida:                                 | 529 m             | Bajada:     | 567 m              |
| Aquisgrán ca. 195 km ca. 24 km Tréveris |                   |             |                    |
| Mapa de la etapa                        |                   |             |                    |
|                                         |                   |             |                    |

El itinerario parte de Echternacherbrück hacia el este y tras un suave ascenso, discurre por una ladera boscosa contemplando el río Sûre a su derecha. Desciende y llega a Minden (240 hab.) que, a pesar de su tamaño, cuenta con una pensión donde dormir. La aldea es conocida por su pequeña iglesia dedicada a san Silvestre construida en el siglo XIII, que conserva su construcción original y que ha sido restaurada en 2007. Esta localidad, donde el río Prüm desemboca en el Sûre, tiene un reconocimiento estatal como Erholungsort (lugar de descanso) debido a sus características. Por otro lado, es un punto habitual de reunión de varias hermandades de Matías en su peregrinación a la tumba del apóstol.

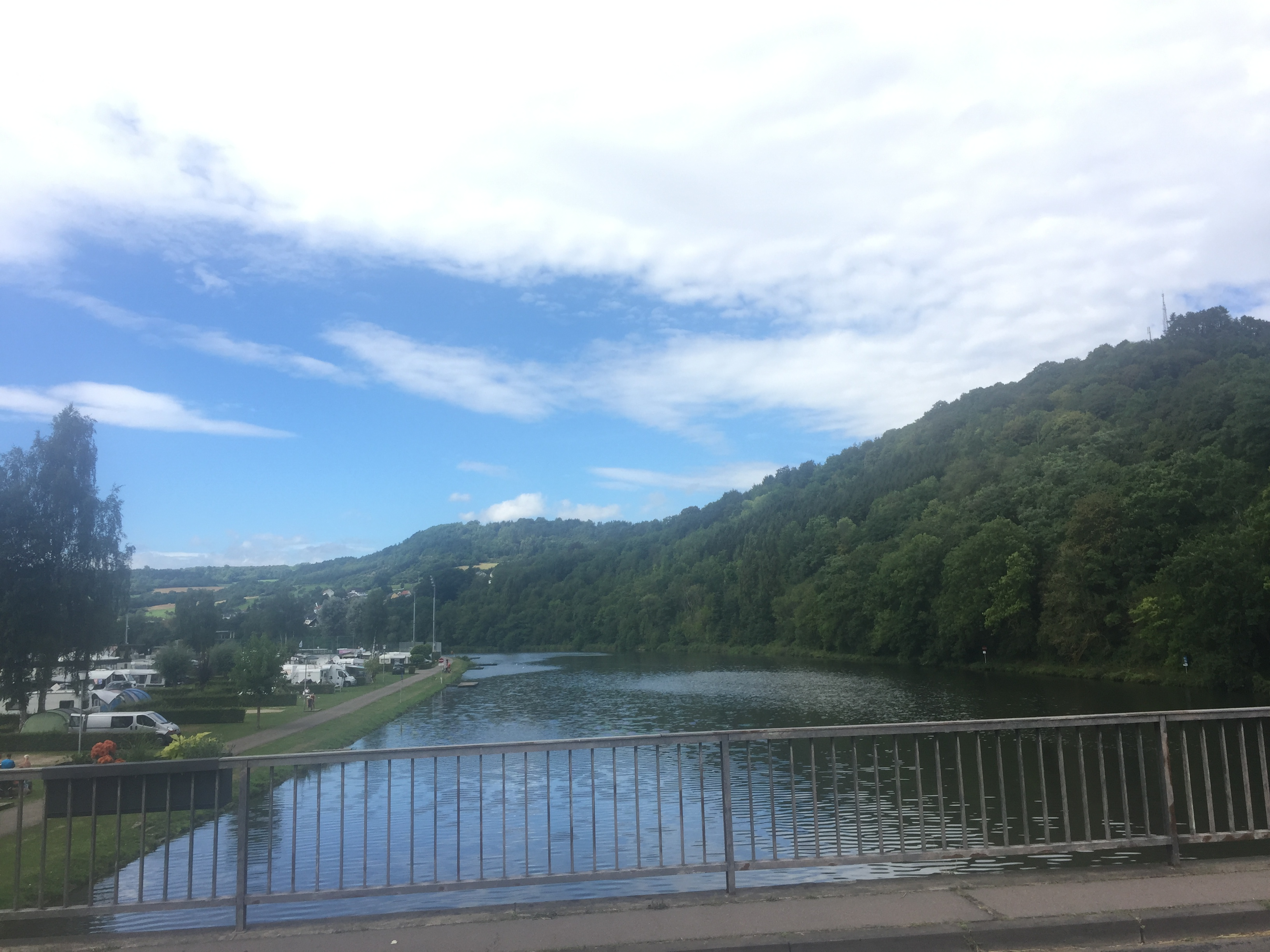
El Sûre junto a Ralingen. El camino transita durante un buen número de kilómetros cerca de este río que hace de frontera entre Luxemburgo y Alemania.

La ruta continúa por la ladera boscosa y conecta con un camino asfaltado que la lleva por terrenos de cultivo mientras deja a la derecha las poblaciones de Edingen (300 hab.) y Godendorf (360 hab.). Llega a un lugar de descanso llamado Railinger Umsetzer, desde donde se disfruta de una magnífica vista sobre río Sûre y Luxemburgo. Cruza el arroyo Kundeltssbach y posteriormente el Thuresbach. A continuación se vuelve a internar en el bosque a través del que prosigue por una ladera para descender y cruzar el arroyo Mühlenbach. Vuelve a ascender y seguir por el mismo tipo de terreno para acercarse al arroyo Olker Bach, el cual no puede atravesar debido al deteriorado estado del puente. Por ese motivo, tiene que dar un largo rodeo para llegar a Olk (420 hab.), cruzarlo allí y volver al otro lado del puente.
El itinerario continúa por ladera boscosa subiendo y bajando hasta alcanzar unas casas de vacaciones. Prosigue por terreno de cultivo y llega finalmente a Wintersdorf. Esta es una pequeña y bella aldea de 450 habitantes. Sus calles se sitúan en terrazas mirando al río Sûre y en la localidad existen dos pensiones, así como algún restaurante. Es notable su iglesia con elementos (el campanario) construidos en el siglo XI. Al igual que en varias poblaciones anteriores, está dedicada a Santiago el Mayor, lo que hace recordar que se está en una zona de rutas jacobeas. En el exterior se encuentra una fuente con la figura del apóstol, que da salida al agua de un antiguo manantial que los habitantes celtas de la zona consideraban sagrado. El agua es potable y el caminante puede aprovisionarse de ella.

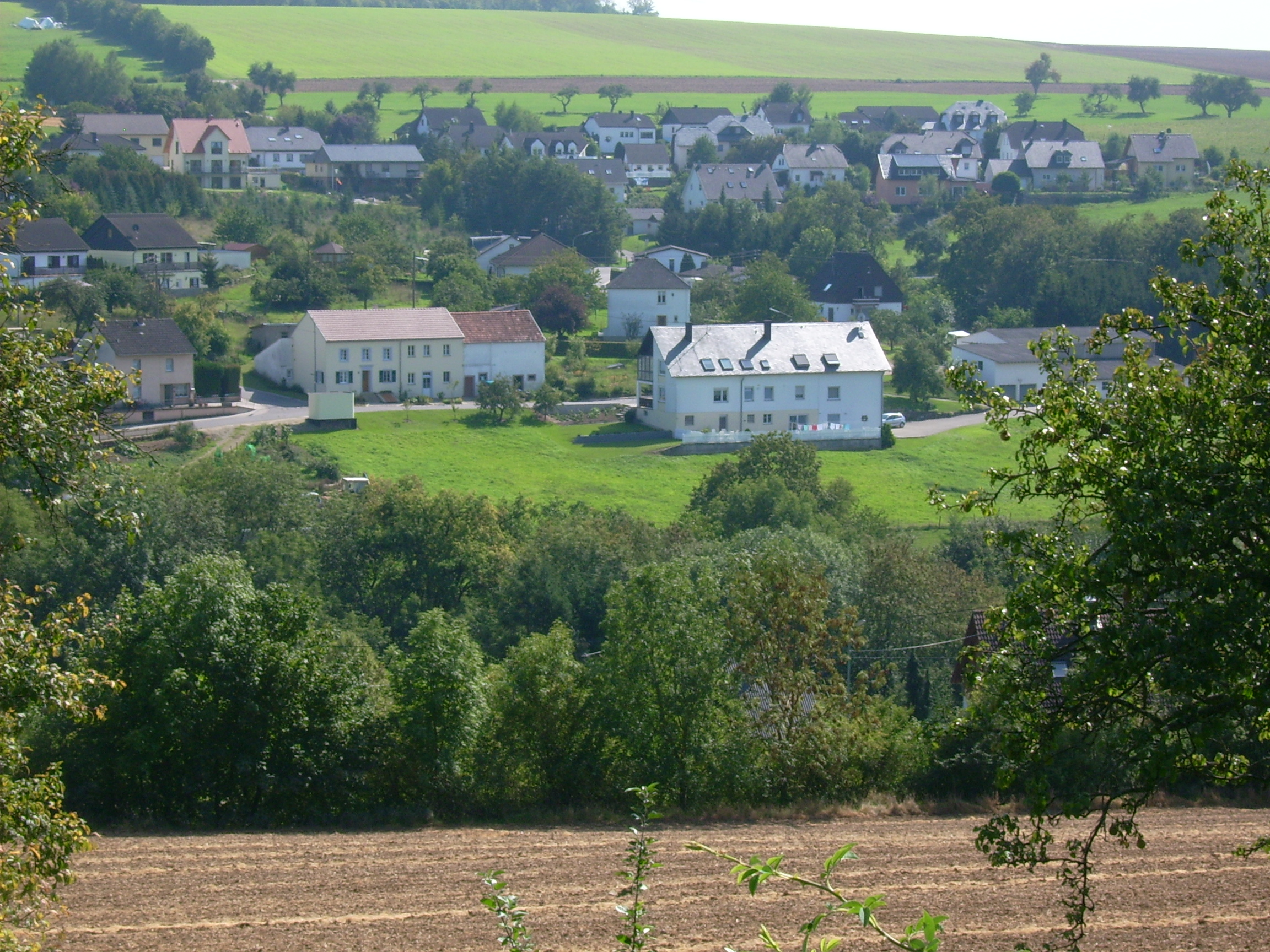
Panorama de Olk.
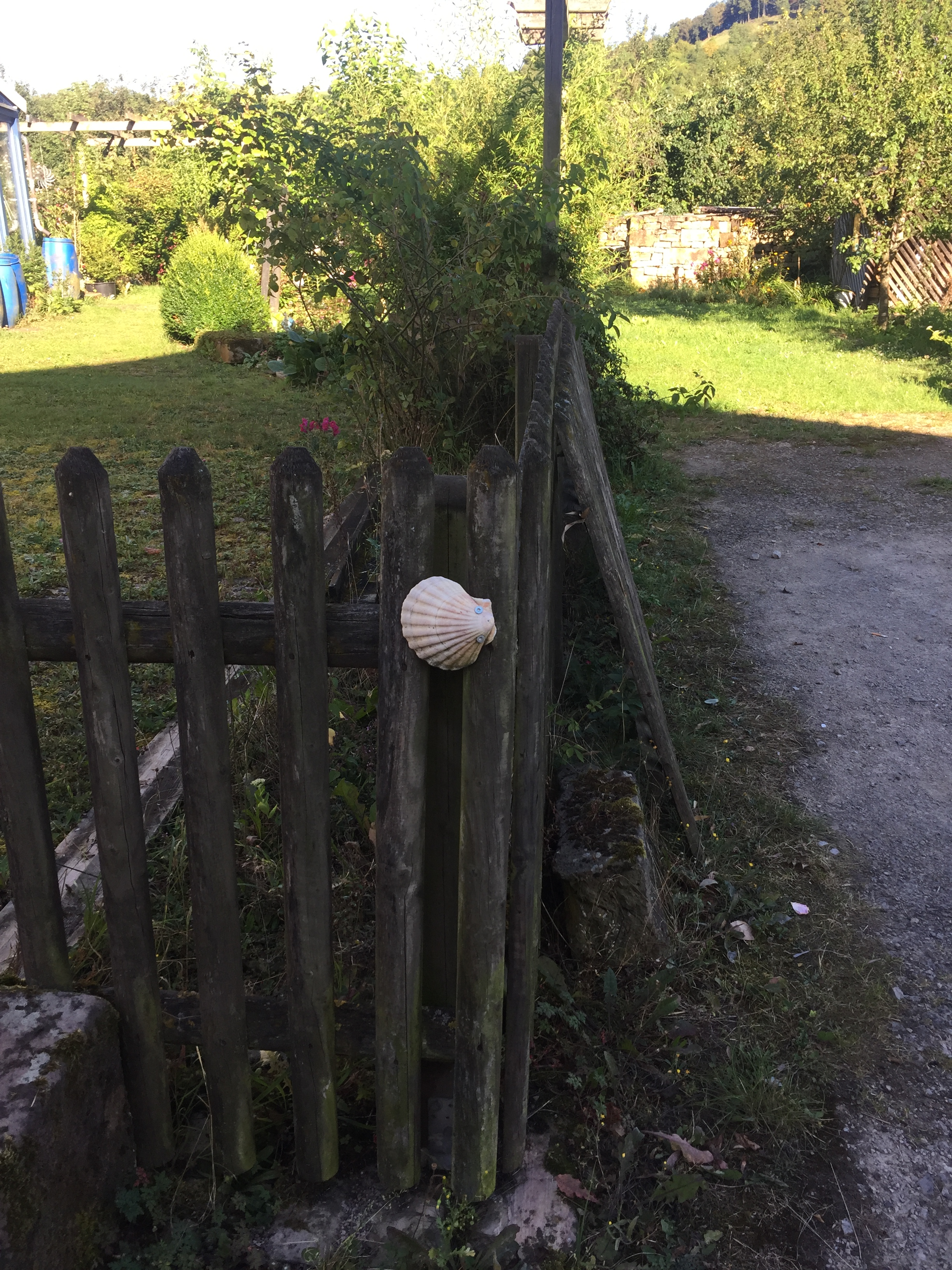
Una concha jacobea en la puerta de una casa junto al camino.
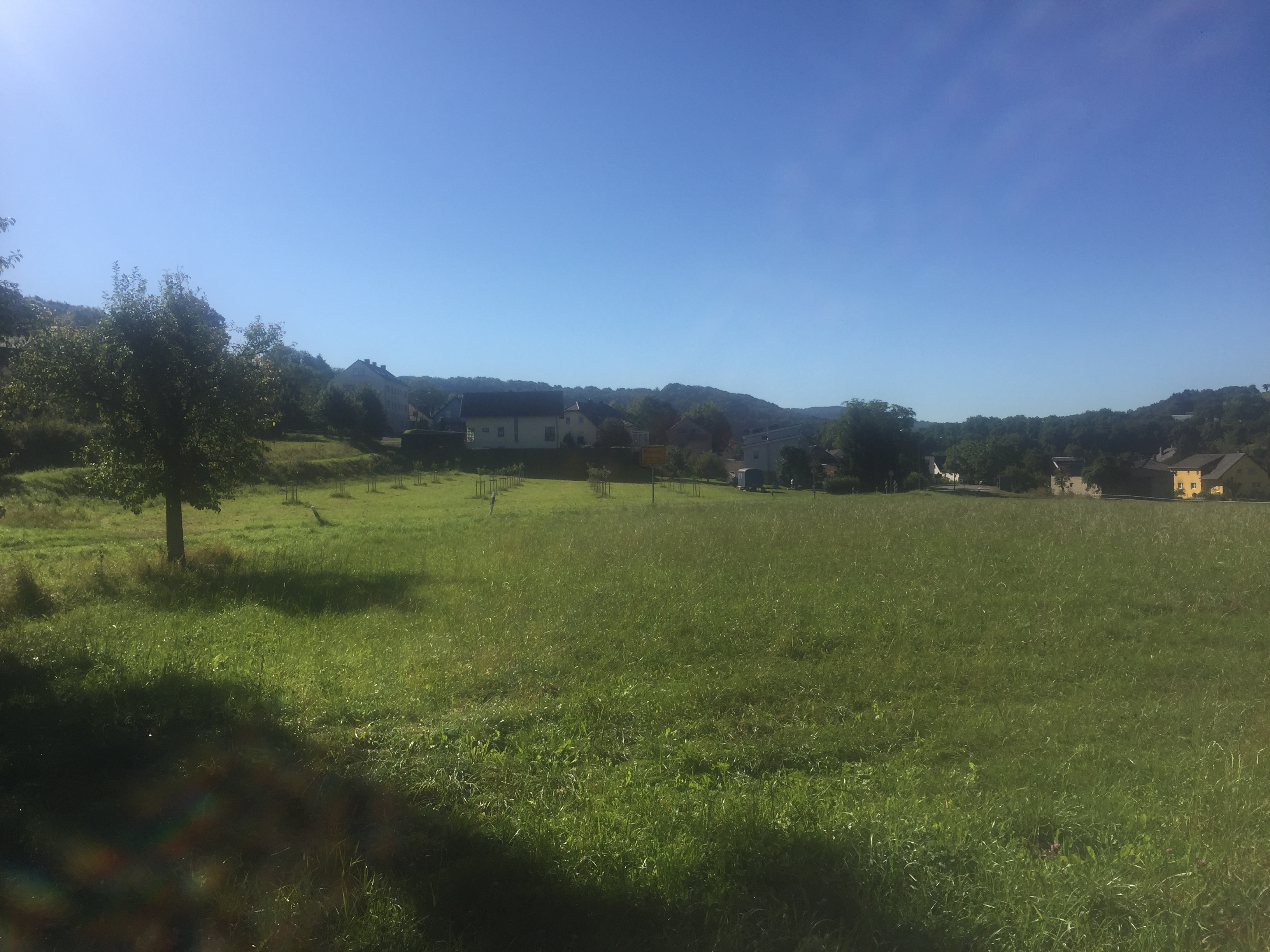
Paisaje desde el camino cerca de Ralingen.
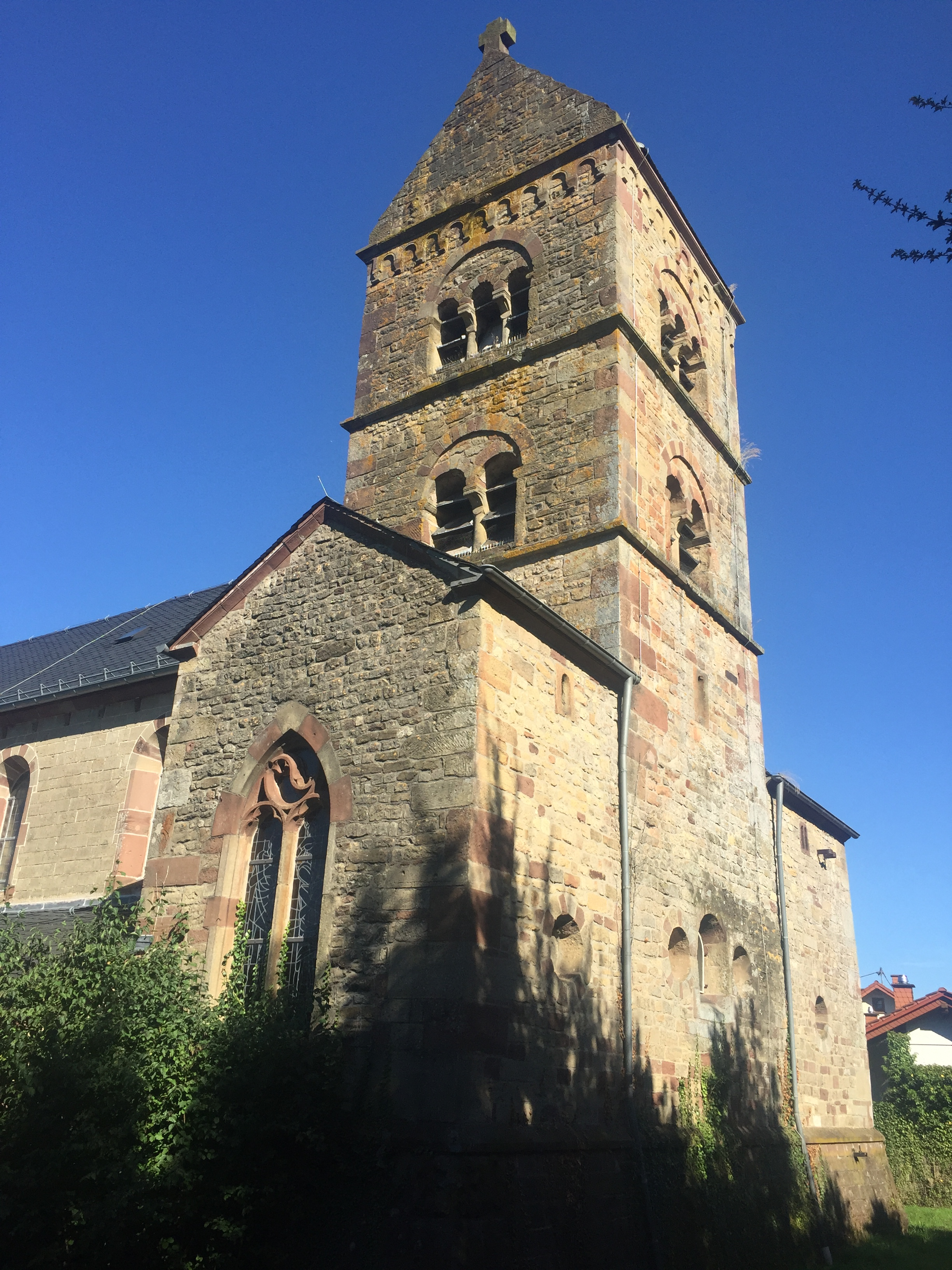
Iglesia de Santiago el Mayor en Ralingen.
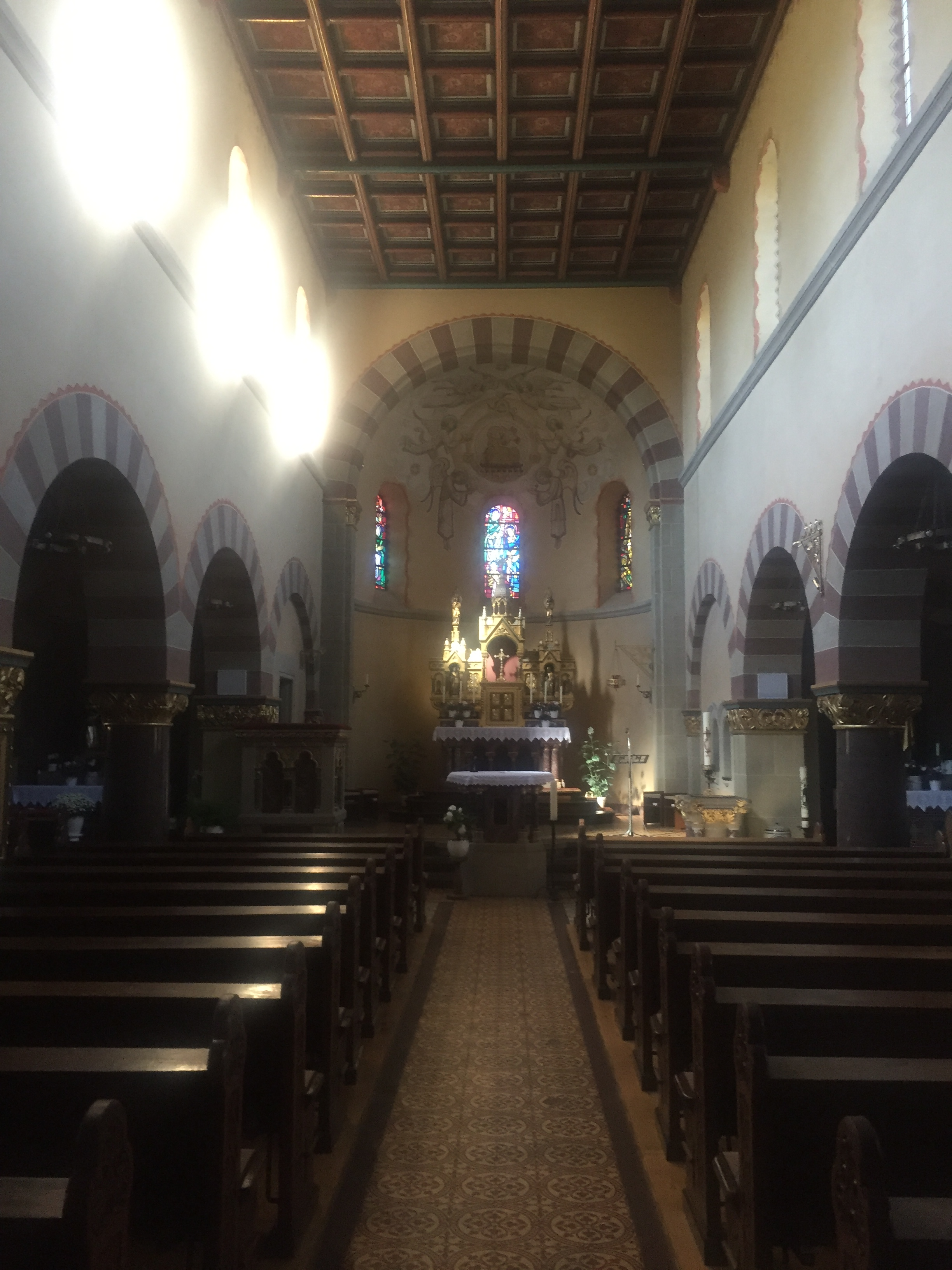
Interior de la iglesia de Santiago el Mayor en Ralingen.
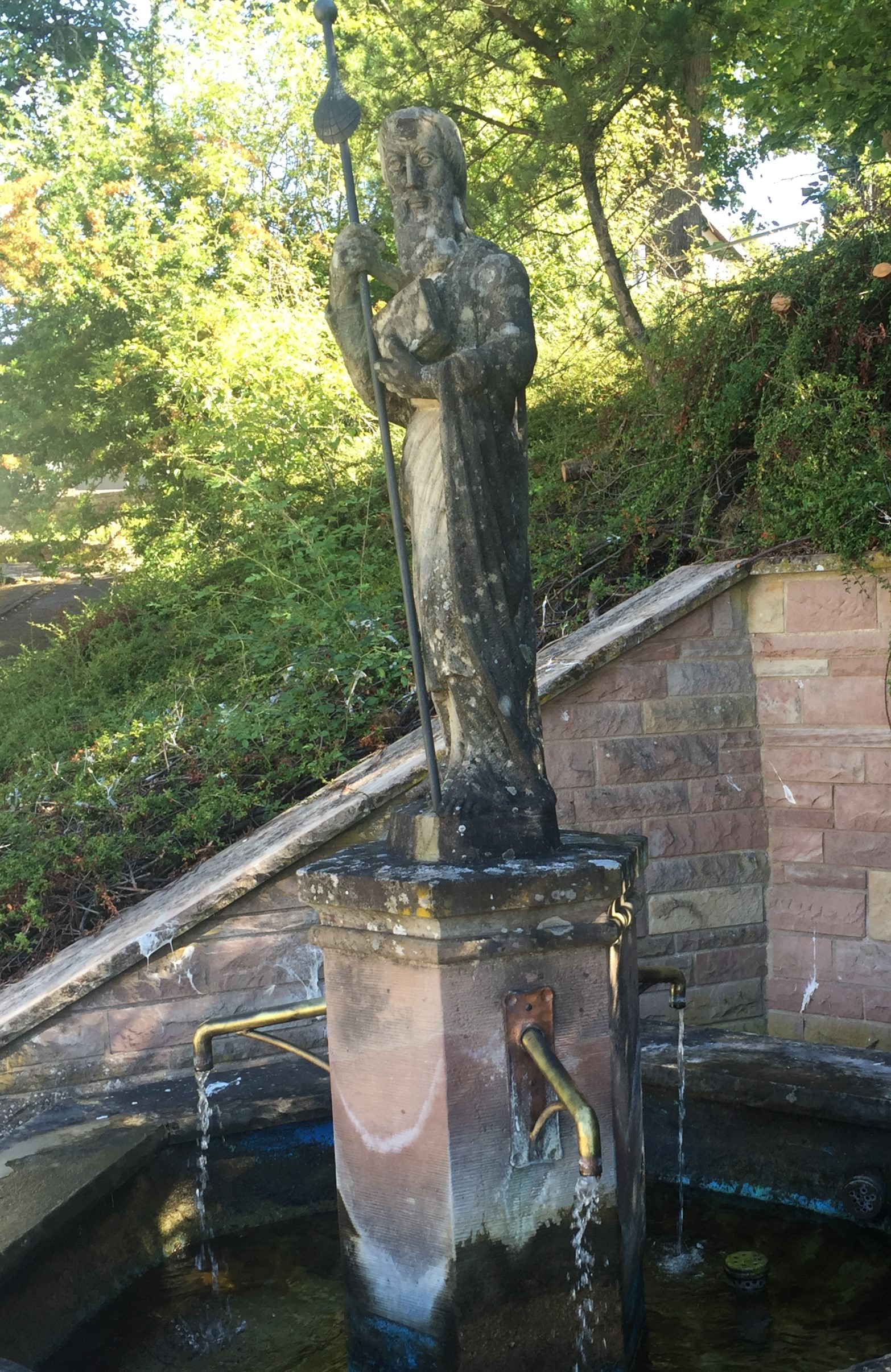
Fuente jacobea en Ralingen.

#### Wintersdorf – Tréveris
| 11ª Etapa del Camino de Matías     |             |             |                    |
| País:                              | Alemania    | Región:     | Renania-Palatinado |
| Inicio:                            | Wintersdorf | Final:      | Tréveris           |
| Longitud:                          | 23,8 km     | Dificultad: | Alta               |
| Subida:                            | 529 m       | Bajada:     | 563 m              |
| Aquisgrán ca. 215 km 0 km Tréveris |             |             |                    |
| Mapa de la etapa                   |             |             |                    |
|                                    |             |             |                    |

El itinerario abandona Wintersdorf por una senda ciclista que transita a la orilla del río Sûre en un entorno bucólico. Tras cruzar el arroyo Zinziger Bach, gira a la izquierda para abandonar el valle del río Sûre. Asciende de manera pronunciada por un bosque, desciende y se adentra en el valle del arroyo Marienbach. Cruza unos campos de cultivo y llega a Trierweiler. Esta es una población de 3800 habitantes, donde destaca su elevada iglesia construida en 1894 y dedicada a san Dionisio.

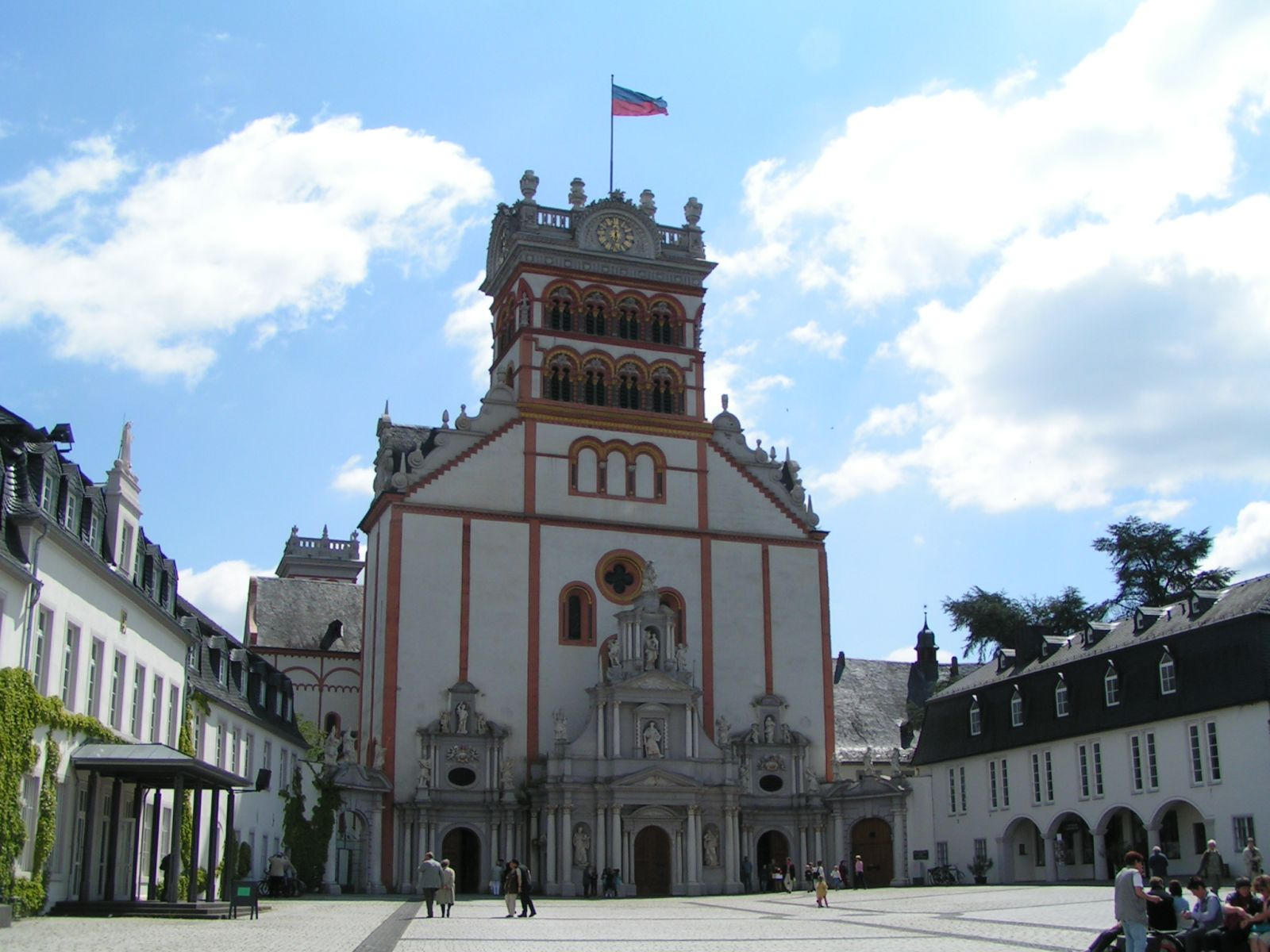
La abadía de San Matías, punto final del camino. Alberga los restos de Matías el Apóstol.

Continúa por cultivos entre los que cruza la autopista A64 y posteriormente asciende para internarse en las colinas boscosas situadas al oeste de Tréveris. Cuando comienza a descender en dirección a la ciudad, encuentra las casas de Markusberg, donde ya se contemplan unas impresionantes vistas a Tréveris y el Mosela. Poco más de quince minutos después se llega a la impresionante Mariensäule donde la panorámica es aún mejor. Esta es una columna de 40 metros de altura con una figura de 7 m de la virgen María. Fue erigida en 1866 tras la proclamación por el Papa Pío IX del dogma de la Inmaculada Concepción.
Desde el punto anterior el camino desciende para llegar a la carretera B51 o Bitburger Strasse, muy transitada y que hay que cruzar para acceder al puente Kaiser-Wilhem por el que se accede a la parte principal de la ciudad. Si no se desea continuar hasta la tumba del apóstol, este es el lugar en el que la ruta finaliza.

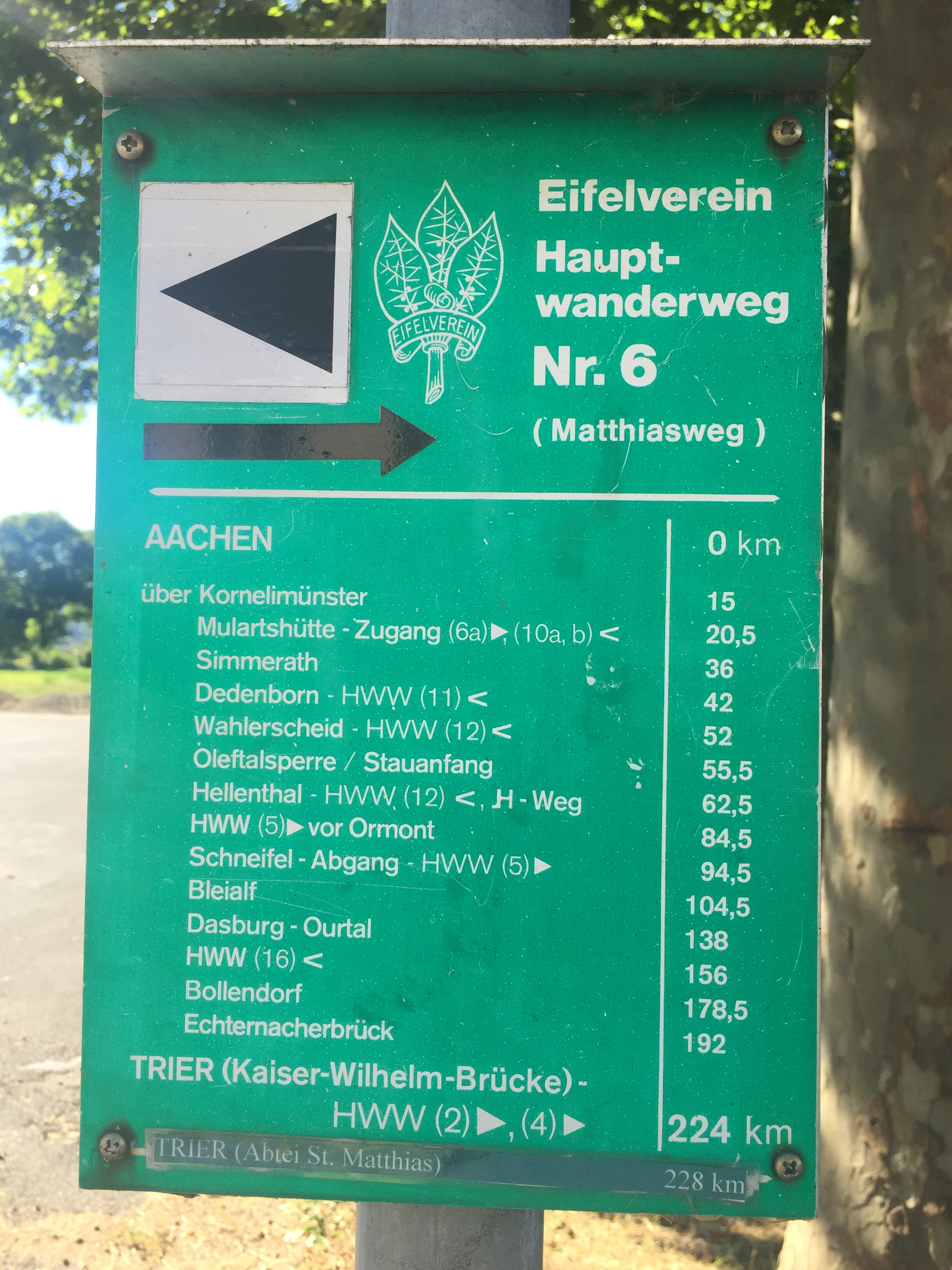
Cartel final del camino de Matías junto a la abadía.

En el caso de que se quiera continuar hasta la basílica, se toma la Merianstrasse que conecta con el bulevar Nordalle donde se encuentra la famosa Porta Nigra. A partir de este emblemático monumento se entra en el casco antiguo por la Simeonstrasse y se llega en poco tiempo a la plaza Hauptmarkt, cerca de la que se encuentra la catedral. Desde la plaza se sigue hacia el sur de manera recta por una calle que va cambiando de nombre y que tras dos kilómetros llega a la abadía benedictina de St. Matthias. En el exterior del edificio se encuentra la señal de la Eifelverein que marca el final del camino y la distancia recorrida desde Aquisgrán: 228 km (aunque según otras fuentes, realmente son 239 km). 
La tumba de Matías se sitúa bien visible frente al altar mayor con una escultura yacente del apóstol. Junto a ella se encuentran unas escaleras que permiten descender a la cripta y contemplar el sarcófago de piedra. En las columnas laterales del altar se exhiben un buen número de insignias de varias hermandades de Matías.

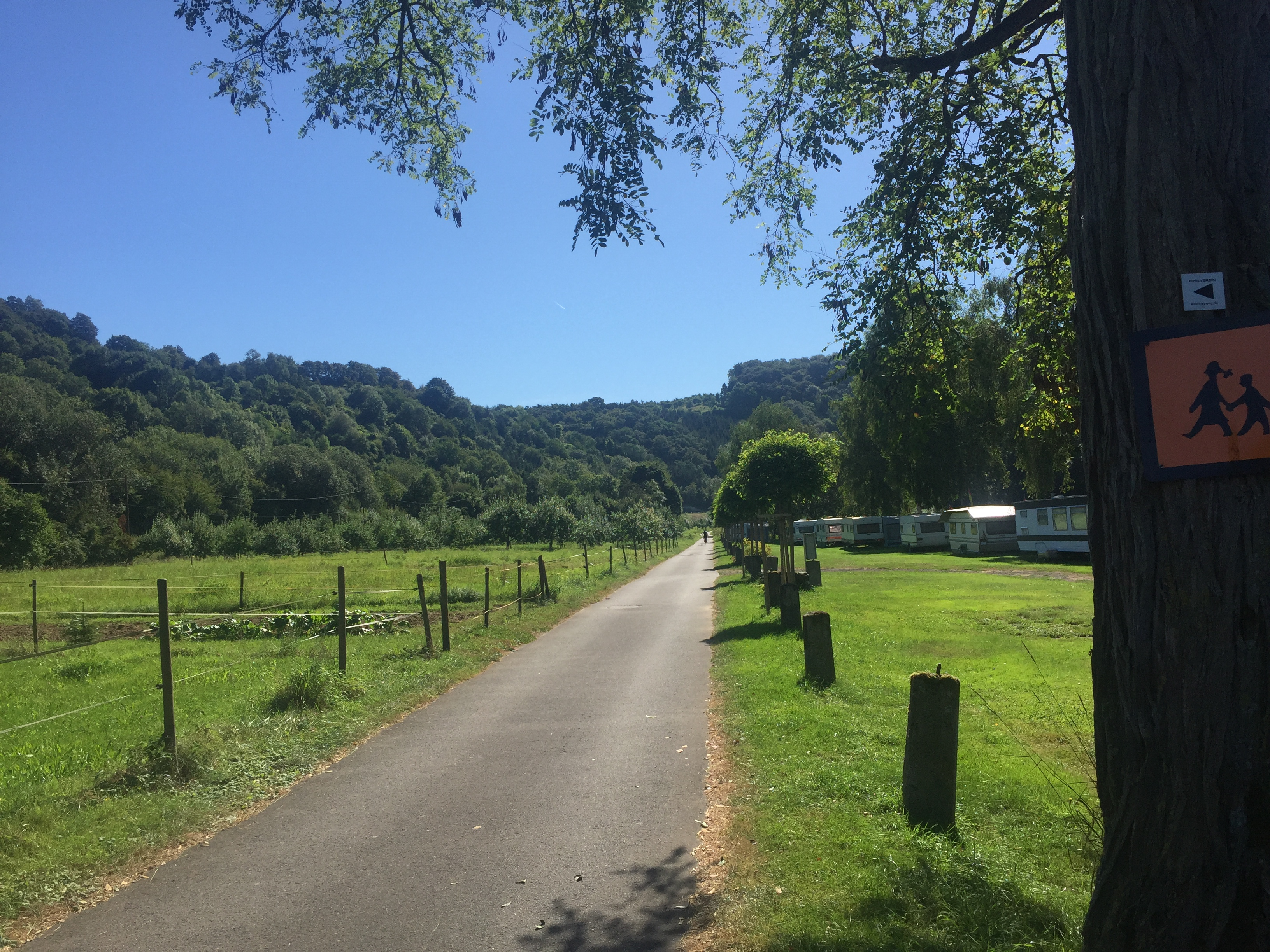
El camino entre Wintersdorf y Trierweiler.
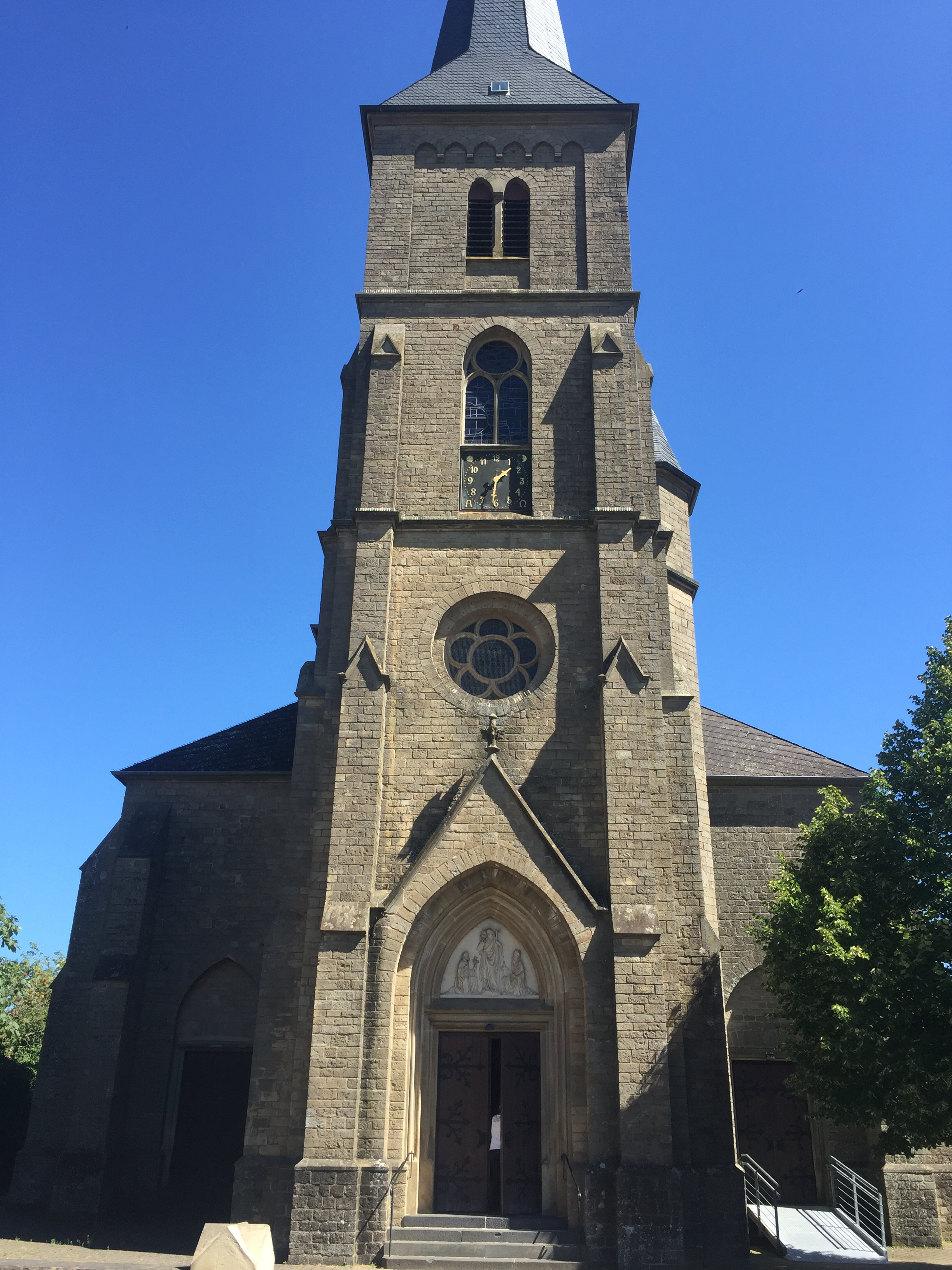
Iglesia en Trierweiler.
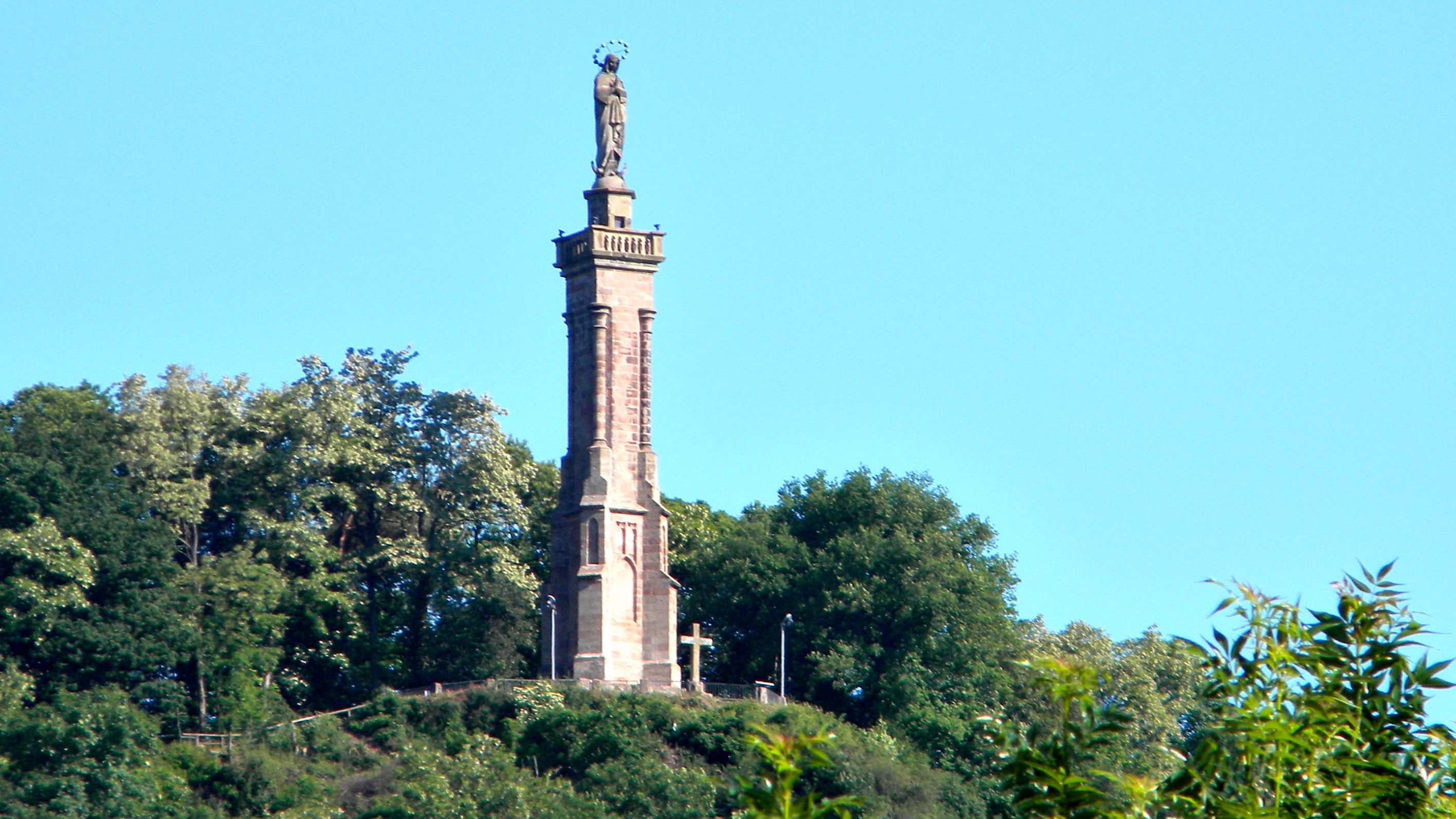
La imponente Mariansäule (columna de María) junto a la que pasa el camino antes de llegar a Tréveris.
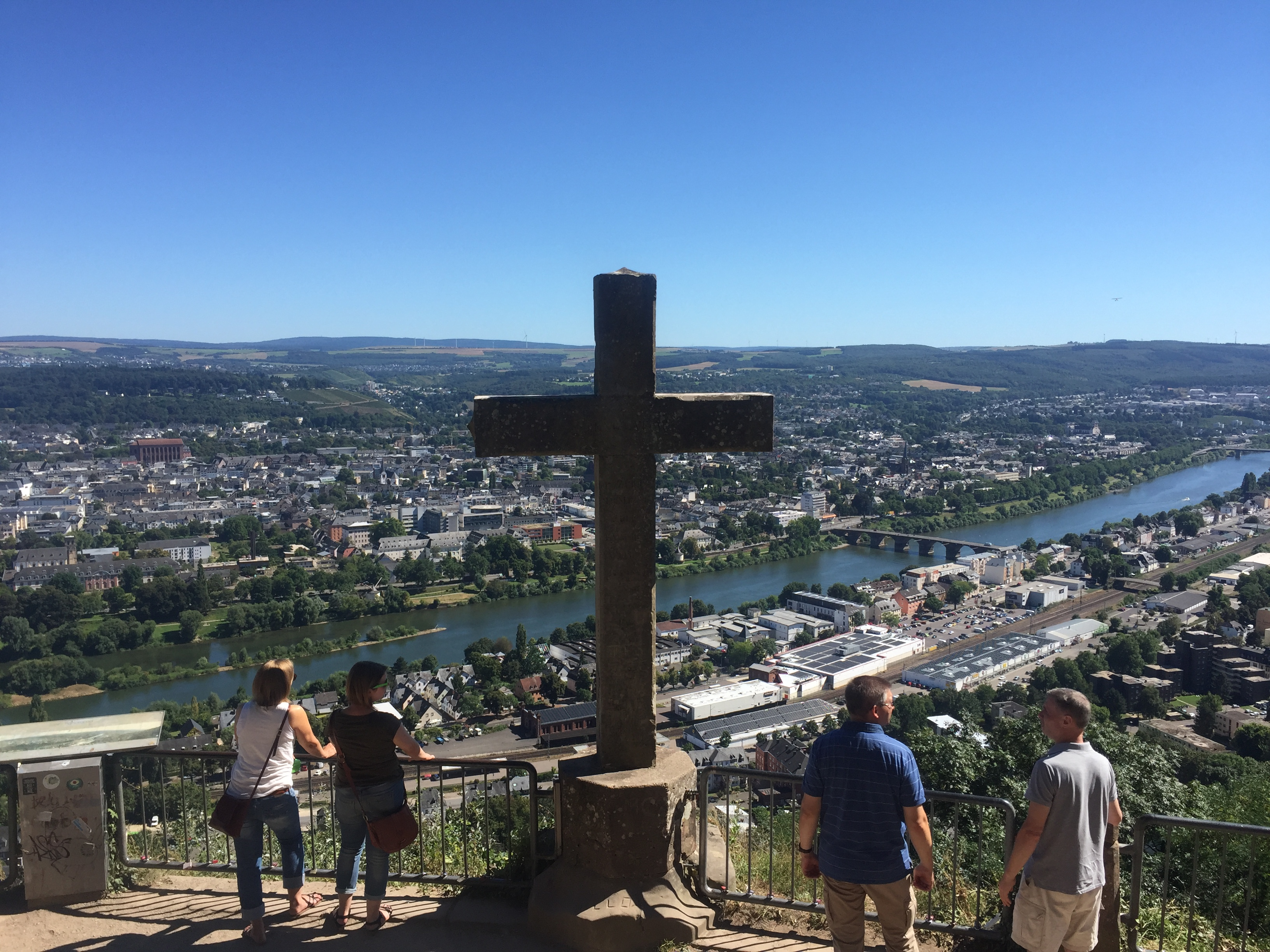
Panorama de Tréveris desde el mirador de la Mariensäule.
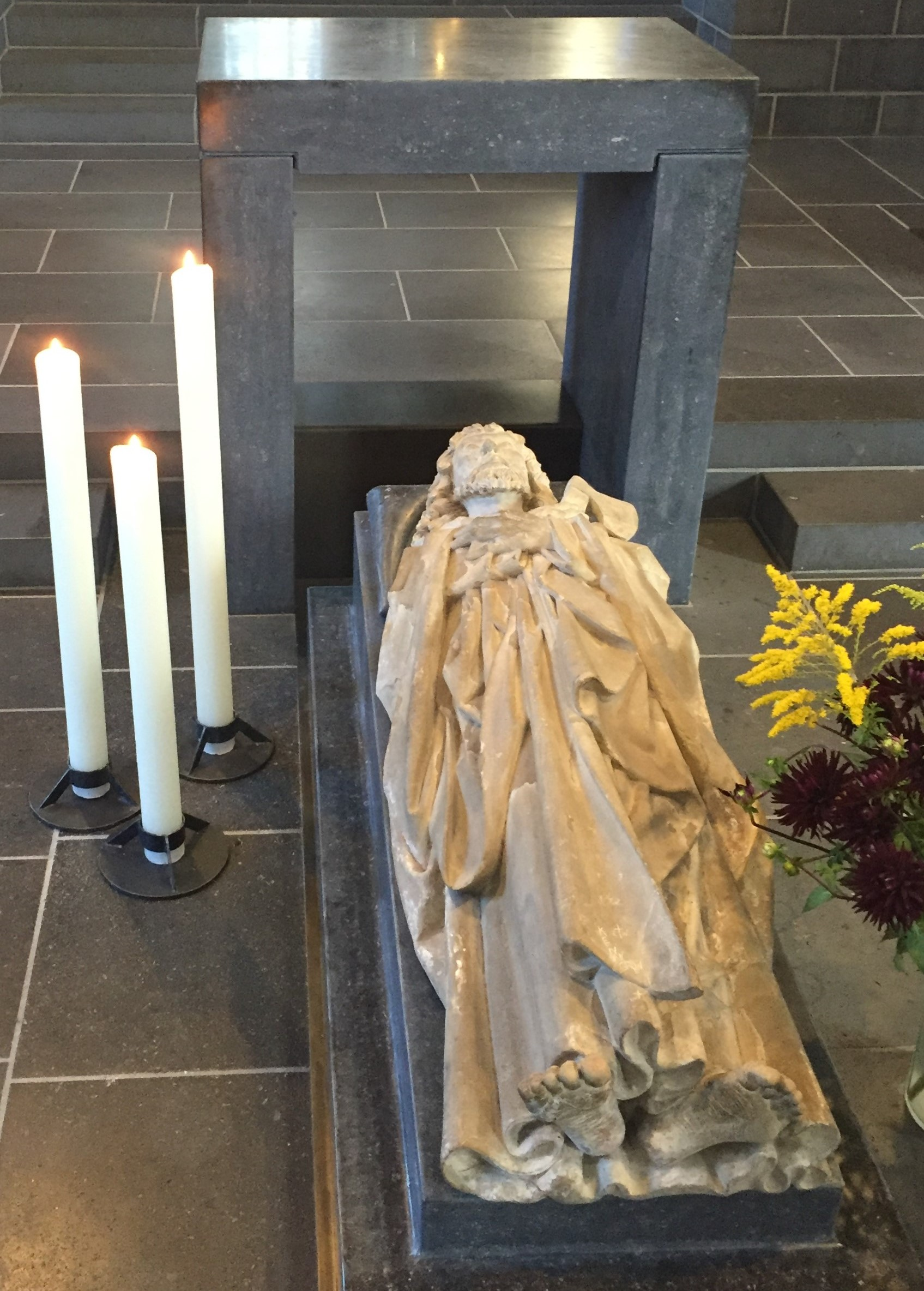
Tumba del apóstol Matías junto al altar mayor.
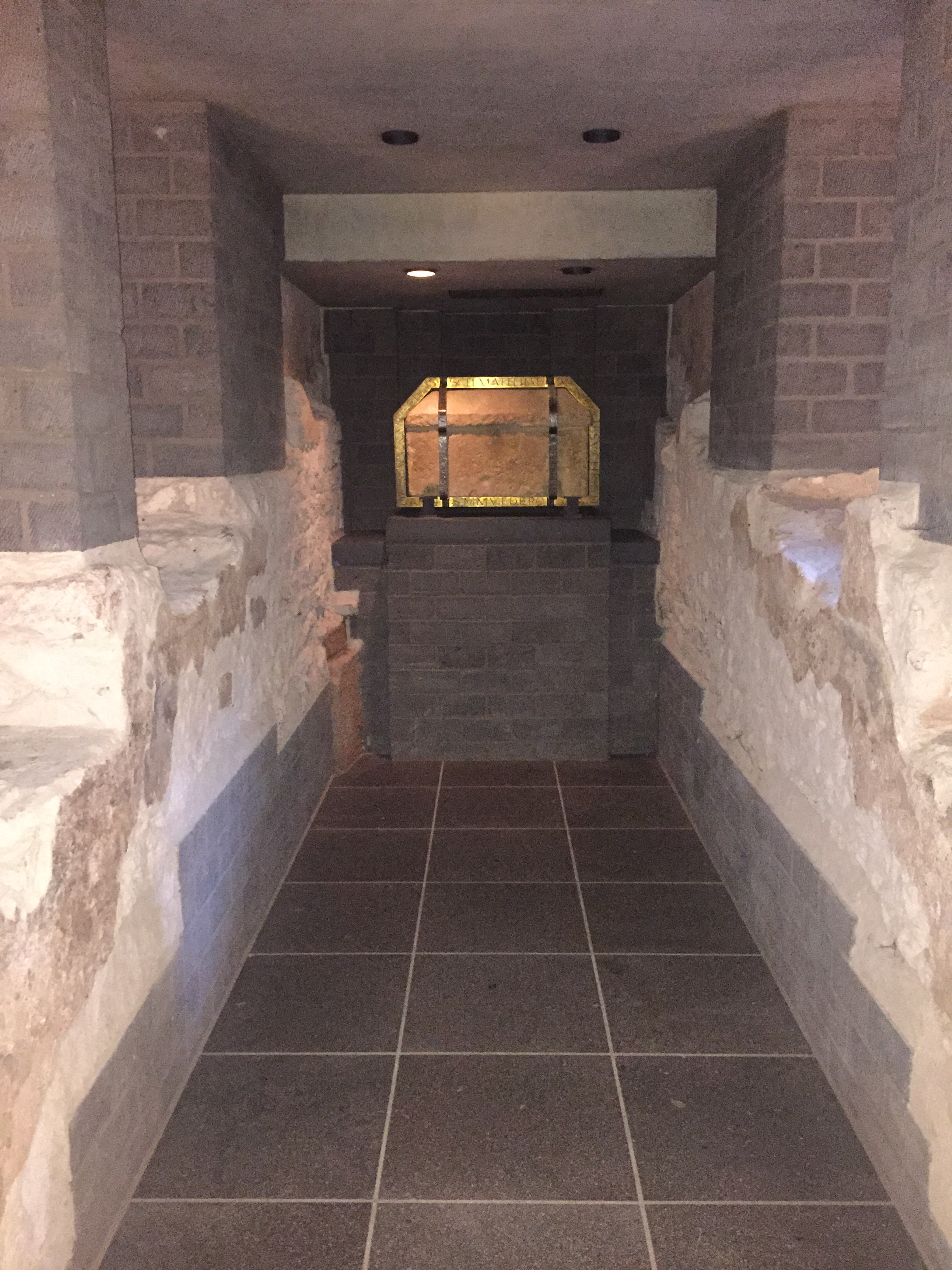
Sarcófago del apóstol Matías.

## Otra bibliografía utilizada también en el artículo
1. Butler, Alban (1866).  Timothy Reuter, ed. The Lives of the Fathers, Martyrs, and Other Principal Saints. Vol II (en inglés). James Duffy. Consultado el 25 de septiembre de 2016.
2. Generaldirektion Kulturelles Erbe (2016).  Generaldirektion Kulturelles Erbe. Rheinland-Pfalz, ed. Nachrichtliches Verzeichnis de Kulturdenkmäler. Eifelkreis Bitburg-Prüm (en alemán). Consultado el 20 de octubre de 2016.
3. Anton, Hans Hubert (1973).  Walter de Gruyter, ed. Arbogast, comes von Trier; en: Reallexikon der Germanischen Altertumskunde, Tomo I (en alemán) (2 edición). pp. 388-389. ISBN 3-11-004489-7.
4. Schwoll, Willi (2014). Wandern auf den Matthiasweg (en alemán). Meyer & Meyer Verlag. ISBN 978-3-89899-857-4.

- Datos: Q27859577
- Multimedia: Matthiasweg / Q27859577